# Бурятия
Буря́тия, официально — Респу́блика Буря́тия (бур. Буряад Улас), — субъект Российской Федерации, республика в её составе. Входит в состав Дальневосточного федерального округа и Дальневосточного экономического района.
Образована 30 мая 1923 года как Бурят-Монгольская Автономная Советская Социалистическая Республика.
Столица — город Улан-Удэ.
Площадь — 351334 км² (2,05 % территории России). Население — 971 139 чел. (2025). Плотность населения — 2,76 чел./км² (2025).
Граничит на западе, севере и востоке с субъектами РФ: Республикой Тыва, Иркутской областью (с пятисоткилометровым участком по акватории Байкала) и Забайкальским краем. Южная граница Бурятии с Монголией является государственной границей Российской Федерации.
Государственные языки — бурятский и русский.

## Физико-географическая характеристика

### География
Республика расположена в центре Азии, на юге Восточной Сибири, простираясь с запада на восток между 98°40` и 116°55` в. д. и с севера на юг между 57°15` и 49°55` с. ш. По территории примерно сопоставима с Германией.
Большая территория, вытянутая с юго-запада на северо-восток в виде полумесяца, обуславливает различные условия хозяйствования и пребывания в регионе. Имеет место значительная удалённость республики от столицы страны (расстояние от Улан-Удэ до Москвы — 5532 км).
Бурятия находится в часовом поясе иркутского времени, которое на 8 часов опережает UTC и на 5 часов — московское время (UTC+8:00, МСК+5).

### Рельеф
Республика Бурятия входит в горную зону с высотной поясностью, занимающую значительную часть юга Восточной Сибири. Рельеф характеризуется мощными горными хребтами и обширными глубокими и, иногда, почти замкнутыми межгорными котловинами. Площадь гор более чем в 4 раза превышает площадь, занимаемую низменностями. Для Бурятии характерна значительная приподнятость над уровнем моря, и в результате — очень низкое среднее атмосферное давление. Самой низкой отметкой является уровень озера Байкал — 456 м в тихоокеанской отметке, а наиболее высокой — покрытая ледниками вершина Мунку-Сардык в Восточном Саяне — 3491 м над уровнем моря.
Южная Бурятия, представленная Селенгинским среднегорьем, охватывает значительную часть бассейна реки Селенги — крупнейшей водной артерии Байкалa, включая все её крупные притоки, и характеризуется преобладанием гор средней высоты 1000—1800 метров над уровнем моря.
К озеру Байкал прилегают высокие хребты Прибайкалья с разделяющими их широкими межгорными котловинами. В их пояс входит нагорье Восточных Саян, простирающееся с северо-запада на юго-восток на расстояние около 1000 км, при ширине в пределах 200—300 км, и возвышающееся в центральной части хребтов более чем на 2500—3000 м. Пояс гор Прибайкалья продолжают Хамар-Дабан, Морской хребет, Улан-Бургасы, Икатский, Баргузинский и Байкальский хребты. Водоразделы Баргузинского хребта представляют собой классические альпийские формы рельефа.
В северной Бурятии расположены хребты Станового нагорья: Южно-Муйский, Северо-Муйский, Удокан, Каларский. К северо-востоку Прибайкалья примыкает Витимское плоскогорье. Для всего северного Прибайкалья характерно сплошное распространение вечной мерзлоты, залегающей порой на глубине 0,5 метра и мощностью до 500—600 метров.

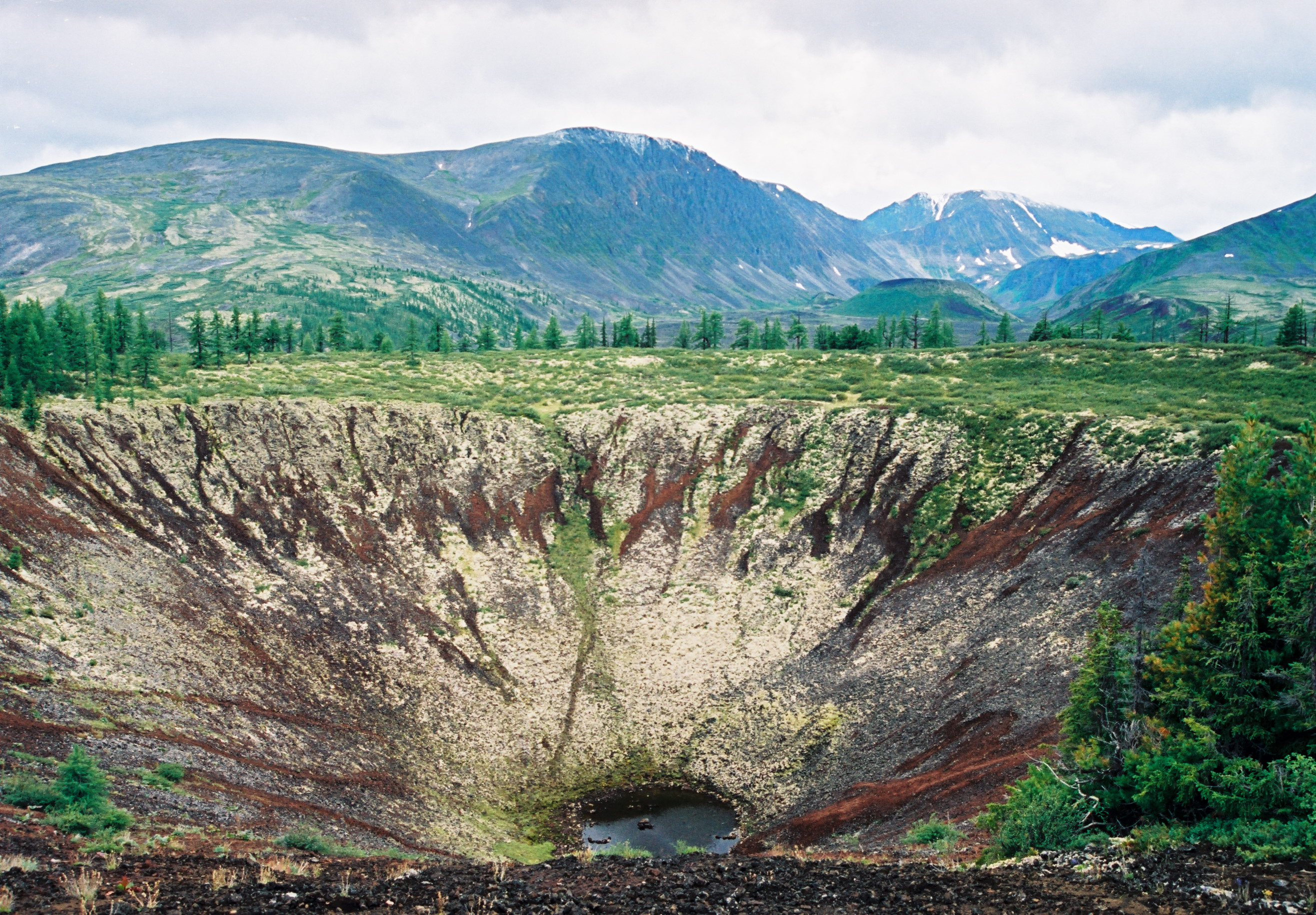
В Долине Вулканов, Окинский район
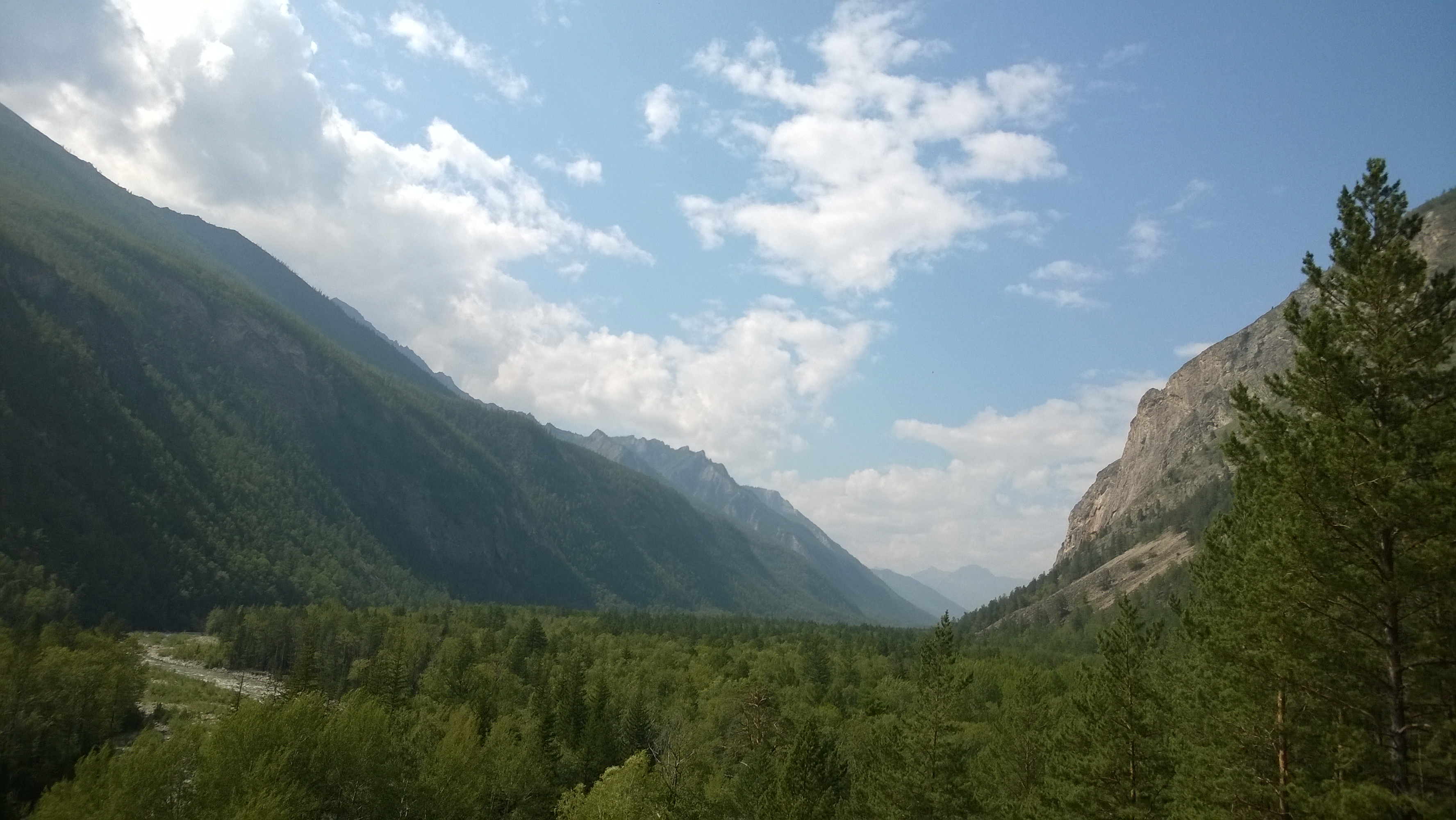
Баргузинский хребет
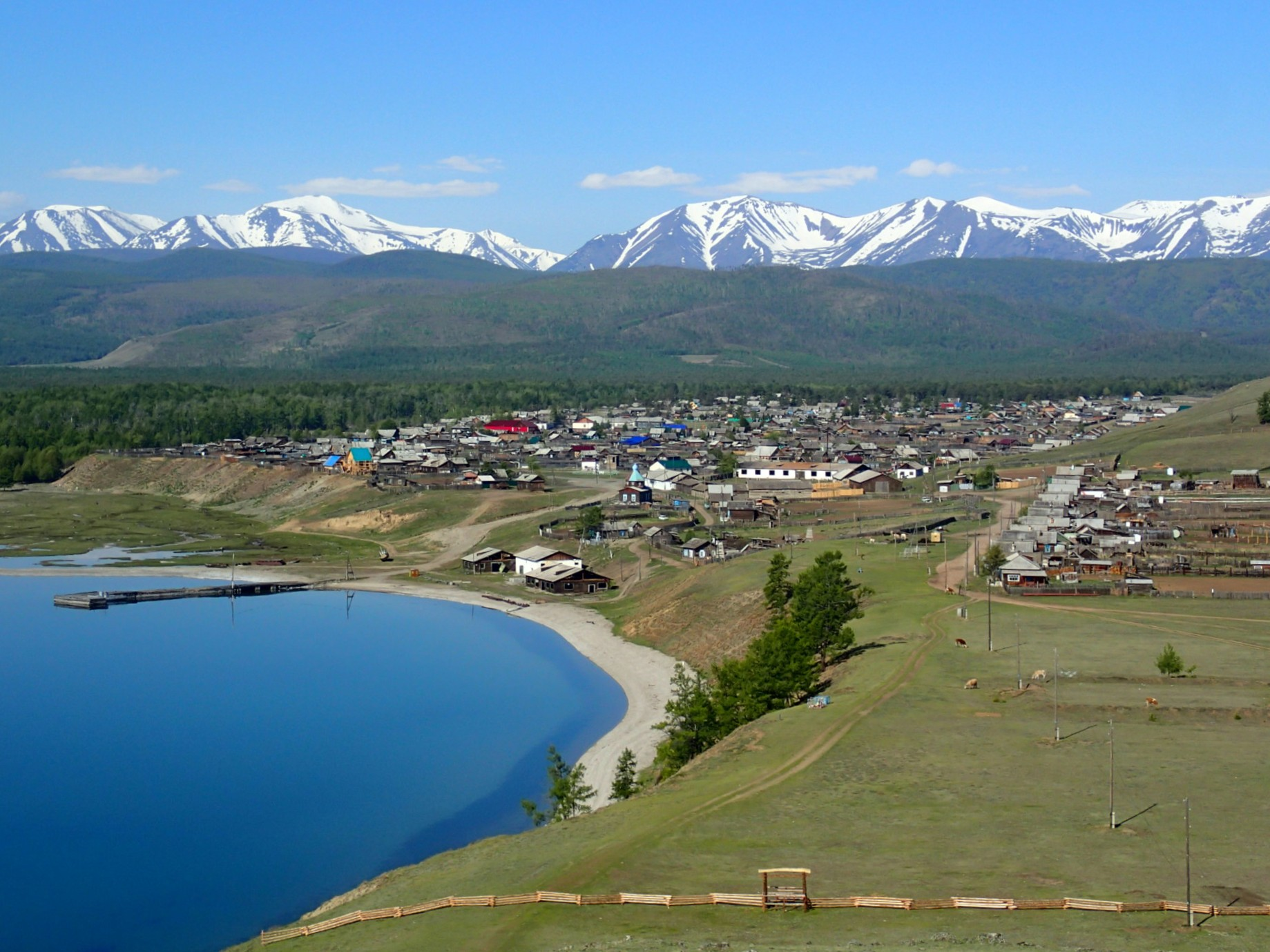
Байкальский хребет
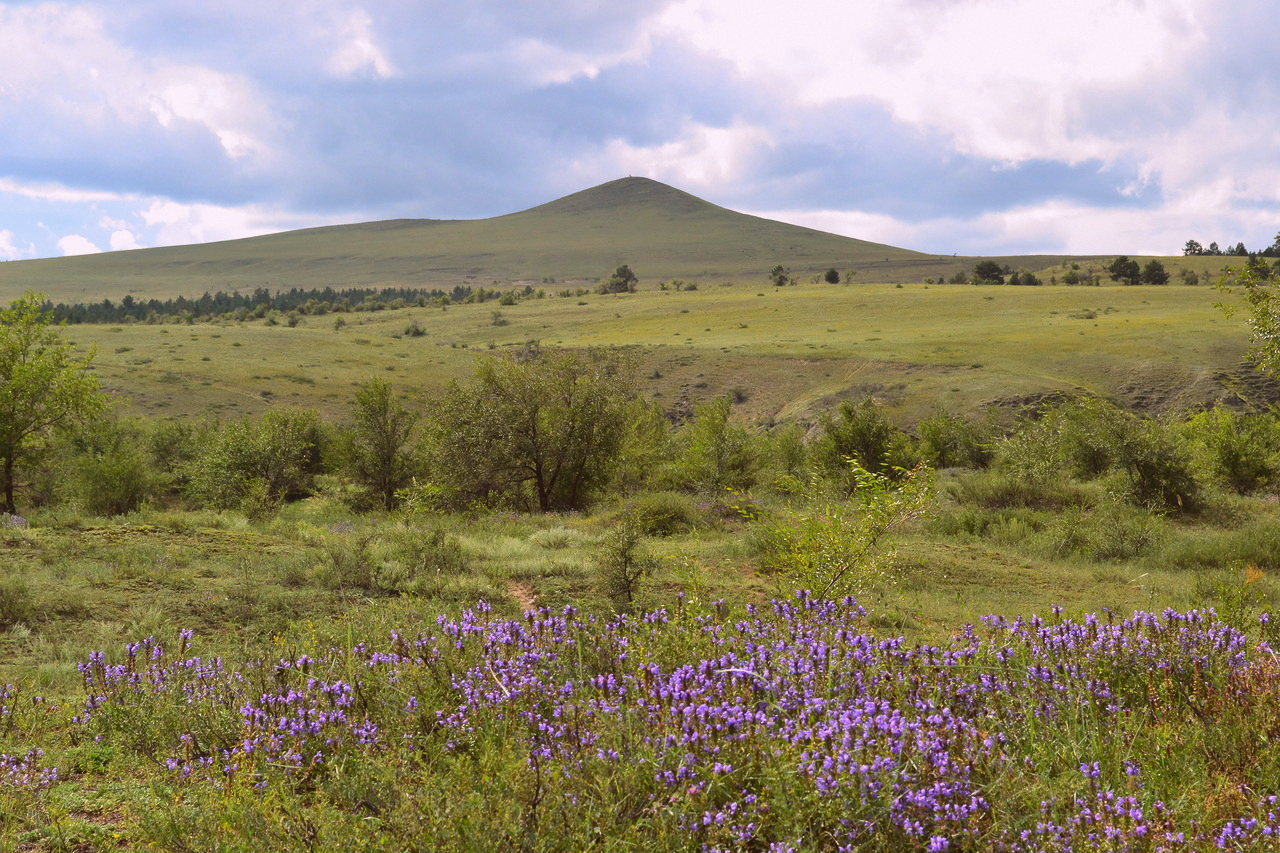
Боргойская степь

### Климат

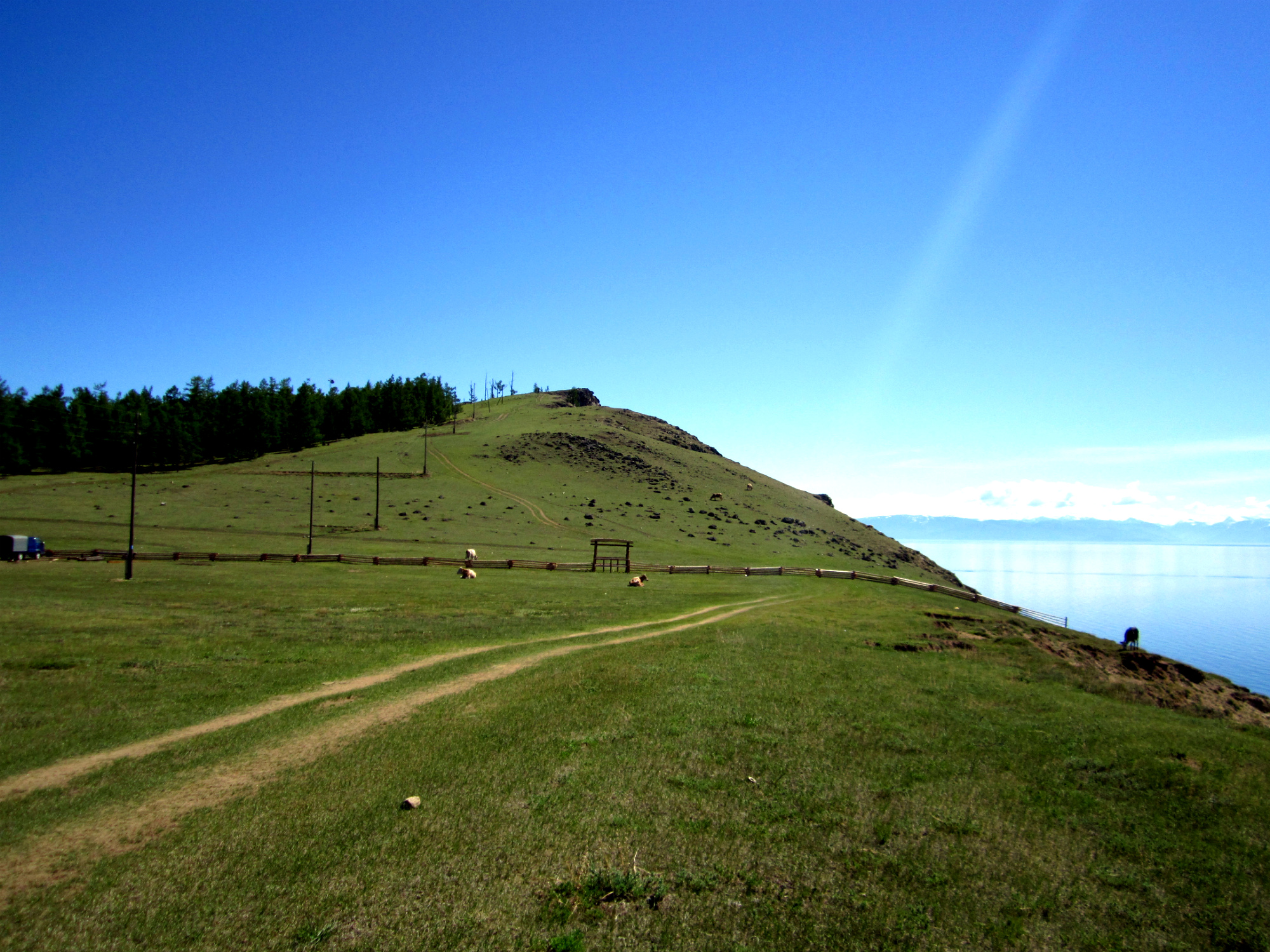
с. Байкальское

Климат Бурятии — резко континентальный. Зима — холодная, с сухим морозом. В ноябре-декабре выпадают основные снегопады. Вторая половина зимы отличается малым количеством снега. Весна ветреная, с господствующими северо-западными ветрами, с заморозками и почти без осадков. Лето короткое, с жаркими днями и прохладными ночами, с обильными осадками в июле и августе. Осень наступает незаметно, без резкой смены погоды, в отдельные годы она бывает долгой и тёплой. Средняя температура летом +26 °С, зимой −25 °С, а среднегодовая температура — −1,6 °С. За год в среднем выпадает 244 мм осадков.
В целом климат формируется под влиянием трёх контрастных компонентов: сухого и холодного климата северных областей, жаркого и сухого монгольских пустынь и влажного тихоокеанского.
Существенной чертой климата Бурятии является большая продолжительность солнечного сияния — 1900—2200 часов, по данному показателю не уступает, а порой превосходит южные районы России. В России самыми солнечными городами являются Улан-Удэ — 2797 часов и Хабаровск — 2449 часов.
Баргузинский, Баунтовский эвенкийский, Курумканский, Муйский, Окинский, Северо-Байкальский районы приравнены к районам Крайнего Севера.

### Заповедники и национальные парки
Природно-заповедный фонд Республики Бурятия представлен следующими особо охраняемыми природными территориями (далее — ООПТ):
1. федерального значения — 2 биосферных и 1 природный заповедник, 2 национальных парка, 3 государственных природных заказника федерального значения.
2. регионального значения — 13 заказников, природный парк, рекреационная местность, 57 памятников природы.
3. 5 рекреационных местностей местного значения[12].

Заповедники и национальные парки
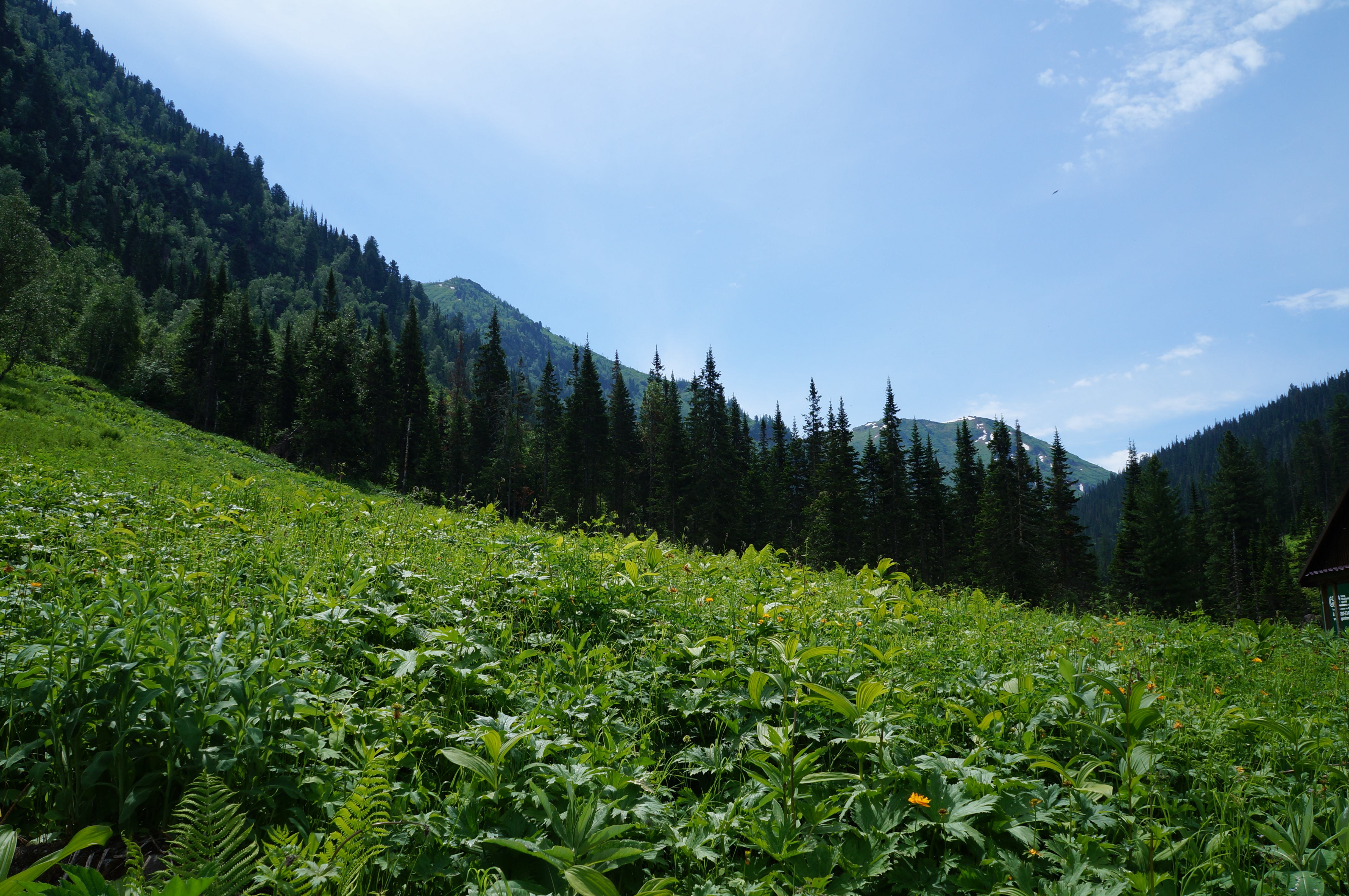
Байкальский заповедник
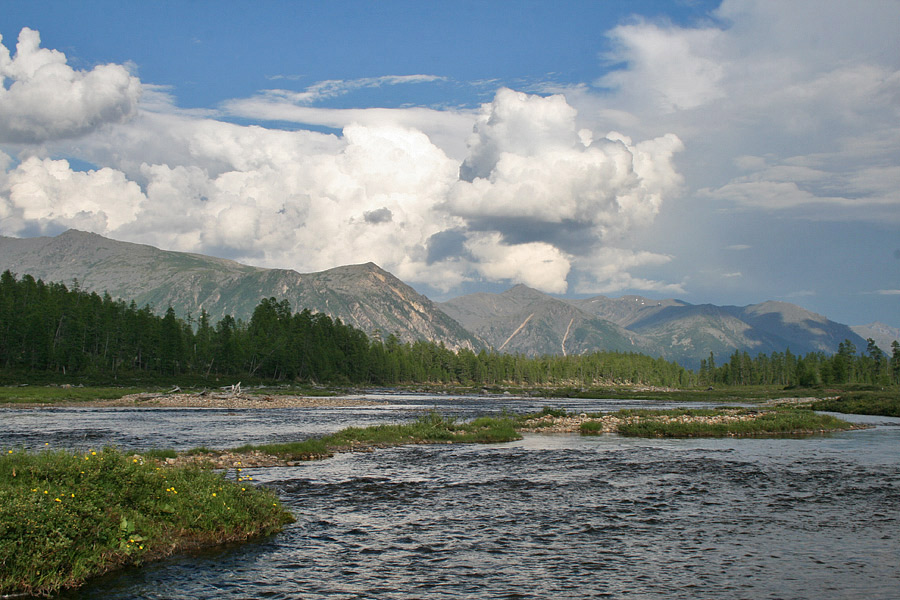
Джергинский заповедник
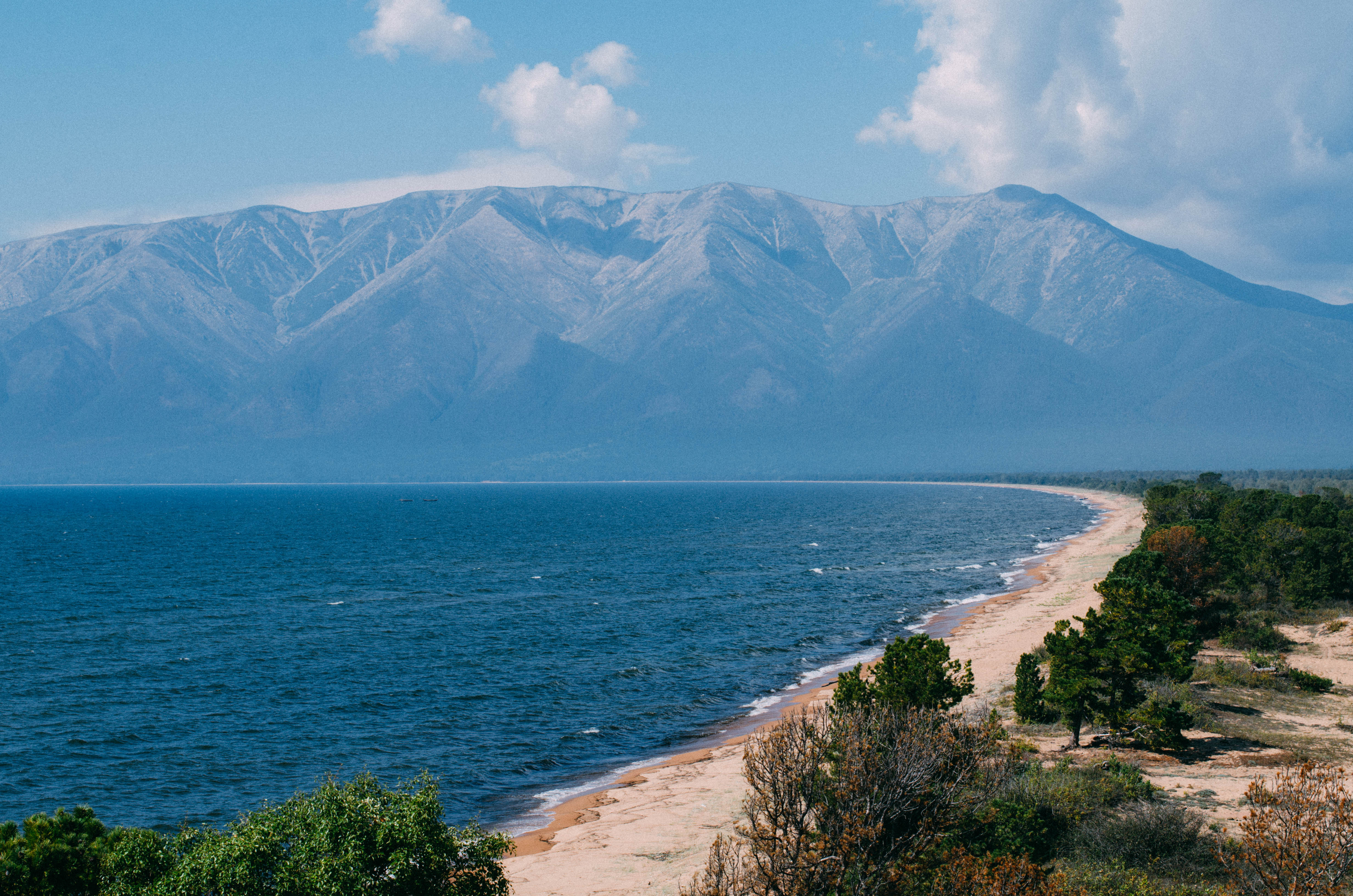
Национальный парк «Забайкальский»
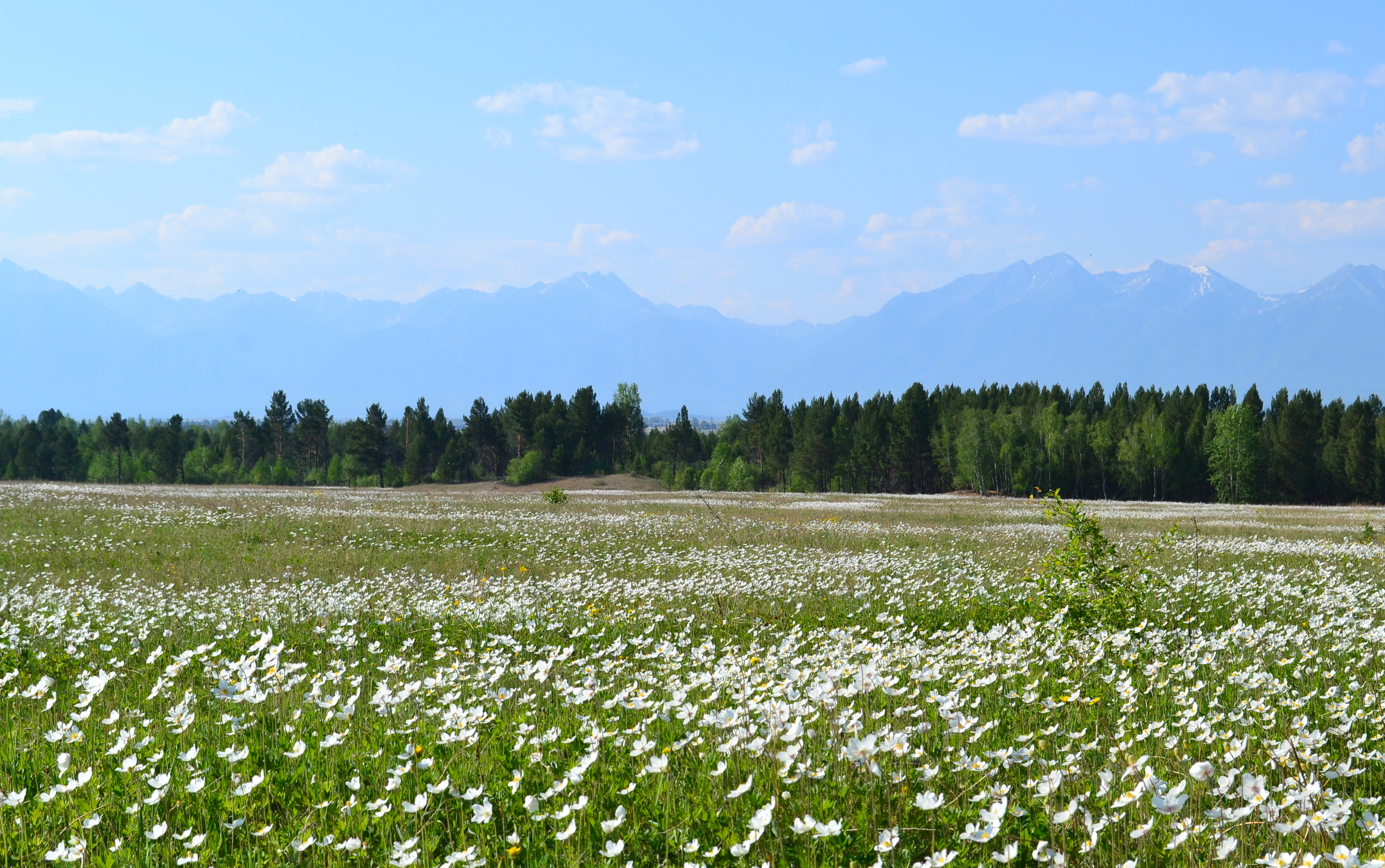
Тункинский национальный парк

Заповедники:
1. Байкальский государственный биосферный заповедник
  - «Алтачейский» государственный природный заказник федерального значения
  - «Кабанский» государственный природный заказник федерального значения
2. Баргузинский государственный биосферный заповедник имени К. А. Забелина
  - «Фролихинский» государственный природный заказник федерального значения
3. Государственный природный заповедник «Джергинский»

Парки:
1. Национальный парк «Забайкальский»
2. Национальный парк «Тункинский»
3. Природный парк «Шумак»

Природные биологические заказники:
1. Ангирский заказник
2. Боргойский заказник
3. Верхне-Ангарский заказник
4. Кижингинский заказник
5. Кондо-Витимский заказник
6. Муйский заказник
7. Прибайкальский заказник
8. Снежинский заказник
9. Тугнуйский заказник
10. Узколугский заказник
11. Улюнский заказник
12. Худакский заказник
13. Энхалукский заказник

### Растительный и животный мир
Бурятия обладает уникальной и разнообразной флорой и фауной. В настоящее время на территории республики зарегистрировано 446 видов наземных позвоночных. Земноводные Бурятии представлены шестью видами из двух отрядов. Пресмыкающихся в республике 7 видов. В орнитофауне республики насчитывается более 348 видов птиц. Млекопитающих в Бурятии отмечено 85 видов из 7 отрядов.

Животные
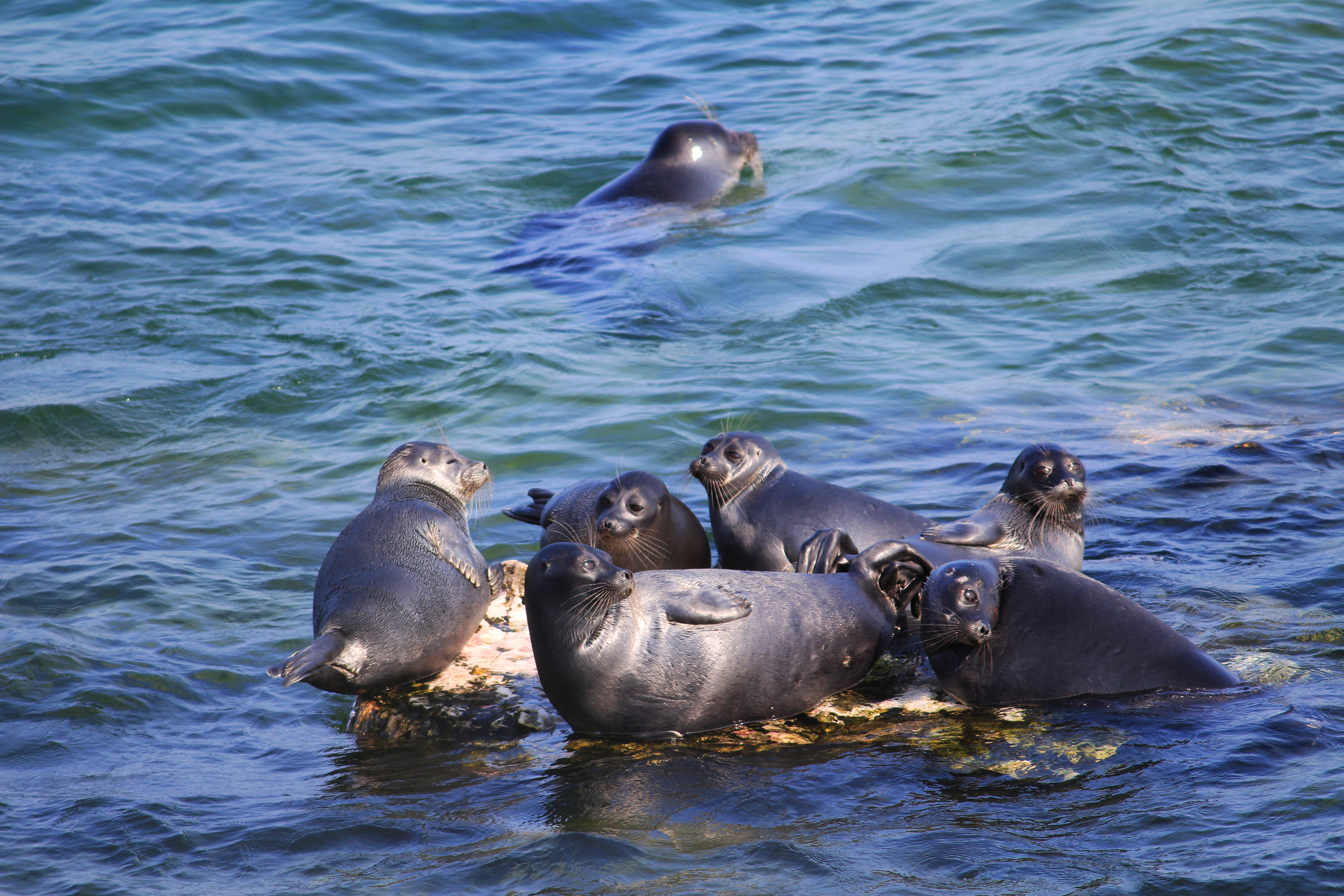
Байкальская нерпа
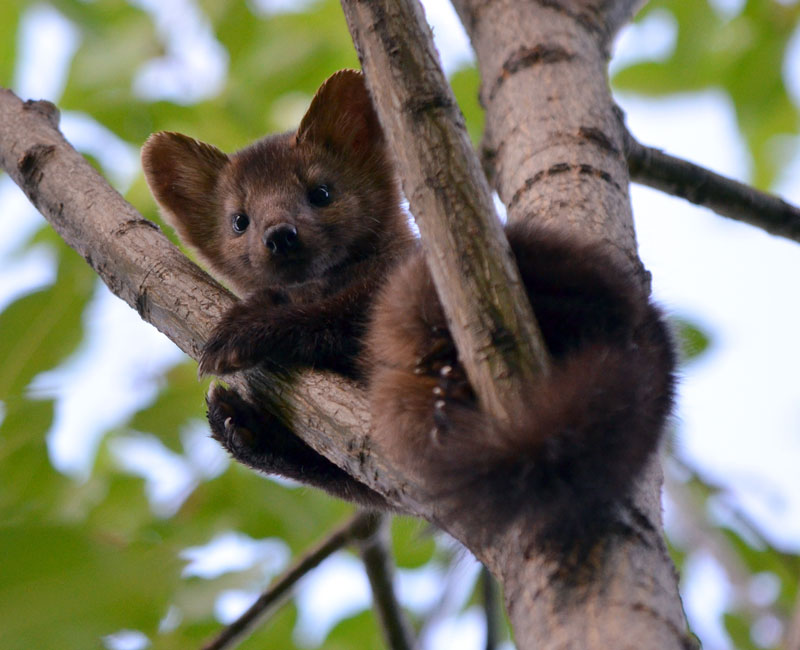
Соболь
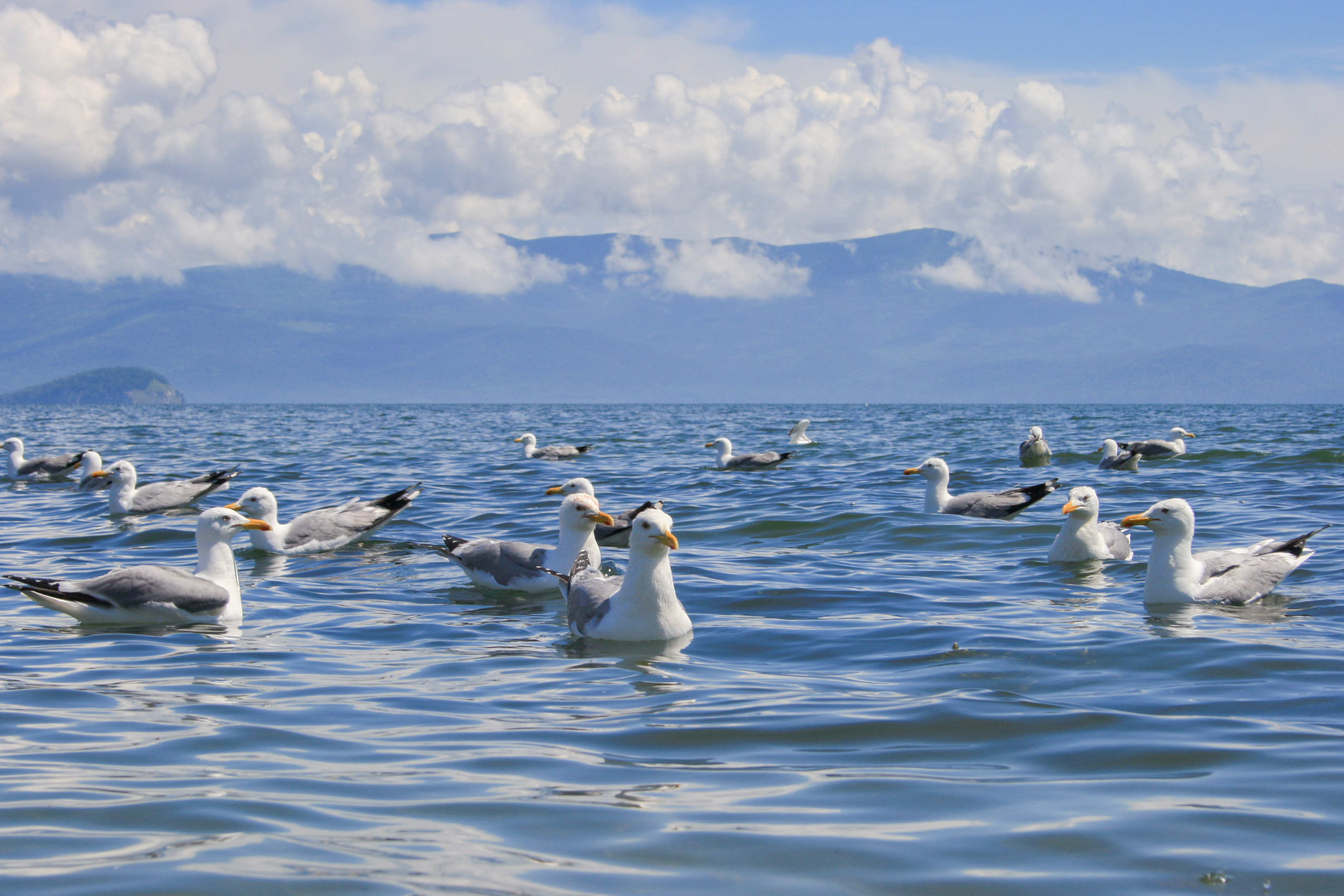
Чайки на Байкале
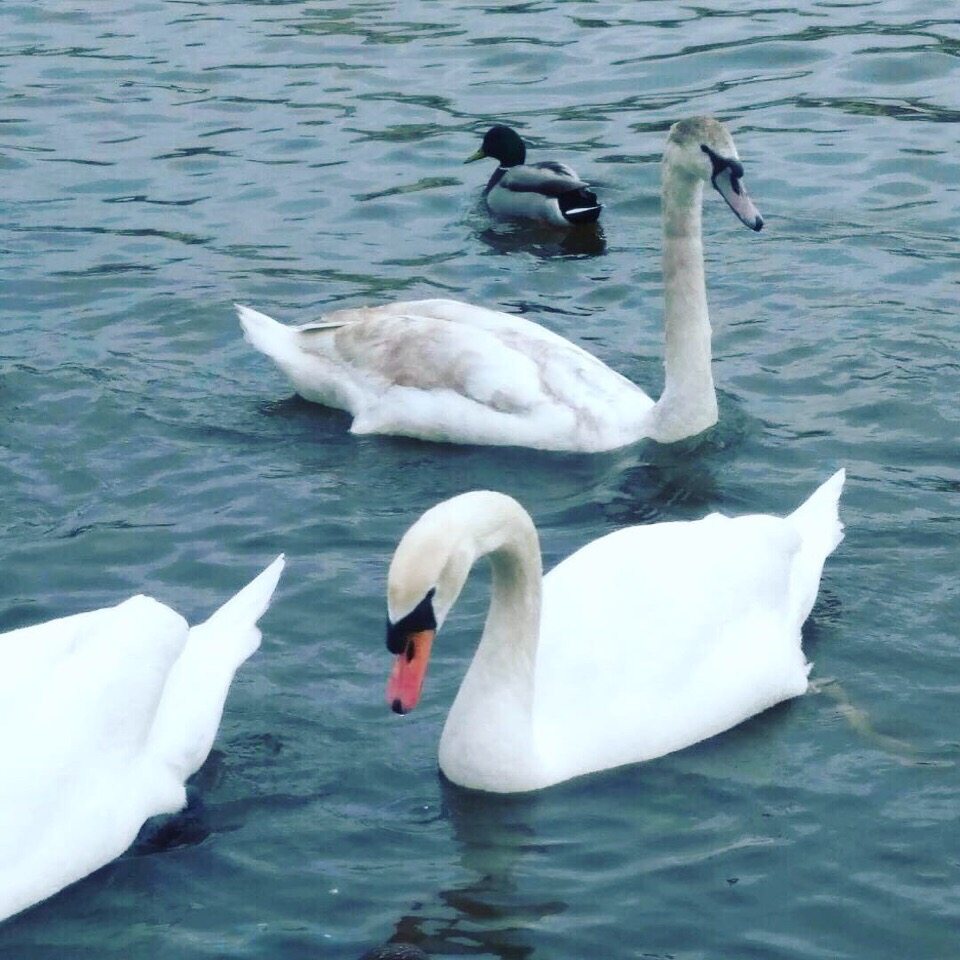
Лебеди

Озеро Байкал и окружающую его территорию населяют 2500 различных видов животных (в том числе рыб), 250 из которых эндемичны. Наиболее известны байкальский омуль — промысловая рыба семейства лососёвых, а также живородящая голомянка — прозрачная рыба без чешуи и плавательного пузыря. Символ Байкала — нерпа. Тайну происхождения этого пресноводного тюленя в озере пока не удалось разгадать.
Бо́льшая часть территории Бурятии занята лесами (83 % площади). Весной расцветает рододендрон даурский (называемый местным населением багульником). Лекарственные растения с успехом применяются в народной и тибетской медицине. В тайге обитают соболь, белка, лисица, колонок, горностай, рысь, косуля, кабарга, изюбрь, лось, кабан, медведь.
В Красную книгу России и Бурятии занесены байкальский осетр, даватчан, белый байкальский хариус, таймень и линь.

Растения
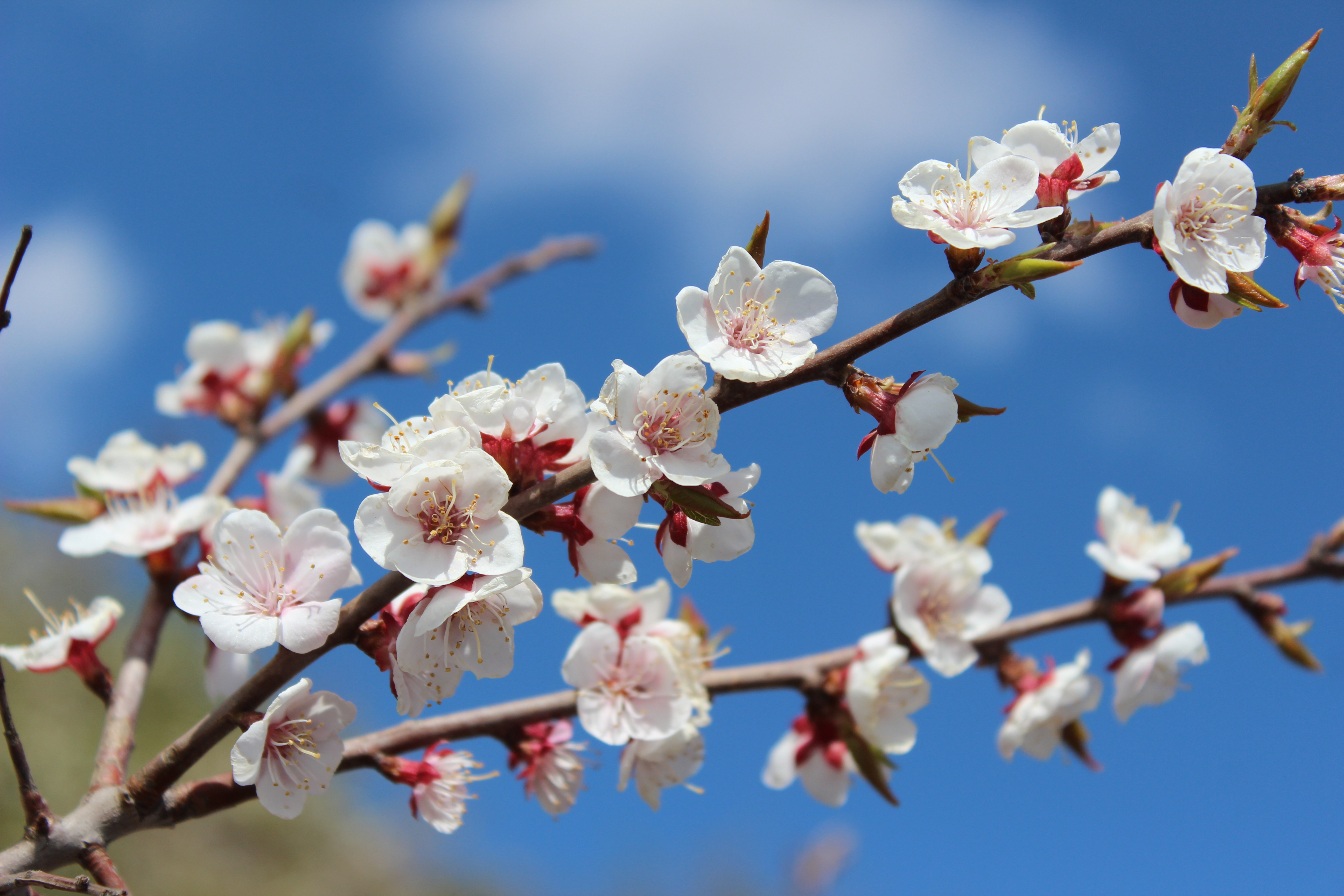
Сибирский абрикос
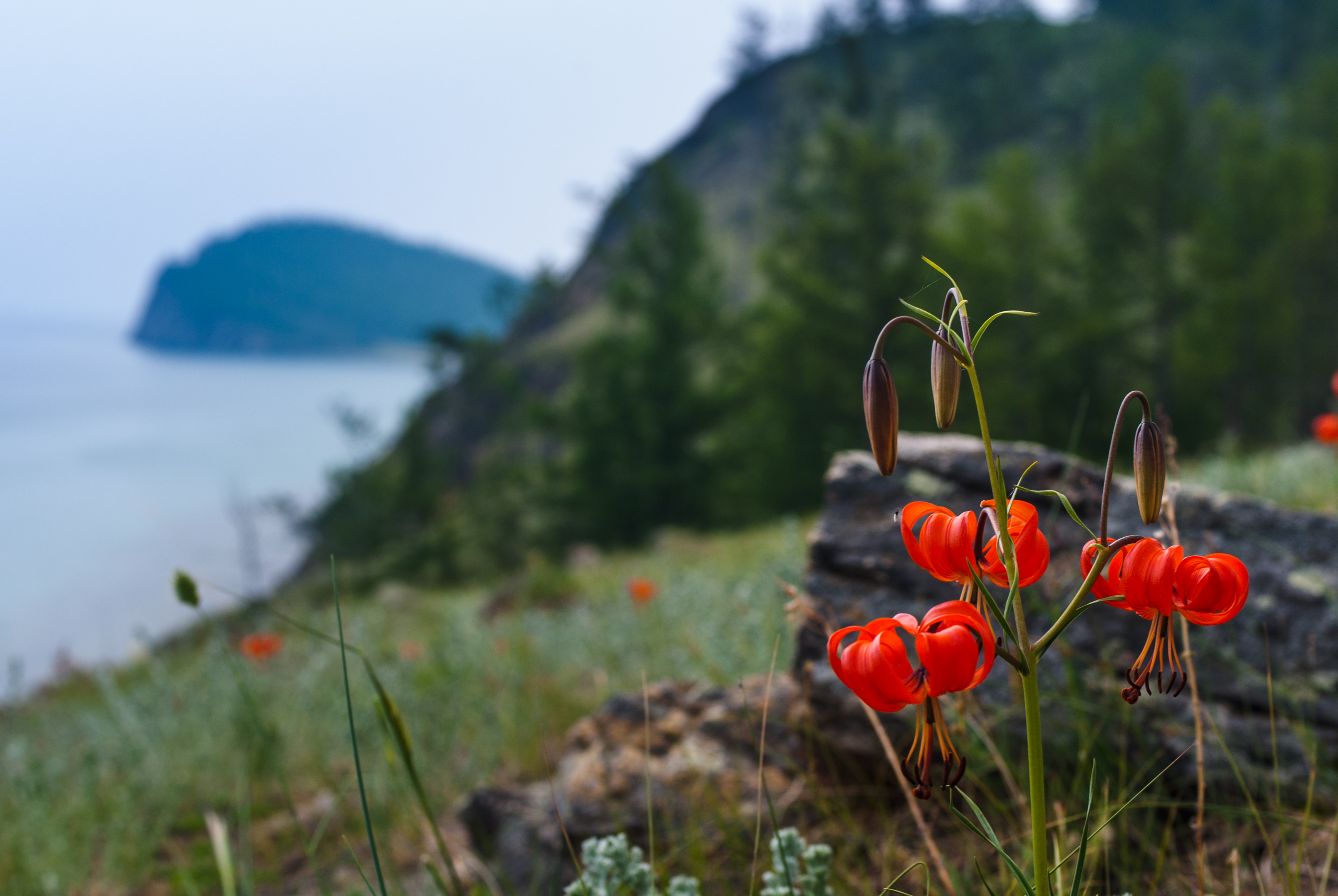
Саранка
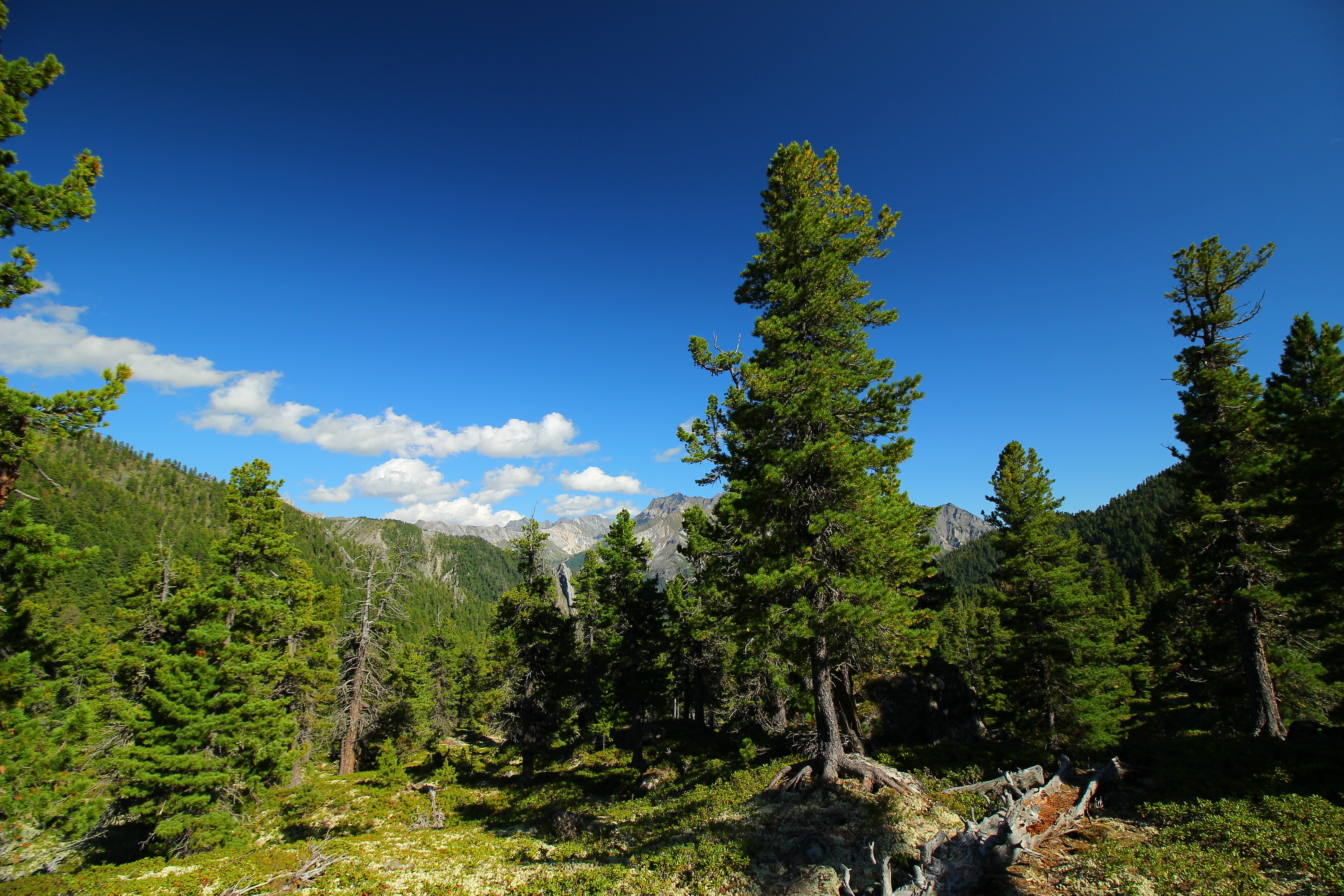
Хвойный лес
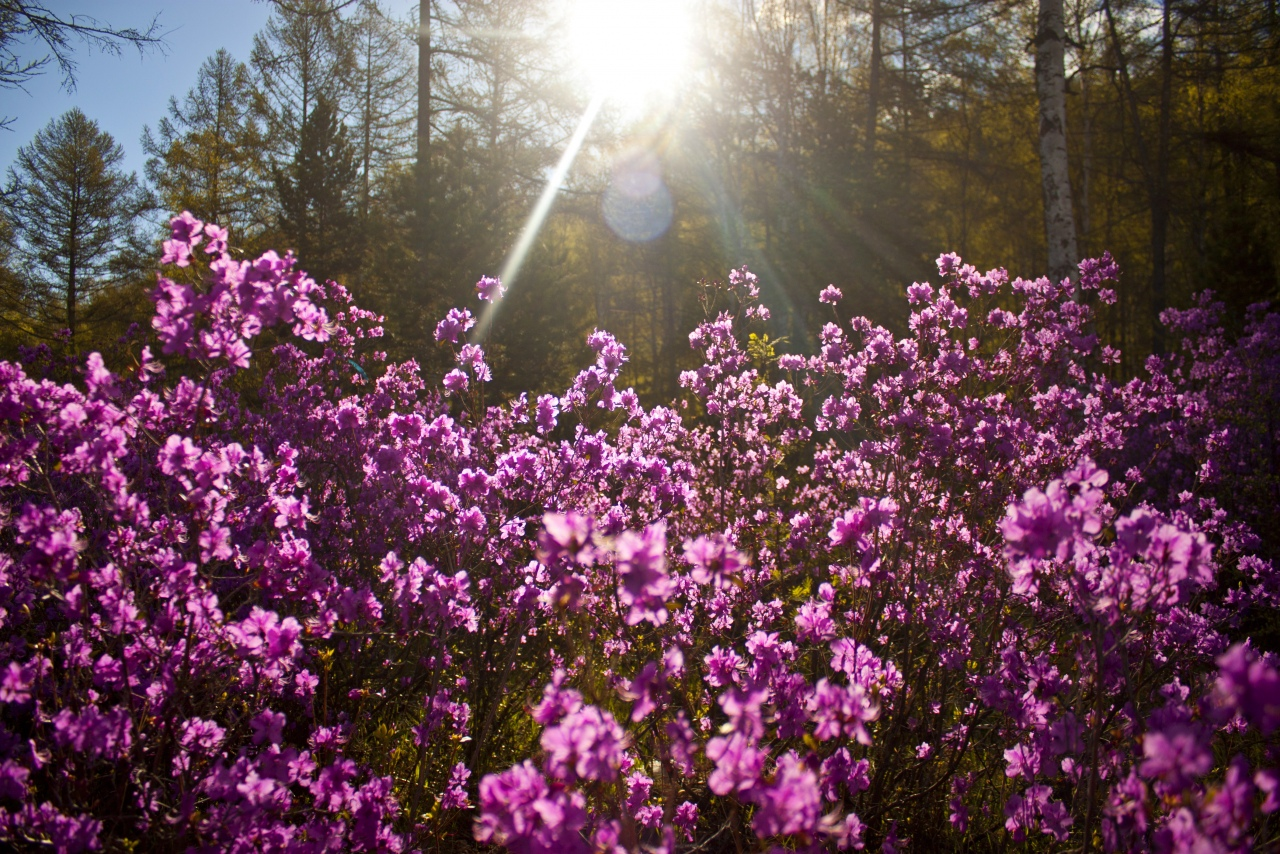
Багульник

Объективные данные, полученные на основе обработки спутниковых снимков, показывают значительный ущерб лесному фонду, нанесённый за 2001—2019 гг. Вырубка леса вызвала обеспокоенность Всемирного фонда дикой природы и местных жителей; наносят значительный экономический ущерб. Так, по данным GFW за 2000—2018 гг. потеряно около 16 % от всех лесов (по площади).

### Водные ресурсы
Водные ресурсы Республики Бурятия представлены поверхностными и подземными водами. Всего на её территории протекает более 30 000 рек общей протяжённостью около 150 тыс. км. Из них лишь 25 относятся к категории больших и средних.
Таким образом, более 99 % рек республики составляют малые реки длиной менее 200 км. Реки республики относятся к трём крупным водным бассейнам: озера Байкал, рек Лены и Ангары. При этом 52 % территории Бурятии расположено в бассейне озера Байкал.
Ресурсы речного стока Бурятии составляют 98 км³; на одного жителя приходится 94,3 тыс. м³/год (почти в 3 раза больше, чем в среднем по России); на 1 км² территории 279,8 тыс. м³/год. 61 % речного стока республики приходится на бассейн озера Байкал.
На территории республики насчитывается около 35 тыс. озёр общей площадью зеркала 1795 км². К наиболее значительным водоёмам относятся Гусиное (164,7 км²), Большое Еравное, Баунт, Малое Еравное.
На территории Бурятии находится бо́льшая часть (60 % береговой линии) озера Байкал.

## История

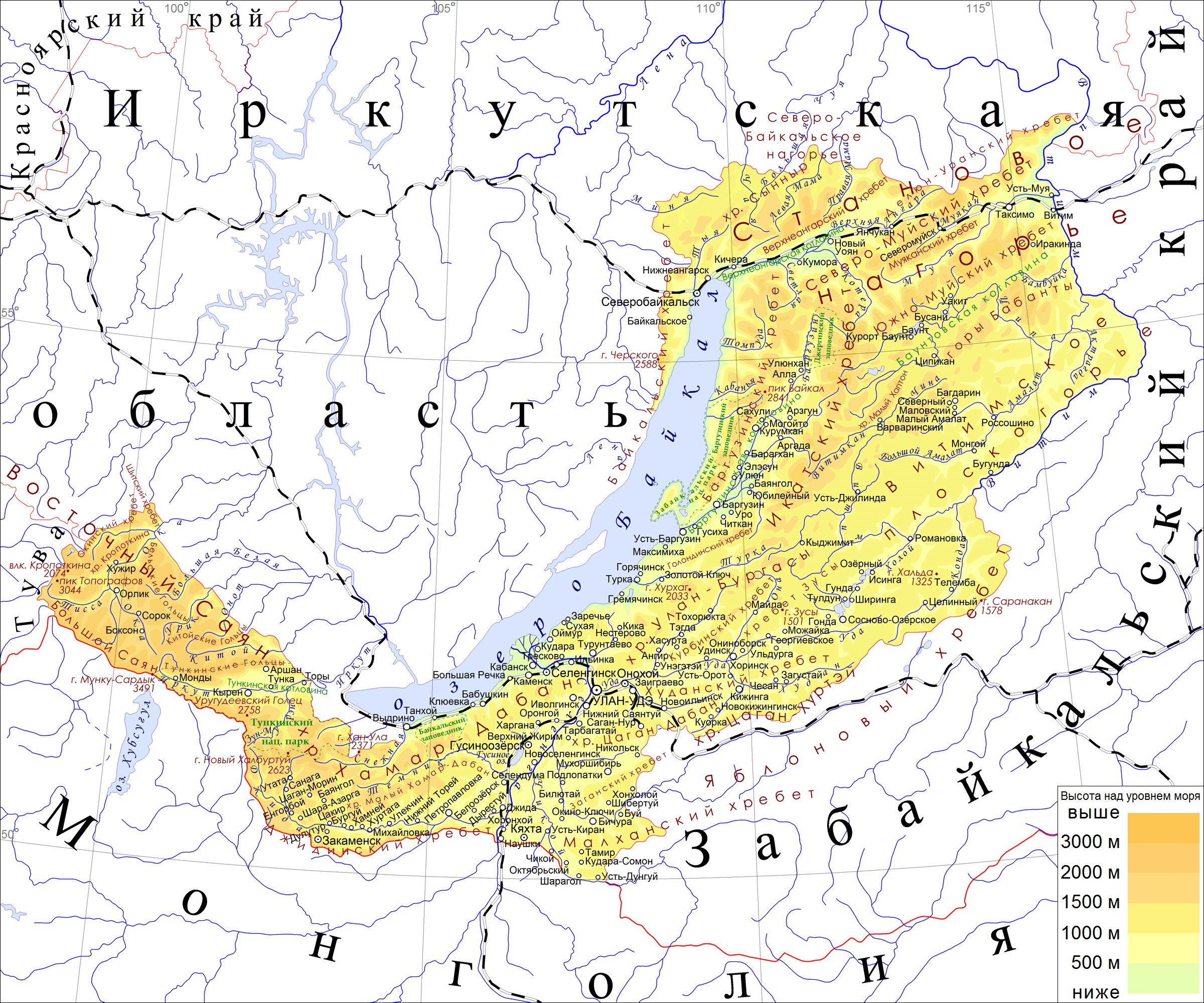
Физическая карта Бурятии

### Древнее время
Древнейшими на территории Бурятии находками первобытных людей являются костные останки со стоянки Туяна на правом берегу реки Иркут в Тункинской долине.
Протомонгольские племена, проживавшие на территории нынешней Бурятии, создали так называемую культуру плиточных могил.

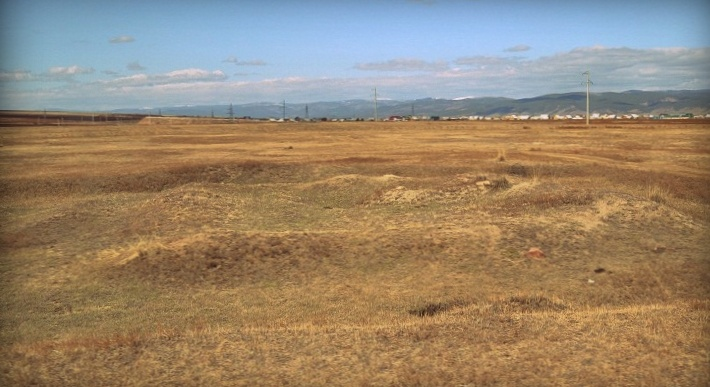
Иволгинское городище (I век до н. э. — I век н. э.)

На рубеже нашей эры Прибайкалье составляло северную часть государства Хунну (кит. 匈奴 сюнну) — древнего кочевого народа, с 220 года до н. э. по II век н. э. населявшего Монгольское плато. Согласно широко распространённому мнению, часть хунну дошла до Европы и, смешавшись с уграми, дала начало новому народу, который в Европе известен под названием гунны.
После распада Хунну в I веке н. э. Прибайкалье перешло под контроль монголоязычного народа Сяньби (93—234).
В IV—VI веках территория Бурятии являлась частью Жужаньского каганата (330—555).
В 924 году государство монголоязычных киданей — Ляо (907—1125) разгромило Кыргызский каганат (840—924).
1206 год — образование Великой Монгольской империи, в которую вошли территории вокруг Байкала.

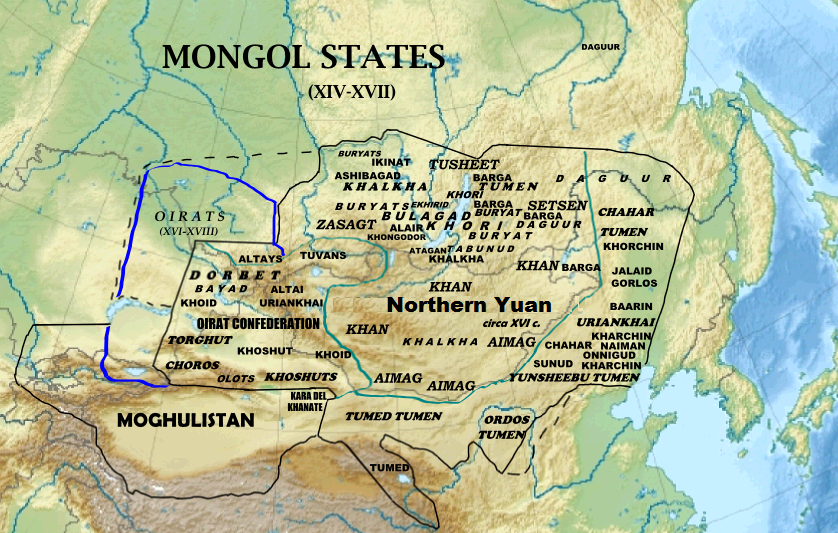
Монголия. XVI век

В XIII—XVI веках многие монголоязычные этнические группы, включая меркитов, баятов, хори-туматов и баргутов откочевали с территории современной Бурятии.
XIV век — распад Монгольской империи. Прибайкалье и Забайкалье до XVII века являлось частью монгольского государства Северная Юань.

### XVI век
В конце XVI века из Монголии на север к бурятскому населению Забайкалья проник буддизм, в основном в традиции Гелугпа. Поводом к этому послужил съезд князей и нойонов Восточной, Западной, Южной и Северной Монголии в 1576 г. На этом съезде буддизм школы гелугпа был объявлен государственной религией всей Монголии, а территория сегодняшней Бурятии всё ещё входила в её состав. С этого момента были приняты законы, запрещающие шаманизм и поддерживающие буддизм как государственную религию.

### XVII век
Вторая половина XVII в. — это время завоевания русскими Сибири, к этому периоду также относятся записи, сообщения русских первопроходцев (казачий десятник Москвитин, боярский сын Бекетов, Николай Спафарий). Они отмечают наличие у «брацких» людей, то есть бурят, войлочных дуганов, ламских капищ и священнослужителей лам, отправляющих богослужения в честь Будды и других богов пантеона.

### XIX век
Для охраны государственной границы России с Китаем приказом императора Николая I 17 (30) марта 1851 года было образовано Забайкальское казачье войско. В состав войска вошли три конных полка и три пеших бригады — Верхнеудинские 1-й, 2-й, 3-й русские полки, 4-й тунгусский (эвенкийский) полк, 5-й и 6-й бурятские полки.
По переписи населения 1897 года в Забайкалье было 180 тысяч бурят, из них к буддийскому вероисповеданию относили себя около 160 тысяч человек.

### XX век

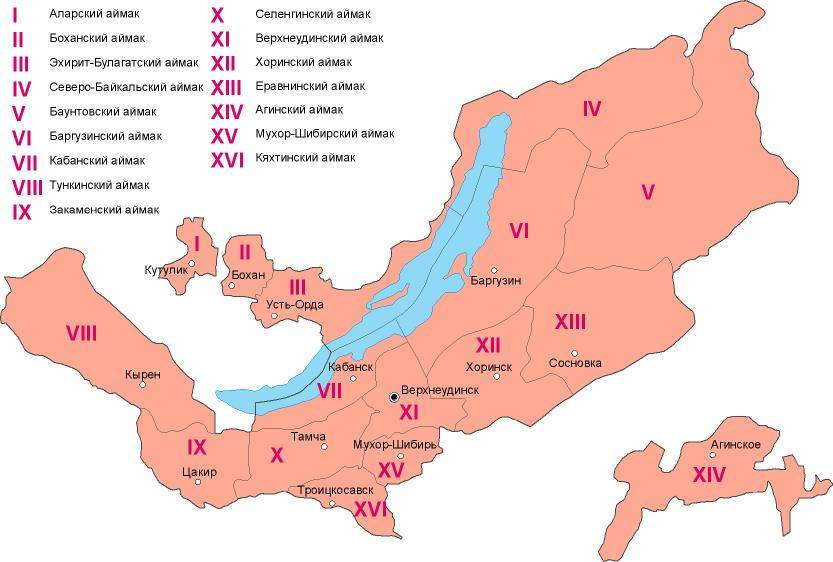
Бурят-Монгольская АССР. 1925 год.

В 1917 году была образована первая национальная автономия бурят — Государство Бурят-Монголия.
В 1918 году Забайкальский съезд Советов провозгласил Забайкальскую область губернией.
Советская власть на территории Бурятии была установлена в феврале 1918 года, но уже летом 1918 она была свергнута. В Забайкалье при поддержке японских войск установилась военная диктатура атамана Семёнова. В 1919—1920 годах на территории Бурятии действовали несколько национальных и «белых» правительств — Государство Бурят-Монголия, теократическое Балагатское государство, Великое панмонгольское государство.
2 марта 1920 года Красная Армия при поддержке партизан вернула Верхнеудинск. Западная Бурятия вошла в состав РСФСР, восточная — в Дальневосточную республику (ДВР). Верхнеудинск в апреле — октябре 1920 года являлся столицей ДВР.
В 1921 году в составе ДВР была создана Бурят-Монгольская автономная область (Агинский, Баргузинский, Хоринский и Читинский аймаки; центр округа — Чита).
9 января 1922 года была образована Монголо-Бурятская автономная область в составе РСФСР (Тункинский, Аларский, Эхирит-Булагатский, Боханский и Селенгинский аймаки; центр округа — Иркутск).
После вывода иностранных интервентов с Дальнего Востока и присоединения ДВР к РСФСР в ноябре 1922 года обе автономные области объединились и 30 мая 1923 года была образована Бурят-Монгольская Автономная Советская Социалистическая Республика со столицей в Верхнеудинске, вошедшая в состав Российской Советской Федеративной Социалистической Республики. Эта дата считается днём образования Республики Бурятия.
30 июля 1930 года был образован Восточно-Сибирский край (краевой центр — Иркутск), в состав которого вошла Бурят-Монгольская АССР.
В 1934 году Верхнеудинск был переименован в Улан-Удэ.
В 1936 году Восточно-Сибирский край упразднён с разделением на Бурят-Монгольскую АССР и Восточно-Сибирскую область.
26 сентября 1937 года при разделении Восточно-Сибирской области на Иркутскую и Читинскую области из состава Бурят-Монгольской АССР выделены Усть-Ордынский Бурят-Монгольский национальный округ и Агинский Бурят-Монгольский национальный округ.
7 июля 1958 года Бурят-Монгольская АССР указом Президиума Верховного Совета СССР переименована в Бурятскую АССР. 25 декабря 1958 года Верховный Совет СССР утвердил данное решение, внеся соответствующее изменение в конституцию СССР.
8 октября 1990 года Верховным Советом Бурятской АССР была принята Декларация о государственном суверенитете Бурятской Советской Социалистической Республики. Согласно этому документу, Бурятия отказалась от статуса автономии и провозгласила государственный суверенитет Бурятской ССР на своей территории. 24 мая 1991 года Съезд народных депутатов РСФСР утвердил данное решение, внеся поправку в статью 71 конституции РСФСР 1978 года.
27 марта 1992 года Верховный Совет Бурятии принимает закон о переименовании Бурятской ССР в Республику Бурятия. 21 апреля 1992 года новое название утверждено Съездом народных депутатов России.

### XXI век
При образовании в 2000 году федеральных округов России Бурятия была включена в состав Сибирского федерального округа. 3 ноября 2018 года республика была переведена в Дальневосточный федеральный округ, в 2019 году — в Дальневосточный экономический район (до того входила в Восточно-Сибирский экономический район).

## Население

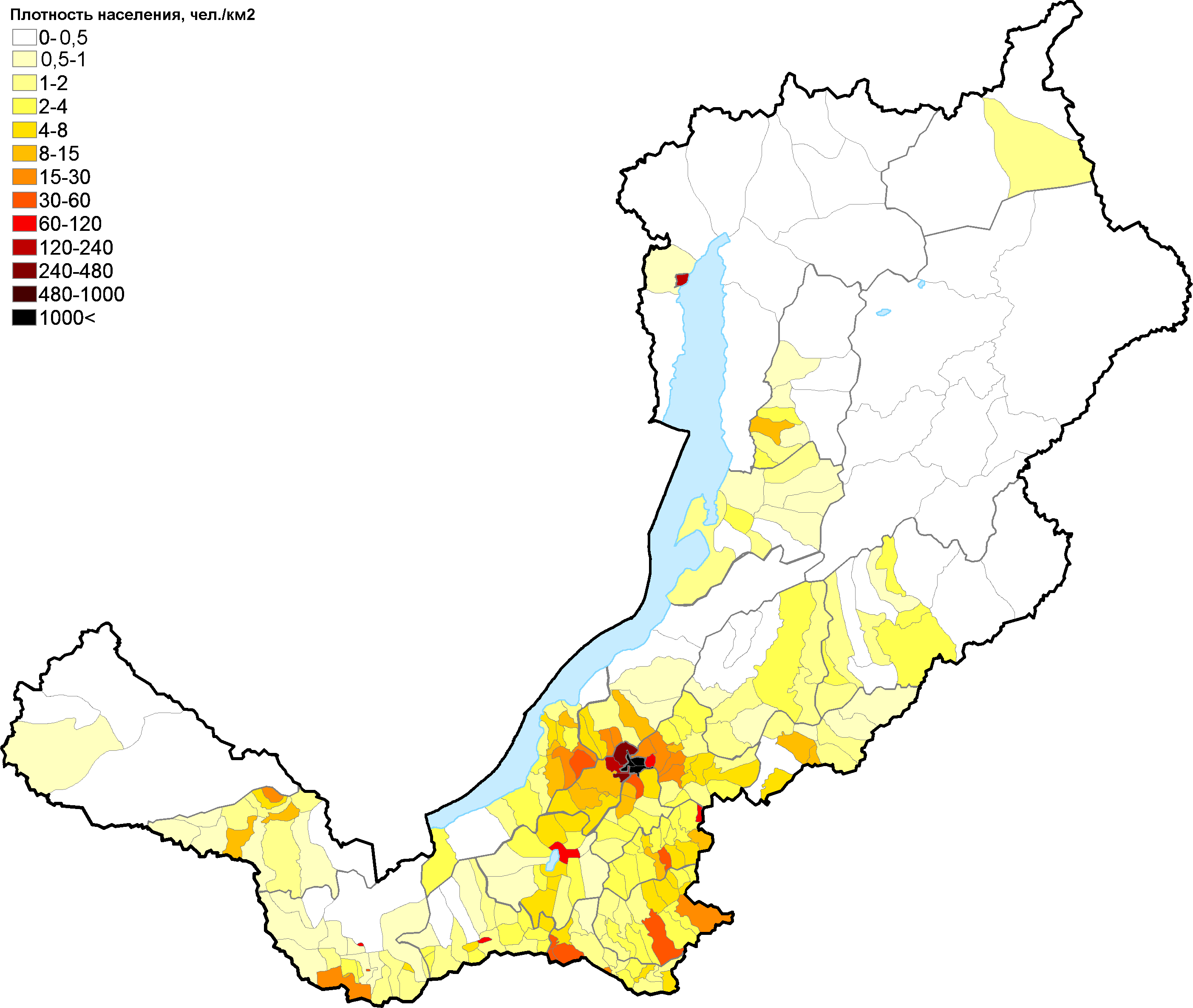
Карта плотности населения Бурятии

Численность населения республики по данным Росстата составляет 971 139 чел. (2025). Плотность населения — 2,76 чел./км² (2025). Городское население — 
59,58 % (2022).
Коэффициент смертности на конец 2017 года составил 10.7 промилле. С учётом общей численности населения выходит, что в год в регионе Республика Бурятия умирает 10534 человек.

### Национальный состав
| Народ                                                                                           | 1939 год тыс. чел. | 1959 год тыс. чел. | 1970 год тыс. чел. | 1979 год тыс. чел. | 1989 год тыс. чел. | 2002 год тыс. чел. | 2010 год тыс. чел. | 2021 год тыс. чел. |
| ----------------------------------------------------------------------------------------------- | ------------------ | ------------------ | ------------------ | ------------------ | ------------------ | ------------------ | ------------------ | ------------------ |
| Русские                                                                                         | 393,1 (72,1 %)     | ↗502,6 (74,6 %)    | ↗597,0 (73,5 %)    | ↗647,8 (72,1 %)    | ↗726,2 (69,9 %)    | ↘665,5 (67,8 %)    | ↘630,8 (64,9 %)    | ↘581,7 (59,4 %)    |
| Буряты (в том числе сойоты)                                                                     | 116,4 (21,3 %)     | ↗135,8 (20,1 %)    | ↗178,7 (22,0 %)    | ↗206,9 (23,0 %)    | ↗249,5 (24,0 %)    | ↗272,9 (27,8 %)    | ↗286,8 (29,5 %)    | ↗299,5 (30,6 %)    |
| *Сойоты                                                                                         | буряты             | буряты             | буряты             | буряты             | буряты             | ↗2,7 (0,3 %)       | ↗3,6 (0,4 %)       | ↗4,3 (0,4 %)       |
| Татары                                                                                          | 3,8 (0,7 %)        | ↗8,0 (1,2 %)       | ↗10,0 (1,2 %)      | ↗10,3 (1,1 %)      | ↗10,5 (1,0 %)      | ↘8,2 (0,8 %)       | ↘6,8 (0,7 %)       | ↘4,0 (0,4 %)       |
| Эвенки                                                                                          | 1,8 (0,3 %)        | ↘1,3 (0,2 %)       | ↗1,7 (0,2 %)       | ↘1,5 (0,16 %)      | ↗1,7 (0,16 %)      | ↗2,3 (0,2 %)       | ↗2,9 (0,3 %)       | ↗2,9 (0,3 %)       |
| Украинцы                                                                                        | 13,4 (2,4 %)       | ↘10,1 (1,3 %)      | ↗10,8 (1,2 %)      | ↗15,3 (1,7 %)      | ↗22,9 (2,2 %)      | ↘9,6 (1,0 %)       | ↘5,6 (0,7 %)       | ↘2,0 (0,2 %)       |
| Показаны народы c численностью более 2000 человек, а также коренные малочисленные народы Севера |                    |                    |                    |                    |                    |                    |                    |                    |

## Здравоохранение
В регионе Республика Бурятия по данным, доступным на 2018 год ежегодно регистрируется:
- 611 больных с диагнозом ВИЧ-инфекции;
- 3152 больных с диагнозом злокачественного новообразования, то есть страдающих различными раковыми заболеваниями. Данная категория населения получает современное и эффективное лечение в лучших клиниках региона;
- 758 пациентов с туберкулёзом;
- 69 больных, лечащихся от наркомании;
- 554 человек с заболеванием алкоголизма;
- 529 больных с диагнозом сифилиса[25].

## Административно-территориальное деление

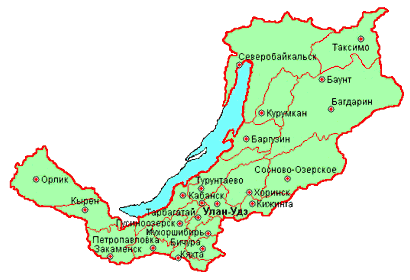
Административная карта Бурятии

Согласно Закону Республики Бурятия «Об административно-территориальном устройстве Республики Бурятия», субъект Российской Федерации включает следующие административно-территориальные единицы:
- 2 города республиканского значения,
- 21 район, которые включают:
  - 83 сомона,
  - 157 сельсоветов.

В рамках муниципального устройства республики в границах административно-территориальных единиц Бурятии образованы 287 муниципальных образований, в том числе:
- 2 городских округа,
- 21 муниципальный район, которые включают:
  - 16 городских поселений,
  - 248 сельских поселений.

Города республиканского значения (городские округа) и районы (муниципальные районы)
| №                                                   | Русское название              | Бурятское название    | Население, человек | Территория, тыс. км² | Административный центр |
| --------------------------------------------------- | ----------------------------- | --------------------- | ------------------ | -------------------- | ---------------------- |
| Города республиканского значения (городские округа) |                               |                       |                    |                      |                        |
|                                                     | город Улан-Удэ                | Улаан Үдэ хото        | ↘435 067           | 0,348                | город Улан-Удэ         |
|                                                     | город Северобайкальск         | Хойто Байгалай хото   | ↗24 375            | 0,119                | город Северобайкальск  |
| Районы (муниципальные районы)                       |                               |                       |                    |                      |                        |
| 1                                                   | Баргузинский район            | Баргажанай аймаг      | ↘19 342            | 18,5                 | село Баргузин          |
| 2                                                   | Баунтовский эвенкийский район | Баунтын Эвенкын аймаг | ↘7903              | 66,8                 | село Багдарин          |
| 3                                                   | Бичурский район               | Бэшүүрэй аймаг        | ↘20 600            | 6,2                  | село Бичура            |
| 4                                                   | Джидинский район              | Зэдын аймаг           | ↘20 851            | 8,6                  | село Петропавловка     |
| 5                                                   | Еравнинский район             | Яруунын аймаг         | ↗17 075            | 30,7                 | село Сосново-Озёрское  |
| 6                                                   | Заиграевский район            | Загарайн аймаг        | ↗50 689            | 6,6                  | пгт Заиграево          |
| 7                                                   | Закаменский район             | Захааминай аймаг      | ↘23 106            | 15,3                 | город Закаменск        |
| 8                                                   | Иволгинский район             | Эбилгын аймаг         | ↗71 719            | 2,7                  | село Иволгинск         |
| 9                                                   | Кабанский район               | Бодон Гахайтан аймаг  | ↘50 267            | 13,5                 | село Кабанск           |
| 10                                                  | Кижингинский район            | Хэжэнгын аймаг        | ↘14 081            | 7,9                  | село Кижинга           |
| 11                                                  | Курумканский район            | Хурамхаанай аймаг     | ↘12 695            | 12,5                 | село Курумкан          |
| 12                                                  | Кяхтинский район              | Хяагтын аймаг         | ↘30 810            | 4,7                  | город Кяхта            |
| 13                                                  | Муйский район                 | Муяын аймаг           | ↘8455              | 25,2                 | пгт Таксимо            |
| 14                                                  | Мухоршибирский район          | Мухар Шэбэрэй аймаг   | ↘21 379            | 4,5                  | село Мухоршибирь       |
| 15                                                  | Окинский район                | Ахын аймаг            | ↗5349              | 26,0                 | село Орлик             |
| 16                                                  | Прибайкальский район          | Байгал шадарай аймаг  | ↘23 444            | 15,5                 | село Турунтаево        |
| 17                                                  | Северо-Байкальский район      | Хойто Байгалай аймаг  | ↘9897              | 54,0                 | пгт Нижнеангарск       |
| 18                                                  | Селенгинский район            | Сэлэнгын аймаг        | ↘40 145            | 8,3                  | город Гусиноозёрск     |
| 19                                                  | Тарбагатайский район          | Тарбагатайн аймаг     | ↗28 253            | 3,3                  | село Тарбагатай        |
| 20                                                  | Тункинский район              | Түнхэнэй аймаг        | ↘20 053            | 11,8                 | село Кырен             |
| 21                                                  | Хоринский район               | Хориин аймаг          | ↘15 744            | 13,4                 | село Хоринск           |

## Населённые пункты
В Бурятии 6 городов, 12 посёлков городского типа и 631 сельский населённый пункт.
Населённые пункты Бурятии с численностью населения более 2000 человек.
| Наименование населённого пункта | Население, человек |
| ------------------------------- | ------------------ |
| Улан-Удэ                        | ↘435 067           |
| Северобайкальск                 | ↗24 375            |
| Гусиноозёрск                    | ↗24 319            |
| Кяхта                           | ↘17 758            |
| Поселье                         | ↗15 603            |
| Селенгинск                      | ↘13 075            |
| Закаменск                       | ↘10 556            |
| Сотниково                       | ↗10 871            |
| Нижний Саянтуй                  | ↗10 580            |
| Онохой                          | ↘9143              |
| Бичура                          | ↘8728              |
| Хоринск                         | ↗8650              |
| Иволгинск                       | ↗7994              |
| Таксимо                         | ↘7078              |
| Петропавловка                   | ↘7264              |
| Сосново-Озёрское                | ↗6412              |
| Кижинга                         | ↗6376              |
| Каменск                         | ↗6300              |
| Усть-Баргузин                   | ↘6064              |
| Кырен                           | ↘5856              |
| Кабанск                         | ↘5653              |
| Турунтаево                      | ↘5628              |
| Курумкан                        | ↗5581              |
| Хойтобэе                        | ↗5369              |
| Эрхирик                         | ↗6050              |
| Нижние Тальцы                   | ↗5722              |
| Мухоршибирь                     | ↘4828              |
| Баргузин                        | ↘4850              |
| Заиграево                       | ↘4539              |
| Гурульба                        | ↗4535              |
| Багдарин                        | ↘4525              |
| Нижняя Иволга                   | ↗4512              |
| Выдрино                         | 4374               |
| Бабушкин                        | ↘4209              |
| Новая Брянь                     | ↘4198              |
| Тарбагатай                      | ↘4250              |
| Ильинка                         | ↘4202              |
| Саган-Нур                       | ↘4033              |
| Новоильинск                     | ↘4032              |
| Нижнеангарск                    | ↘3724              |
| Сужа                            | ↗3655              |
| Нур-Селение                     | ↗3256              |
| Гусиное Озеро                   | ↘2935              |
| Новый Уоян                      | ↘2660              |
| Тохой                           | ↗2819              |
| Аршан                           | ↗2735              |
| Илька                           | ↘2168              |
| Орлик                           | ↗2555              |
| Селендума                       | ↘2504              |
| Наушки                          | ↘2194              |
| Новоселенгинск                  | ↗2067              |
| Кудара                          | ↘2058              |

## Власть

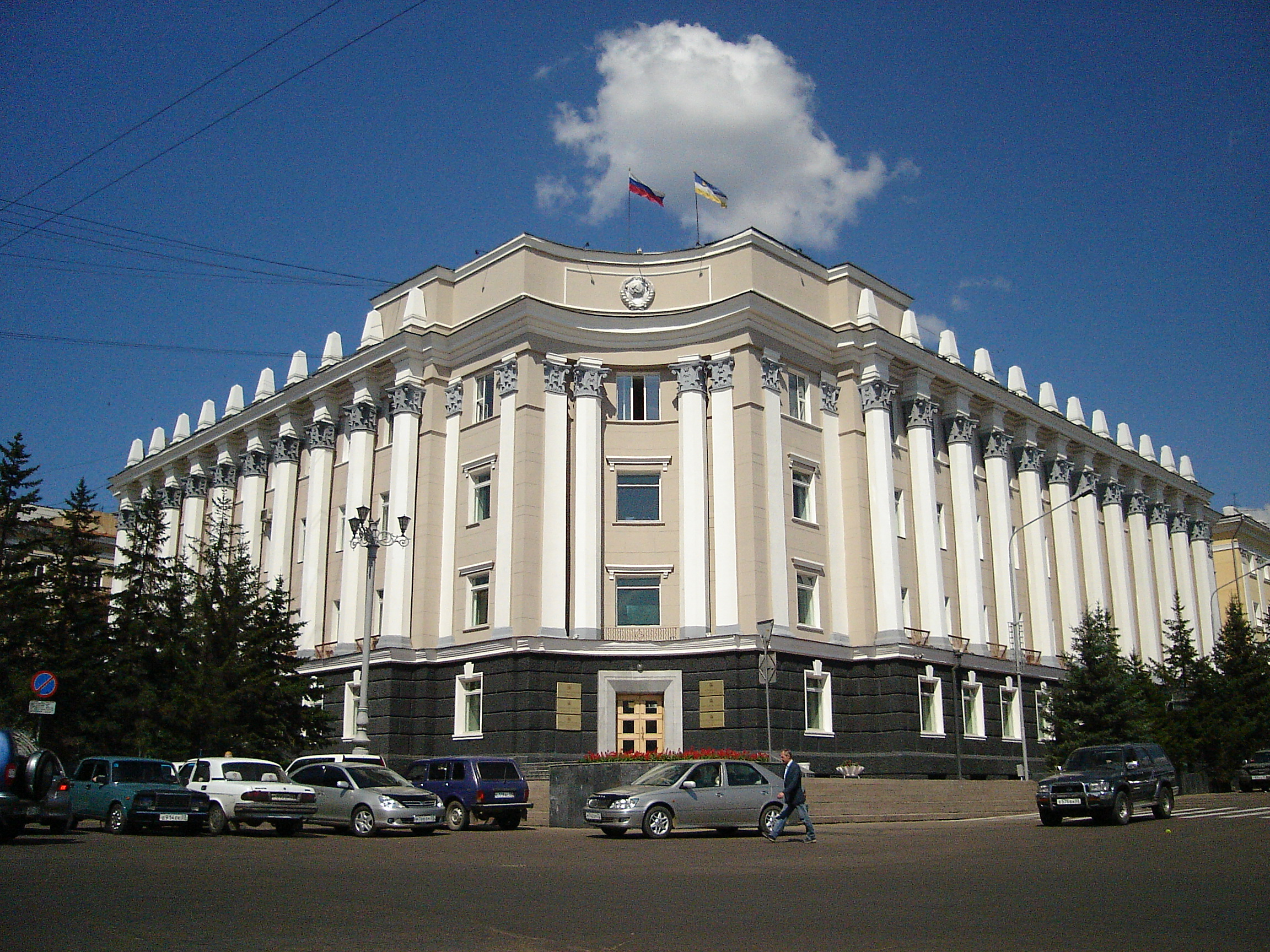
Народный Хурал Республики Бурятия

Государственную власть республики осуществляют Глава, Народный Хурал, Правительство и суды.
Глава является высшим должностным лицом республики и одновременно Председателем Правительства. Законодательная власть осуществляется парламентом республики — Народным Хуралом.
22 февраля 1994 года Верховным Советом Республики Бурятия принята Конституция Республики Бурятия.

## Награды
- орден Ленина (3 июля 1959) — за успехи, достигнутые в хозяйственном и культурном строительстве, и в ознаменование 300-летия добровольного вхождения Бурятии в состав Российского государства;
- орден Дружбы народов (29 декабря 1972) — в ознаменовании 50-летия Союза ССР.
- орден Октябрьской Революции (1973) — в ознаменовании 50-летия Бурятской АССР;

## Экономика
Республика Бурятия относится к числу регионов России с индустриально-аграрным типом экономики.
Экономическое развитие: Общий валовой региональный продукт (ВРП) Республики Бурятия в 2012 году составил 167 млрд руб. По этому показателю Бурятия занимает 60-е место в России, между Ненецким автономным округом и Новгородской областью. По душевому показателю валового регионального продукта (ВРП) Республика Бурятия занимает 47-е место в рейтинге субъектов Российской Федерации, между республикой Мордовия и Орловской областью. В 2011 году валовой доход на душу населения составил 159,2 тыс. руб. (10684$ по индексу покупательной способности, что примерно соответствует показателям Сербии, Ирана и ЮАР).
В структуре ВРП максимальную долю имеют отрасли, производящие услуги (46 %): из них более половины (54,5 %) обеспечивает транспорт, 28 % — торговля и общественное питание, 3 % — связь. На долю отраслей, производящих товары, приходится 33,1 % ВРП, из которых около 60 % обеспечивает промышленность, примерно 27 % — сельское и лесное хозяйство, 15 % — строительство. Прочие отрасли составляют 20,9 % в структуре ВРП региона.

### Полезные ископаемые
На территории Бурятии разведано более 700 месторождений различных полезных ископаемых. Среди выявленных — 247 месторождений золота (228 россыпных, 16 рудных и 3 комплексных). В перечне стратегических видов минерального сырья находятся 7 месторождений вольфрама, 13 — урана, 4 — полиметаллов, по 2 — молибдена и бериллия, по одному — олова и алюминия. Также разведано 8 месторождений плавикового шпата, 10 месторождений бурого и 4 месторождения каменного угля, 2 месторождения асбеста, ряд нефритовых и строительного сырья, а также апатитов, фосфоритов, графитов и цеолитов.
| Балансовый запас России | Балансовый запас России | Балансовый запас России | Балансовый запас России | Балансовый запас России |
| Недра Бурятии содержат: |                         |                         |                         | %                       |
| ----------------------- | ----------------------- | ----------------------- | ----------------------- | ----------------------- |
| цинк                    |                         |                         | 48 %                    |                         |
| молибден                |                         |                         | 37 %                    |                         |
| вольфрам                |                         |                         | 27 %                    |                         |
| свинец                  |                         |                         | 24 %                    |                         |
| плавиковый шпат         |                         |                         | 16 %                    |                         |
| хризотил-асбест         |                         |                         | 15 %                    |                         |

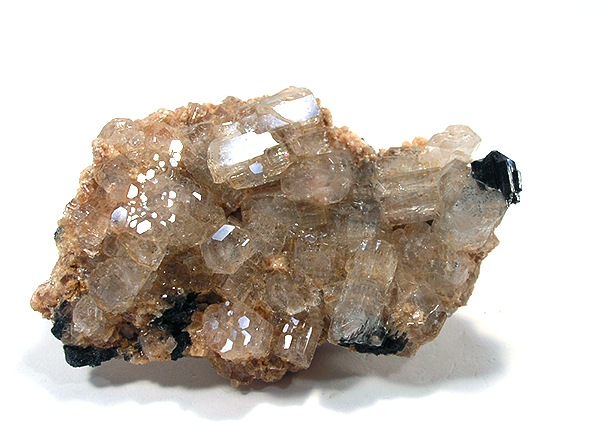
Кристалл берилла

- В Кижингинском районе, около п. Новокижингинск, находится крупнейшее в России Ермаковское месторождение бериллия. Отличается уникально высоким содержанием бериллия (более 1 %) и большим количеством бериллиевых минералов[46]. Это единственное в России месторождение бериллия, пригодного для рентабельного освоения, характеризуется благоприятными горнотехническими, гидрогеологическими условиями, лёгкостью обогащения руд и переработки концентратов, а также нахождением в легкодоступном районе[47]. Среди известных бериллиевых месторождений крупного масштаба оно выделяется своими богатыми рудами. После его открытия в 1964 году, разведки и начала разработки (1975 г.) проблема со снабжением бериллием промышленности СССР была успешно решена[48].
- Добыча золота — одна из основных статей доходов Республики Бурятии. Геологами на её территории выявлено более 240 месторождений этого драгоценного металла. Бурятия, занимая немногим более 2 процентов от площади России, заключает в своих недрах крупный золотой потенциал. По балансовым запасам золота Республика Бурятия занимает 14-е место среди субъектов РФ. В целом по республике на 1 января 2010 года запасы золота составляли 100,7 т, апробированные прогнозные ресурсы рудного золота оцениваются ещё в 1311 т. По уровню добычи золота Бурятия занимает 9-е место в России и третье место в Сибирском федеральном округе[49]. В советские годы золотодобыча велась почти исключительно из россыпей и не превышала 1,5—2 т в год. В 1991 году, с созданием ЗАО «Бурятзолото» работы по освоению главных рудных месторождений — Зун-Холбы и Ирокинды вышли на новый качественный уровень. С вводом в 1994 году Зун-Холбинского рудника добыча в Бурятии резко выросла до 5 т. Добыча золота в Бурятии в 2011 году составила 6,1 т[50].
- Добыча каменного угля в Бурятии в 2009 году составила около 16,5 миллиона т. Из них на Тугнуйском разрезе добывается 8,5 млн т в год, на Никольском разрезе — ок. 8 млн т. По данным геологоразведки, запасы каменного угля на Тугнуйском разрезе сегодня составляют 230 млн т. Общая площадь Никольского месторождения — 15 км², запасы — более 274 млн т. Добыча бурого угля в 2010 году достигла 1,5 млн т[51]. Открытым способом разрабатываются Окино-Ключевское (Бичурский район), Талинское и Дабан-Горхонское (Еравнинский район), Загустайское и отдельные участки Гусиноозёрского (Селенгинский район) месторождений бурого угля. Основные буроугольные месторождения Бурятии — Окино-Ключевское (запасы угля — 125,75 млн т), Гусиноозёрское (разведанные запасы — 451 млн т), Ахаликское (1,1 млн т), Загустайское (1,0 млн т)[52]. На территории Бурятии на балансе стоят 10 месторождений бурого и 4 месторождения каменного угля. Это 1,1 % балансовых запасов угля России, но добыча составляет лишь 0,1 % общероссийской. При достаточно крупной топливно-энергетической базе Бурятия вынуждена завозить, в основном для энергопроизводителей, около 3 млн т каменного угля и 1,5 млн т бурого угля ежегодно[51].
- Добыча урана в Бурятии ведётся в Баунтовском эвенкийском районе на месторождении Хиагда методом скважинного подземного выщелачивания. В 2013 году на месторождении Хиагда произведено 440 т урана, что на 38 % превышает объём 2012 года. Минерально-сырьевая база урана на месторождении Хиагда составляет порядка 47 тыс. т[53].
- Основные месторождения цветных металлов в Бурятии — Озёрное, Холоднинское, Джидинское.
  - Озёрное колчеданно-полиметаллическое месторожде́ние находится в Еравнинском районе, в 450 км к востоку от г. Улан-Удэ. Уникально по запасам свинца (1,6 млн т) и цинка (8,3 млн т), при их средних содержаниях в руде 1,2 и 6,2 %. Элементы-примеси — кадмий, сурьма, мышьяк, серебро, таллий. В период 2008—2010 годов построен горно-обогатительный комбинат.
  - Холоднинское месторождение колчеданно-полиметаллических руд содержит промышленные концентрации свинца, цинка, серы и других ценных компонентов. Отношение Pb:Zn составляет 1:7. Проектировалась комбинированная система разработки: карьером до глубины 200—300 м, с последовательным переходом на подземную добычу. Однако в 2006 году распоряжением правительства РФ были утверждены границы Центральной экологической зоны (ЦЭЗ) озера Байкал, в которых находится и Холоднинское месторождение, и где была запрещена любая хозяйственная деятельность.
  - Добыча вольфрама на Джидинском месторождении в г. Закаменске прекращена в 1998 году, в связи с экономическим кризисом[54].
- Добыча нефрита в России в промышленных масштабах начата в середине XIX века в Восточном Саяне. До этого весь нефрит, поступавший на камнерезные предприятия России, закупался за рубежом. В советские годы, начиная с 1964 года (со времени создания Нефритовой партии Иркутского геологического управления) добыча нефрита в Бурятии составляла от 30 до 100 т, а в отдельные годы доходила до 500 т. После 1990-х годов учёт только приблизительный, так как бо́льшая часть оборота камня осуществляется на теневом рынке[55].
- По оценке учёных в Тункинской долине можно добывать водород, эквивалентный 200 млн тонн условного топлива в год[56].

### Энергетика

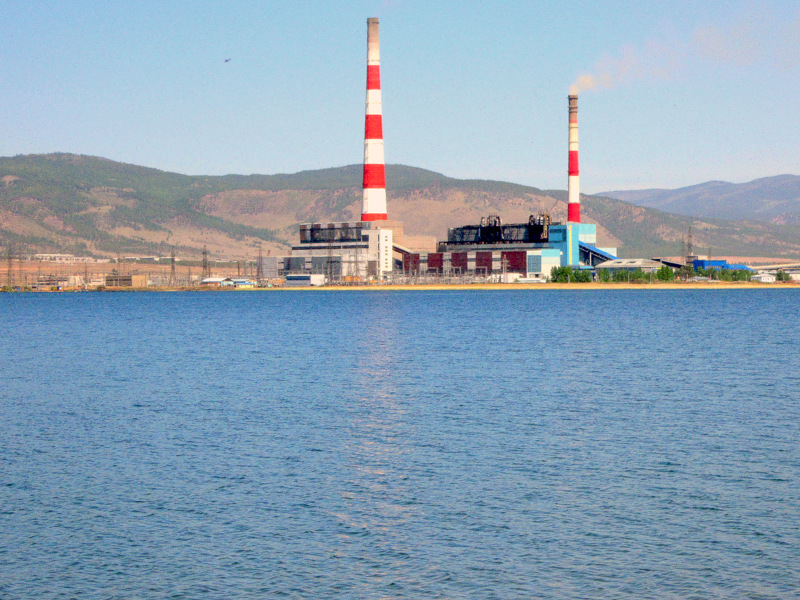
Гусиноозёрская ГРЭС

Энергосистема республики работает в составе Единой энергетической системы России. В 2013 году потребление электроэнергии в Бурятской энергосистеме составило 5 484 млн кВт⋅ч, выработка электростанций — 5391,8 млн кВт⋅ч, максимум потребления мощности — 969 МВт, установленная мощность электростанций на конец года — 1333,77 МВт. Исторический максимум потребления мощности равен 1255 МВт и достигнут в 1992 году.
На территории республики функционируют две электростанции оптового рынка:
| Генерация электрической энергии | Генерация электрической энергии | Генерация электрической энергии | Генерация электрической энергии | Генерация электрической энергии |
| Электростанция                  |                                 |                                 |                                 | млн кВтч                        |
| ------------------------------- | ------------------------------- | ------------------------------- | ------------------------------- | ------------------------------- |
| Гусиноозёрская ГРЭС             |                                 |                                 | 4823,1                          |                                 |
| Улан-Удэнская ТЭЦ-1             |                                 |                                 | 442,8                           |                                 |

1. Гусиноозёрская ГРЭС (филиал ОАО «Интер РАО — Электрогенерация», г. Гусиноозёрск) — тепловая электростанция (ГРЭС) установленной мощностью на конец 2013 года 1130 МВт. В 2013 году ГРЭС выработала 4823,1 млн кВт⋅ч электрической энергии (или 89,45 % общей выработки Бурятии)[57].
2. Улан-Удэнская ТЭЦ-1 (филиал ОАО «ТГК-14», г. Улан-Удэ) — теплоэлектроцентраль установленной мощностью на конец 2013 года 148,77 МВт. В 2013 году ТЭЦ выработала 442,8 млн кВт⋅ч электрической энергии (или 8,2 % общей выработки Бурятии)[57].

Также на территории Бурятии расположены шесть солнечных электростанций: Бичурская СЭС мощностью 10 МВт (введена в эксплуатацию в 2017 году), СЭС «БВС», СЭС «Тарбагатай», СЭС «Кабанская» и Хоринская СЭС мощностью по 15 МВт каждая (все введены в эксплуатацию в 2019 году), а также Торейская СЭС мощностью 45 МВт (введена в эксплуатацию в 2020 году).
На розничный рынок электрическую энергию поставляют ТЭЦ ОАО «Селенгинский ЦКК» (36 МВт, станция промышленного предприятия, являющаяся собственностью ООО «Баил», г. Улан-Удэ) и дизельные электростанции, используемые в аварийных и ремонтных режимах. Суммарная мощность дизельных электростанций на конец 2013 года составила 18,4 МВт.
Электростанции республики используют бурый и каменный уголь в качестве основного топлива, мазут — в качестве резервного и растопочного.
Генеральная схема размещения объектов электроэнергетики до 2020 года предполагала строительство Мокской и Ивановской ГЭС проектной мощностью 1410 МВт.
Услуги по передаче электрической энергии на территории республики оказывают ОАО «ФСК ЕЭС» (электрические сети и подстанции напряжением 220 кВ и выше), филиал ОАО «МРСК Сибири» — «Бурятэнерго», ОАО «Улан-Удэ Энерго», ООО «ЭНКОМ» и 24 другие территориальные сетевые компании.
Гарантирующим поставщиком на территории Республики Бурятия с июня 2014 года является ОАО «Читаэнергосбыт». Наиболее крупными потребителями электрической энергии являются Восточно-Сибирская железная дорога, Улан-Удэнский авиационный завод, Улан-Удэнский локомотивовагоноремонтный завод, Тимлюйский цементный завод, Селенгинский ЦКК, Бурятзолото, Разрез Тугнуйский.
Функции оперативно-диспетчерского управления на территории Республики Бурятия осуществляет Филиал ОАО «СО ЕЭС» «Региональное диспетчерское управление энергосистемы Республики Бурятия», который входит в зону операционной деятельности Филиала ОАО «СО ЕЭС» ОДУ Сибири.
| Теплоснабжение в 2013 году | Теплоснабжение в 2013 году | Теплоснабжение в 2013 году | Теплоснабжение в 2013 году | Теплоснабжение в 2013 году |
| Поставщик                  |                            |                            |                            | Гкал                       |
| -------------------------- | -------------------------- | -------------------------- | -------------------------- | -------------------------- |
| Улан-Удэнская ТЭЦ-1        |                            |                            | 1596,7                     |                            |
| Улан-Удэнская ТЭЦ-2        |                            |                            | 893,1                      |                            |
| Гусиноозёрская ГРЭС        |                            |                            | 240,2                      |                            |
| Селенгинский ЦКК           |                            |                            | 158,2                      |                            |
| Тимлюйская ТЭЦ             |                            |                            | 74,9                       |                            |

Потребление тепловой энергии от систем централизованного теплоснабжения в Республике Бурятия составило в 2013 году 7 395 тыс. Гкал. Крупнейшими поставщиками тепловой энергии являются предприятия ОАО «ТГК-14» (Улан-Удэнская ТЭЦ-1 — 1596,7 тыс. Гкал, Улан-Удэнская ТЭЦ-2 — 893,1 тыс. Гкал, Тимлюйская ТЭЦ — 74,9 тыс. Гкал), Гусиноозёрская ГРЭС — 240,2 тыс. Гкал, ТЭЦ ОАО «Селенгинский ЦКК» — 158,2 тыс. Гкал. Кроме перечисленных станций, тепловую энергию отпускают порядка 673 котельных.
На конец 2013 года суммарная установленная мощность тепловых источников систем централизованного теплоснабжения составляет 2798,1 Гкал/ч, из которых 1030,5 Гкал/ч — котельные, 688 Гкал/ч — Улан-Удэнская ТЭЦ-1, 419 Гкал/ч — ТЭЦ ОАО «Селенгинский ЦКК», 221 Гкал/ч — Гусиноозёрская ГРЭС, 380 Гкал/ч — Улан-Удэнская ТЭЦ-2, 59,6 Гкал/ч — Тимлюйская ТЭЦ. При этом две последние ТЭЦ имеют нулевую установленную электрическую мощность и фактически функционируют как котельные.

### Транспорт

#### Автомобильный

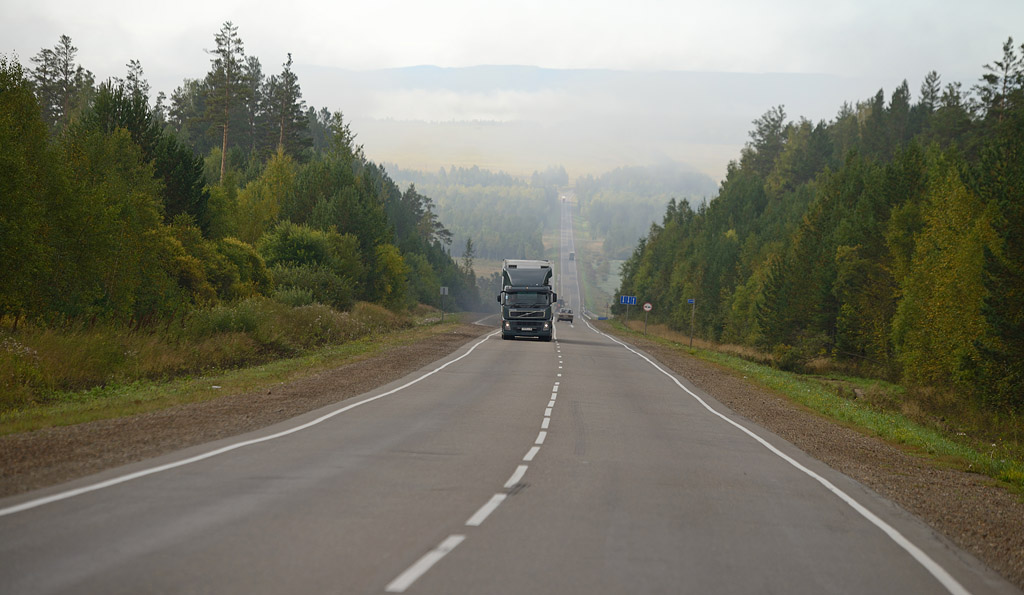
Автомагистраль Р258 «Байкал»

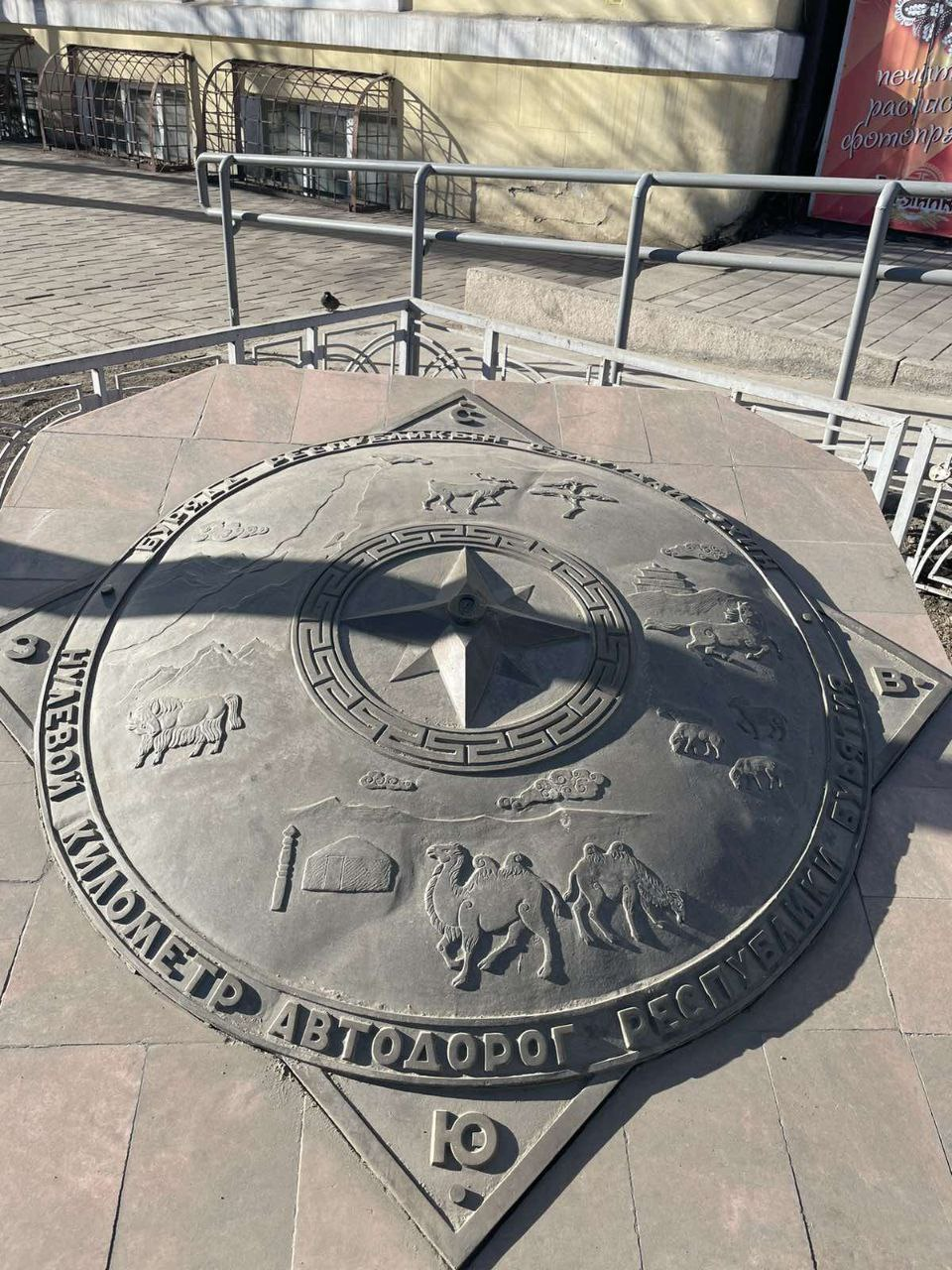
Нулевой километр автодорог Республики Бурятия

В Республике Бурятия развит автомобильный транспорт общего пользования, которым в 2009 году перевезено более 59 010 тыс. чел. и 933 тыс. тонн грузов. Общая протяжённость автодорог в Бурятии — более 14 тыс. км.
Через республику проходят автодороги федерального значения Р258 «Байкал» Иркутск — Чита, А340 Улан-Удэ — Кяхта — граница с Монголией (КПП «Кяхта — Алтанбулаг») и автодорога А333 Култук — Монды — граница с Монголией (КПП «Монды — Ханх»). На федеральных дорогах достаточно автозаправок и придорожного сервиса.
| Протяжённость автомобильных дорог | Протяжённость автомобильных дорог | Протяжённость автомобильных дорог | Протяжённость автомобильных дорог | Протяжённость автомобильных дорог |
| Значение                          |                                   |                                   |                                   | км                                |
| --------------------------------- | --------------------------------- | --------------------------------- | --------------------------------- | --------------------------------- |
| местное                           |                                   |                                   | 4132                              |                                   |
| региональное                      |                                   |                                   | 3327                              |                                   |
| федеральное                       |                                   |                                   | 827                               |                                   |

Общая протяжённость автомобильных дорог федерального значения — 827 км, регионального значения — 3327 км, местного значения — 4132 км. Федеральные дороги все асфальтобетонные. Из региональных дорог: асфальтобетонные — 1997,5 км, гравийные и щебёночные — 1257,7 км, грунтовые — 280,2 км. На автомобильных дорогах Бурятии находятся 4 паромные переправы и 461 мост общей длиной 15428 метров. 24 % этих мостов находятся в аварийном состоянии и требуют незамедлительного проведения капитального ремонта, реконструкции и перестройки. Доля дорог Бурятии общего пользования местного значения, не отвечающая нормативным требованиям, по данным замминистра транспорта и дорожного хозяйства РБ, составляет 72,3 %, при этом по некоторым муниципальным образованиям, таким как Баунтовский и Тункинский районы, этот показатель составляет 100 %, а в Тарбагатайском районе — 90,8 %.
«Байкал» Р258 — федеральная автомагистраль Иркутск — Улан-Удэ — Чита проходит по территории Иркутской области, Республики Бурятия и Забайкальского края. На основном протяжении имеет асфальтобетонное покрытие с шириной проезжей части 7 м (встречаются участки с цементобетонным и щебёночным покрытием). Протяжённость — 1 113 километров. Техническая категория — III, IV, в основном IV, характеризуется сложным рельефом, многочисленные участки, не соответствующие IV категории, как правило, это крутые негабаритные повороты, затяжные спуски, закрытая горизонтальная и вертикальная видимости. Расчётная интенсивность движения — 6 511 автомобилей в сутки. Расчётная скорость движения — 90 км/ч, имеются многочисленные протяжённые участки с ограничениями скорости, в основном 50 и 40 км/ч.

#### Железнодорожный

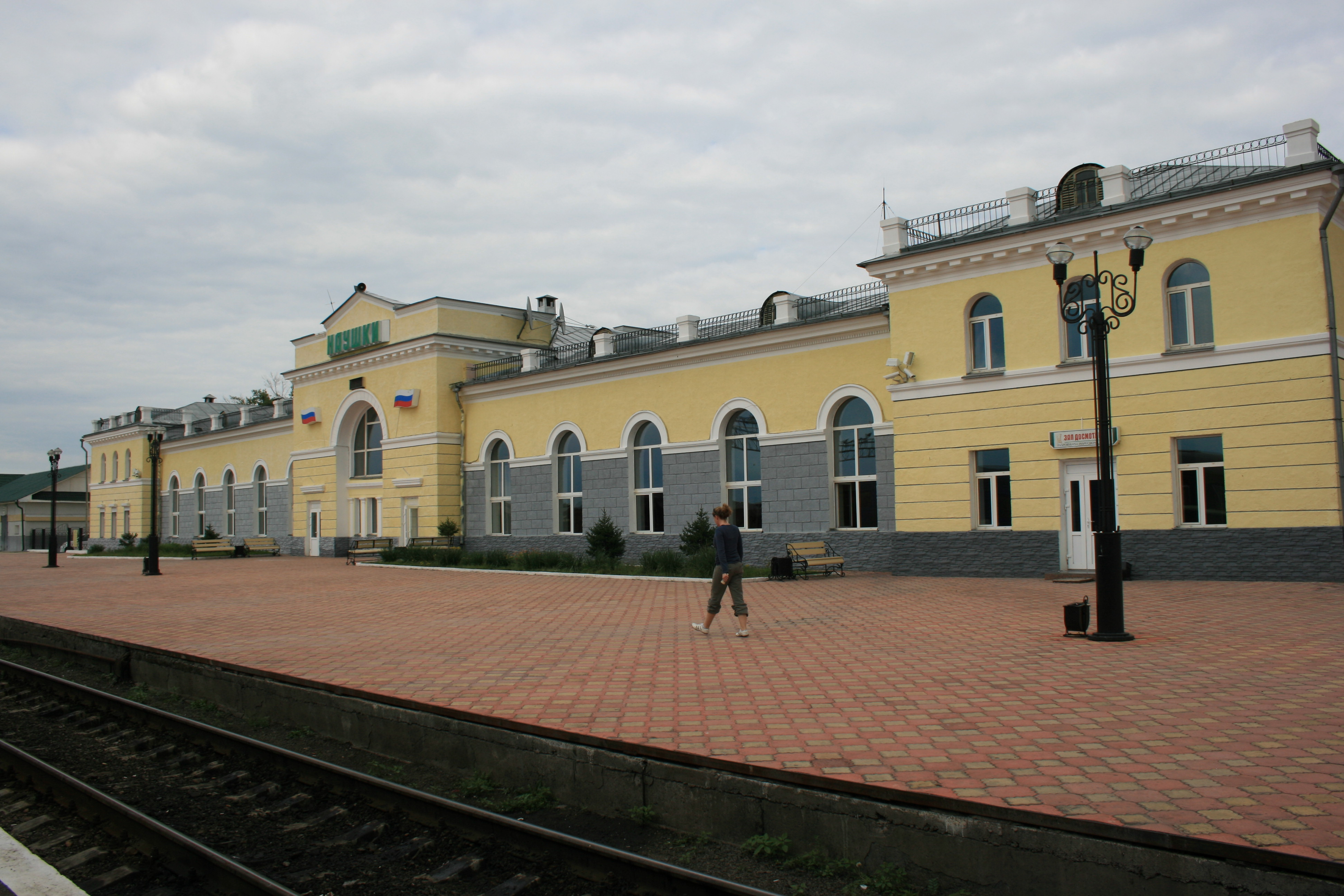
Железнодорожный вокзал станции Наушки

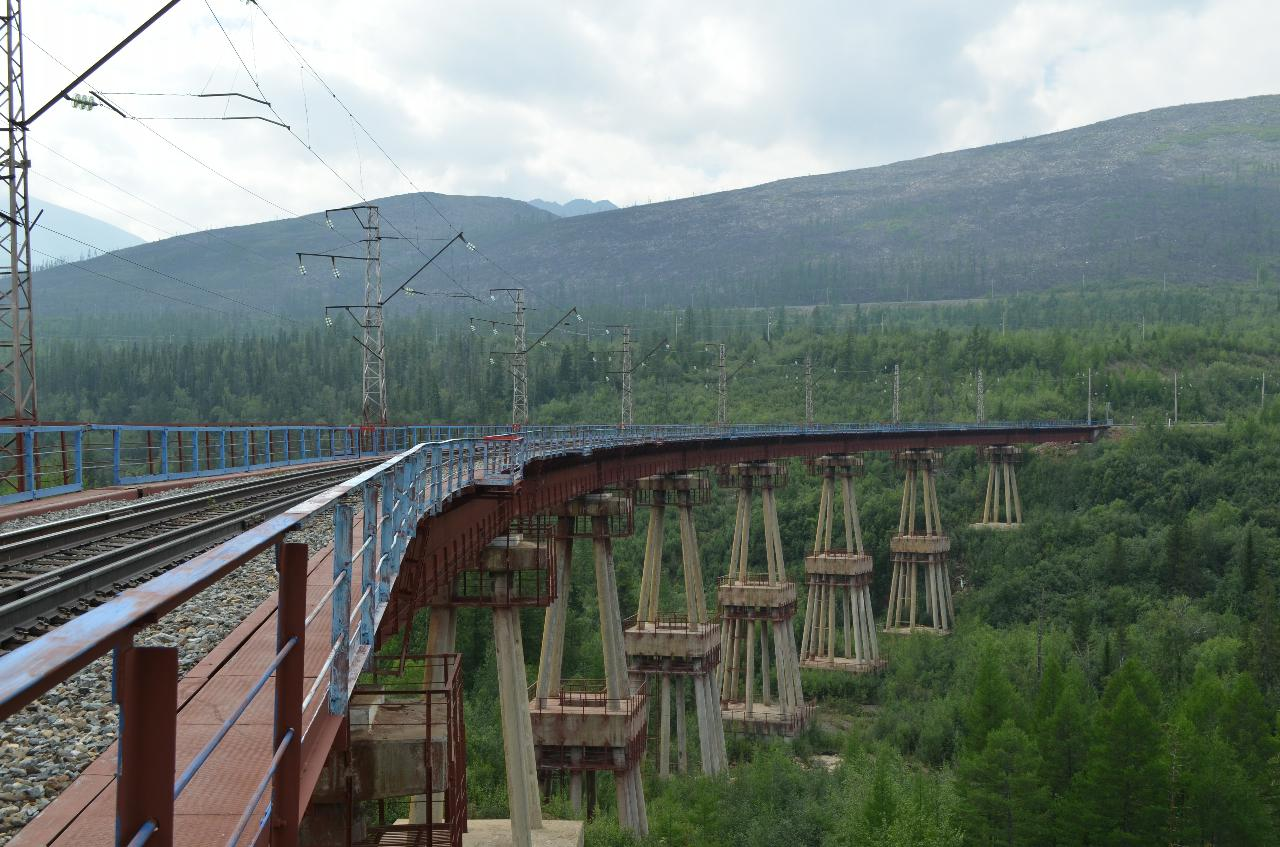
Байкало-Амурская магистраль

Протяжённость железнодорожных путей в Бурятии — 2044 км. По территории республики проходят Транссибирская железная дорога (Улан-Удэ — узловая станция Восточно-Сибирской железной дороги) и Байкало-Амурская магистраль (БАМ).
Восточно-Сибирская железная дорога (ВСЖД) — составная часть Транссиба. Включает южную линию на Монголию Улан-Удэ — Наушки.
Байкало-Амурская магистраль пересекает территорию республики в её северной части и проходит через Северомуйский тоннель.
Корпорация «Металлы Восточной Сибири», начинающая разработку Озёрного свинцово-цинкового месторождения в Еравнинском районе, предполагает строительство 165 км железной дороги от станции Могзон на Транссибе до месторождения. По предварительной оценке, строительство обойдётся в 5—7 млрд руб. Затем есть планы продлить ветку до Нового Уояна на БАМе, чтобы вывозить металлы и руду по двум магистралям. Корпорация намерена инвестировать в строительство железнодорожной инфраструктуры в Республике Бурятия до 25 % необходимых средств. Сейчас корпорация ведёт переговоры с МЭРТ, ОАО «РЖД», Росатомом о возможном долевом участии в проекте. Кроме того, технический директор сообщил, что группа рассчитывает привлечь средства из Инвестиционного фонда РФ.

#### Авиационный

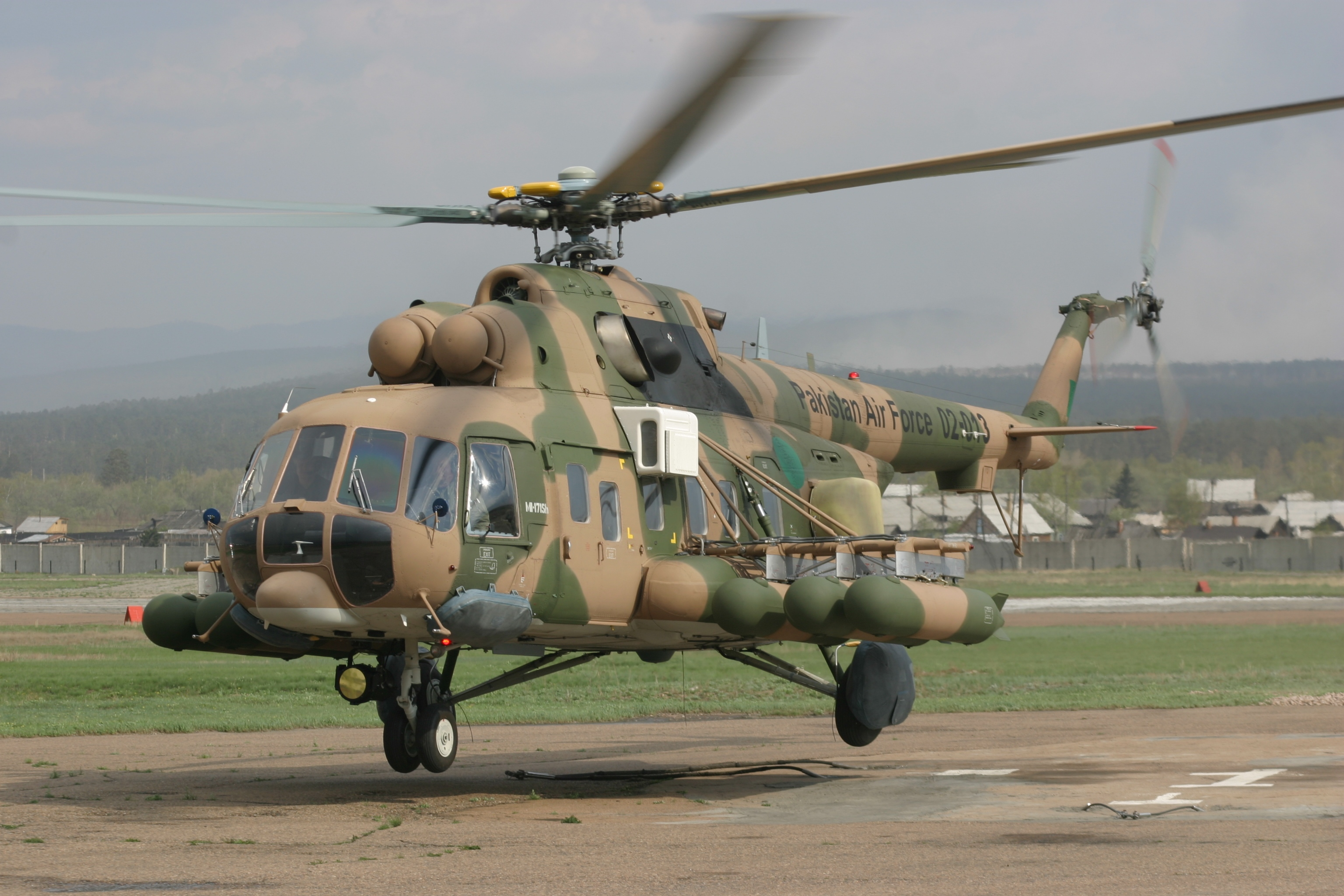
Ми-171Ш производства У-УАЗ

Аэропорт «Байкал» — международный аэропорт города Улан-Удэ. Расположен в пределах городского округа Улан-Удэ, в 15 км западнее от центра города, и в 75 км к юго-востоку от озера Байкал. Народным Хуралом Республики Бурятия в 2008 году аэропорту было присвоено название «Байкал». Выполняет функции аэропорта федерального значения, является базовым для воздушного сообщения с труднодоступными и отдалёнными районами республики.
В районных центрах находятся малые аэропорты для республиканского авиасообщения. Воздушное сообщение затруднено вследствие износа парка региональных самолётов и инфраструктуры местных аэропортов.

#### Речной
Восточно-Сибирское речное пароходство — компания, осуществляющая пассажирские и грузовые перевозки речным транспортом в Иркутской области и республике Бурятия. Восточно-Сибирское Речное пароходство является основным грузоперевозчиком по водным путям Ангары, Байкала и его притоков — Селенги, Верхней Ангары. По своей сути, является естественным монополистом, обладает полным комплектом имущества, необходимого для оказания услуг по основной деятельности. Флот компании состоит из 142 самоходных судов. Деятельность Восточно-Сибирского речного пароходства простирается на территории в несколько тысяч квадратных километров и связана с функционированием таких субъектов Российской Федерации как Иркутская область, Бурятия. В Бурятии по р.Селенга судоходство осуществляется до города Сухэ-Батора (Монголия). Верхняя Ангара бо́льшую часть течёт по заболоченной Ангарской котловине и имеет равнинный характер, в низовьях судоходна. Судоходство по Байкалу ведётся с 17 века, в 1643 году пятидесятник Курбат Иванов вышел на побережье Байкала. Казаки построили лёгкие гребные суда, переправились через пролив и высадились на остров Ольхон. В 1648 году боярский сын Иван Похабов из Ангары через Байкал и Селенгу совершил поход в Монголию. В 1650-е годы на Байкале мастера из Архангельска, с Белого моря и средней Волги строят кочи, касовки, дощаники. Строятся суда для военных экспедиций П. И. Бекетова (1652 год) и Василия Красильникова (1655 год). В 1738 году на Байкале был спущен на воду первый военный бот. На Байкале действовали пираты. Разбойники грабили как купеческие суда, так и небольшие ярмарки. Самым известным байкальским пиратом был разбойник по кличке Сохатый.

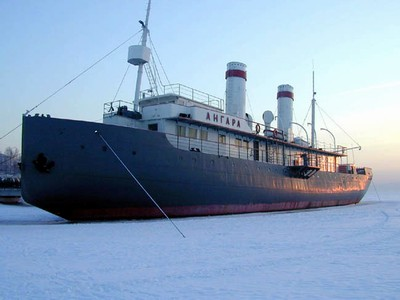
Корабль-музей Ледокол «Ангара»

Первая навигация первого парохода в Сибири началась 26 июня 1844 года. Кроме рейсирования на основной линии Лиственничное — Посольск, пароходы совершали рейсы к устью Селенги за грузом чая, в Туркинские минеральные воды, в Баргузин и Верхнеангарск за рыбой.
21 ноября 1924 года Савнарком РСФСР принял решение о выделении из Амурского госпароходства Селенгинского государственного пароходства. Правление Селенгинского госпароходства находилось в Верхнеудинске (Улан-Удэ). При образовании Селенгинское пароходство имело в своём распоряжении: на Селенге пароходы «Бурлак», «Спартак», «Ульянов» и «Кооператор», 6 барж. На Байкале пароходы «Ангара», «Лейтенант Шмидт» и «Кругобайкалец», 4 баржи. На Ангаре пароходы «Владимир Ленин», «Бурят» и «Тарзан». 10 барж. В 1930-е годы речники пароходства осуществляли большую программу по созданию мощной материально-технической базы пароходства. В это же время строятся пристани: Иркутск, Зарянск, Макарьево, Улан-Удэ и порт Байкал. В эти же годы начались перевозки для Монгольской Народной Республики по рекам: Селенга, Орхон, озеру Косоюл. Был построен специальный флот для загранперевозок. С началом строительства Байкало-Амурской магистрали судами порта Байкал для БАМа было перевезено свыше 840 тысяч тонн грузов, большая группа работников пароходства была награждена медалями. В 1960-е—1970-е годы был полностью заменён паровой флот на Байкале на металлический несамоходный флот, появились суда с комплексной автоматизацией.

### Туризм

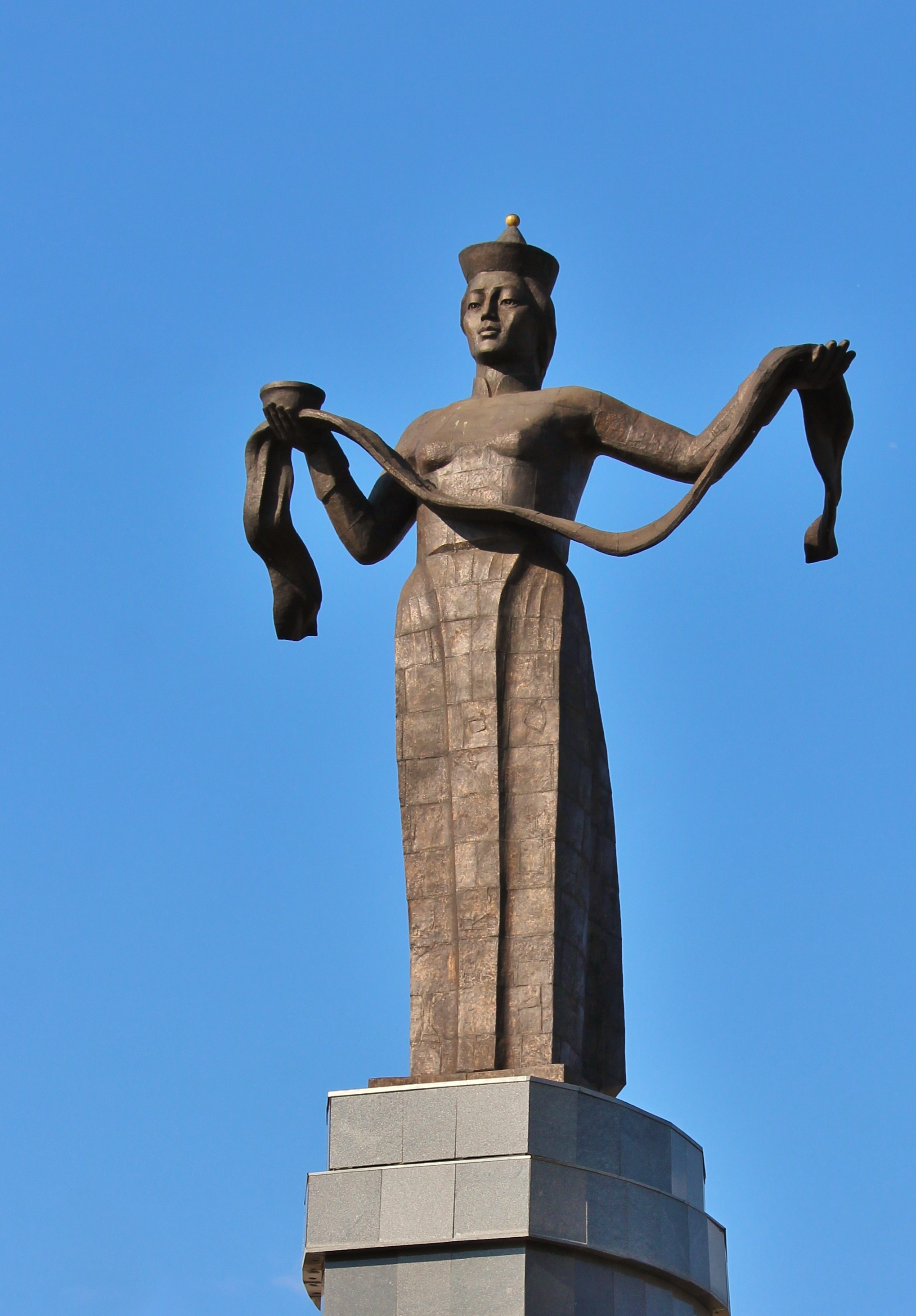
Гостеприимная Бурятия. Скульптурная композиция в Улан-Удэ. Скульптор Александр Миронов

К началу 2017 года насчитывалось 256 гостиниц на 6,6 тысяч мест и 86 санаторно-курортных организаций и организаций отдыха — на 6 тысяч мест.
Постановлением Правительства Российской Федерации от 3 февраля 2007 года № 68 на территории Прибайкальского района создана туристско-рекреационная особая экономическая зона (ОЭЗ) «Байкальская гавань». В структуру туристско-рекреационного комплекса входят ОЭЗ ТРТ «Байкальская гавань», 4 туристских кластера — туристско-рекреационный кластер «Подлеморье», автотуристский кластер «Байкальский», автотуристский кластер «Кяхта», автотуристский кластер «Тункинская долина», 8 зон экономического благоприятствования туристско-рекреационного типа. ОЭЗ планируется как всесезонный курорт мирового уровня с высокоразвитой инфраструктурой площадью 700 км². Байкальская гавань позиционируется как центр туризма на востоке России, а также как ключевое направление и объект трансграничного туристического маршрута «Восточное кольцо» для стран Северо-Восточной Азии. К 2027 году планируется свыше 2 миллионов прибытий в год, в том числе 30 % — из и от туристического гражданского движения из граждан РФ и Белоруссии и СНГ, 40 % из туристического движения из Китая и Монголии, и 30 % туристического движения и из-за рубежа в виде туристов из Японии, США, Австралии и Канады.

### Промышленность
Основу промышленного комплекса Бурятии на сегодняшний день составляют машиностроение, металлообработка, электроэнергетика, цветная металлургия, пищевая, топливная, лесная, деревообрабатывающая и целлюлозно-бумажная отрасли, на долю которых приходится 95,1 % валового объёма производимой в республике промышленной продукции.
В 1923 году, в год образования Бурят-Монгольской АССР, на её территории насчитывалось 17 мелких промышленных предприятий, где занято всего 854 рабочих. Удельный вес промышленности в народном хозяйстве составлял 11,6 %. В настоящее время в экономике республики промышленность обеспечивает производство порядка 27 % валового регионального продукта. До 30 % трудовых ресурсов материального производства приходится на эту отрасль хозяйства. Всего насчитывается чуть более 1600 предприятий, из которых основными являются 147 крупных и средних предприятий, на которых сосредоточен её основной производственный потенциал и занято более 52,3 тыс. человек. Промышленность опережает другие отрасли хозяйства по численности занятых, выпуску продукции, объёму основных фондов.

#### Современная промышленность Бурятии
В настоящее время Бурятия производит и экспортирует авиационную технику, мостовые металлические конструкции, древесину, целлюлозу, картон, упаковку, шерстяные ткани, строительные материалы, электрооборудование, мясные консервы, макароны, ликёроводочные изделия, цемент и многое другое. В республике находится одно из крупнейших в России предприятий, производящих мясные консервы — ООО «Бурятмясопром», обеспечивающее одну треть потребностей страны в этих пищевых изделиях.
Крупнейшими промышленными предприятиями республики являются: ОАО «Улан-Удэнский авиационный завод», ОАО «Бурятзолото», ГУП «Улан-Удэнский локомотивовагоноремонтный завод», ЗАО «Улан-Удэстальмост», ОАО «Улан-Удэнское приборостроительное производственное объединение»,ОАО «Селенгинский целлюлозно-картонный комбинат», ОАО «Байкальская лесная компания», ОАО «Разрез Тугнуйский», ОАО «Бурятмясопром», ЗАО Кондитерская фабрика «Амта», ОАО «Молоко Бурятии», ОАО «Бурятхлебпром», ООО «Тимлюйский цементный завод» и другие.

#### Машиностроение и металлообработка

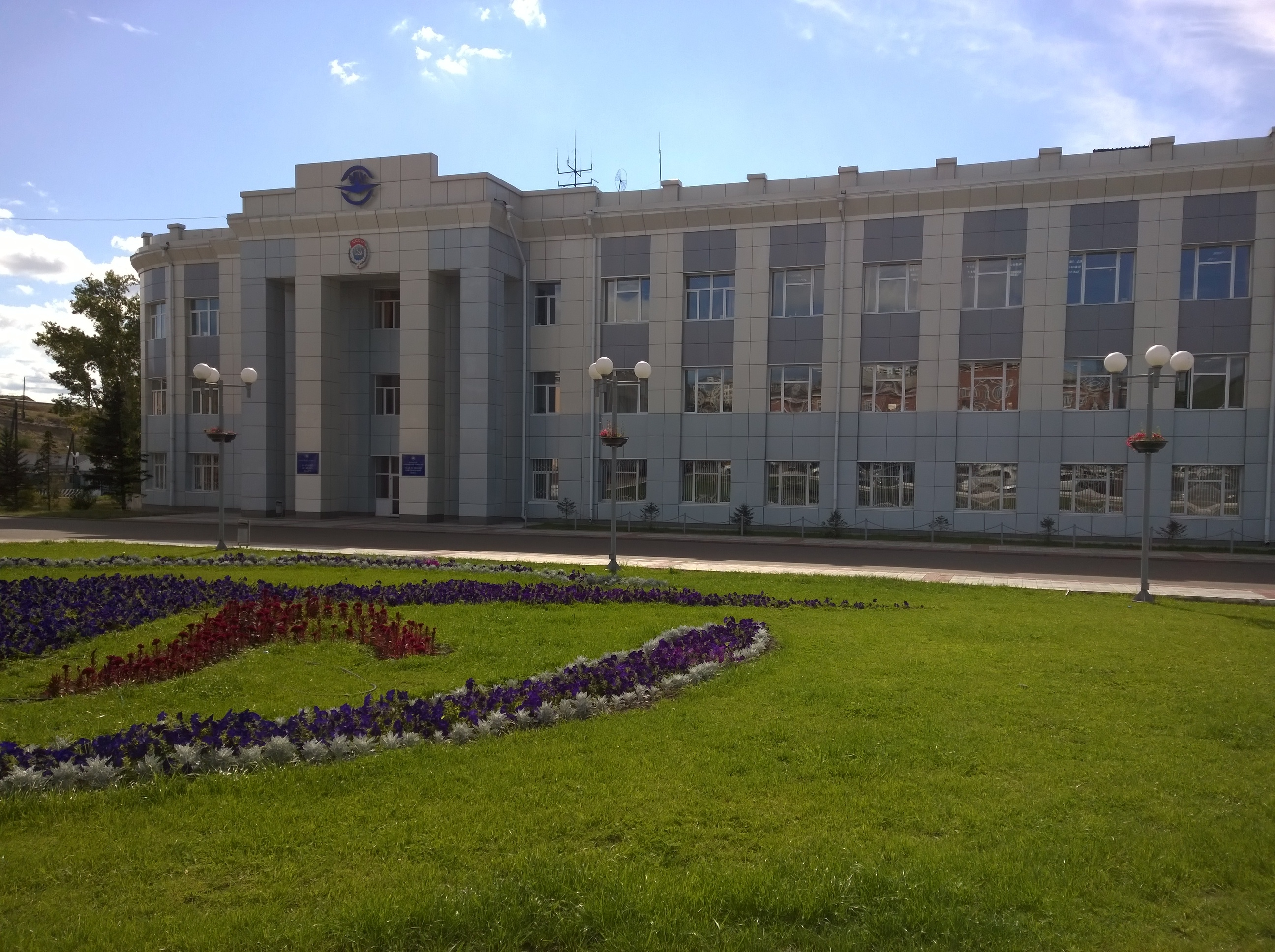
Улан-Удэнский авиационный завод

Доля отрасли в объёме промышленного производства Бурятии максимальна и составляет 36,2 %. Объём отгруженных товаров, выполненных работ и услуг предприятиями машиностроительного и металлообрабатывающего комплекса республики по итогам 2007 года составил 13 179 млн руб. или 34,2 % от объёма отгруженной продукции по промышленности республики в целом. Решающую роль в выполнении программного задания 2007 года и в дальнейшем росте объёмов производства в машиностроении сыграла реализация стратегических планов развития крупнейших организаций отрасли: ОАО «Улан-Удэнский авиационный завод», Улан-Удэнский ЛВРЗ-филиал ОАО «РЖД», ЗАО «Улан-Удэстальмост», ОАО «Улан-Удэнское приборостроительное производственное объединение». В результате реформирования ОАО "Улан-Удэнский завод «Теплоприбор» и ОАО «Улан-Удэнский судостроительный завод» созданы ЗАО «Завод Теплоприбор Комплект» и ЗАО «Байкальская судостроительная компания» с сохранением профильных производств.

#### Горнодобывающая промышленность
Одной из важнейших отраслей промышленности Бурятии является горнодобывающая промышленность — золотодобыча, угледобыча, добыча цветных металлов.

### Сельское хозяйство
Агропромышленным комплексом Бурятии производится значительная часть продовольствия Восточной Сибири. Уникальное сочетание южных широт, доступности водных ресурсов даёт основу активному развитию сельского хозяйства республики. 82 % сельскохозяйственных земель, 92 % поголовья крупного рогатого скота находится в частной собственности.
В агропромышленном комплексе Бурятии создаётся около 10 % ВРП, трудится 9,8 % занятого населения. Продукция сельского хозяйства в 2019 году 16,5 млрд рублей, в том числе: растениеводства 5,3 млрд рублей, животноводства 11,2 млрд рублей.
Площадь сельскохозяйственных угодий — 3,154 млн га, в том числе пашни — 847 тыс. га.
В структуре земельных угодий наибольший удельный вес занимают сенокосы и пастбища. Земли характеризуются невысоким плодородием, почвы подвержены ветровой и водной эрозии.

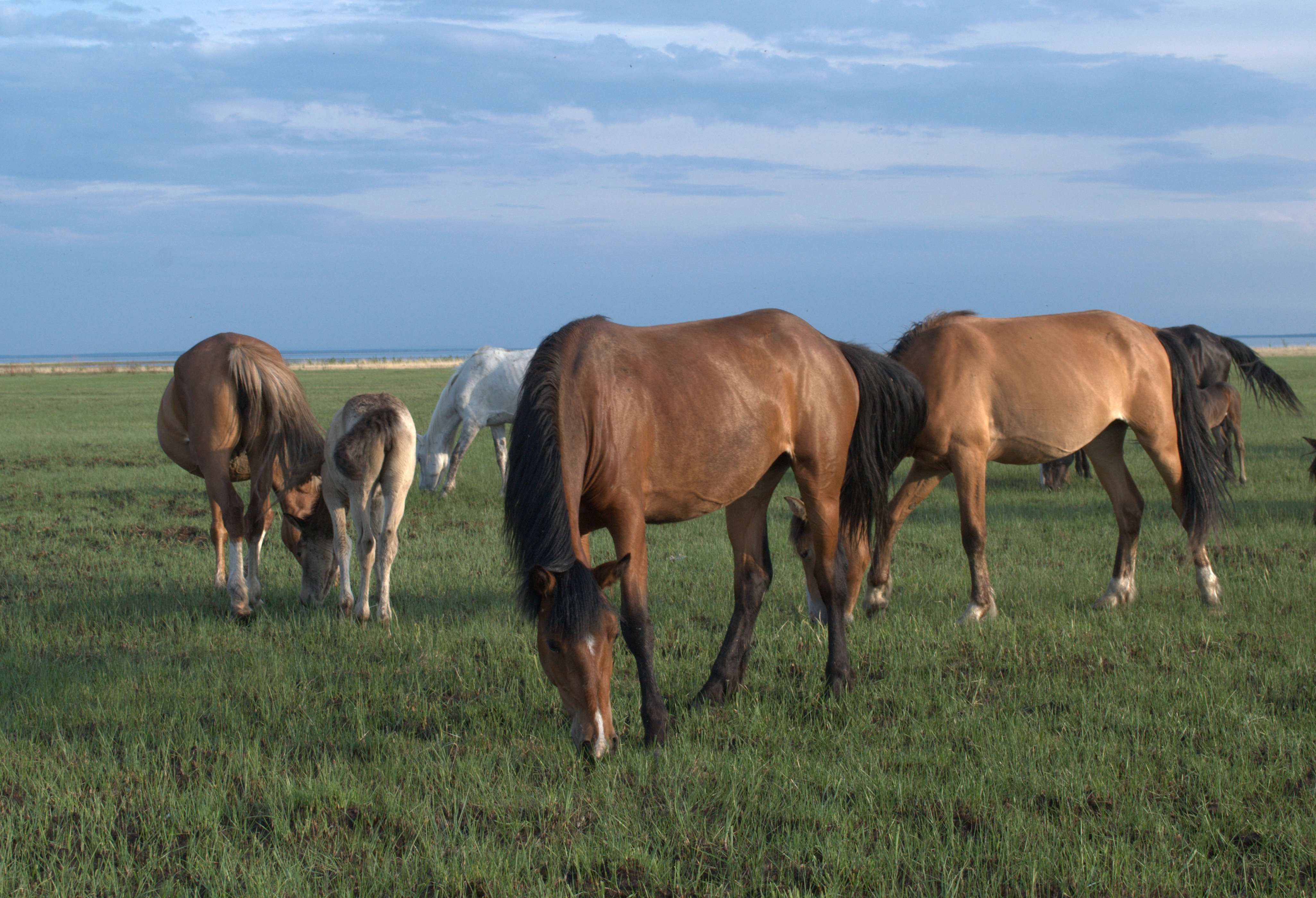
Номадное животноводство

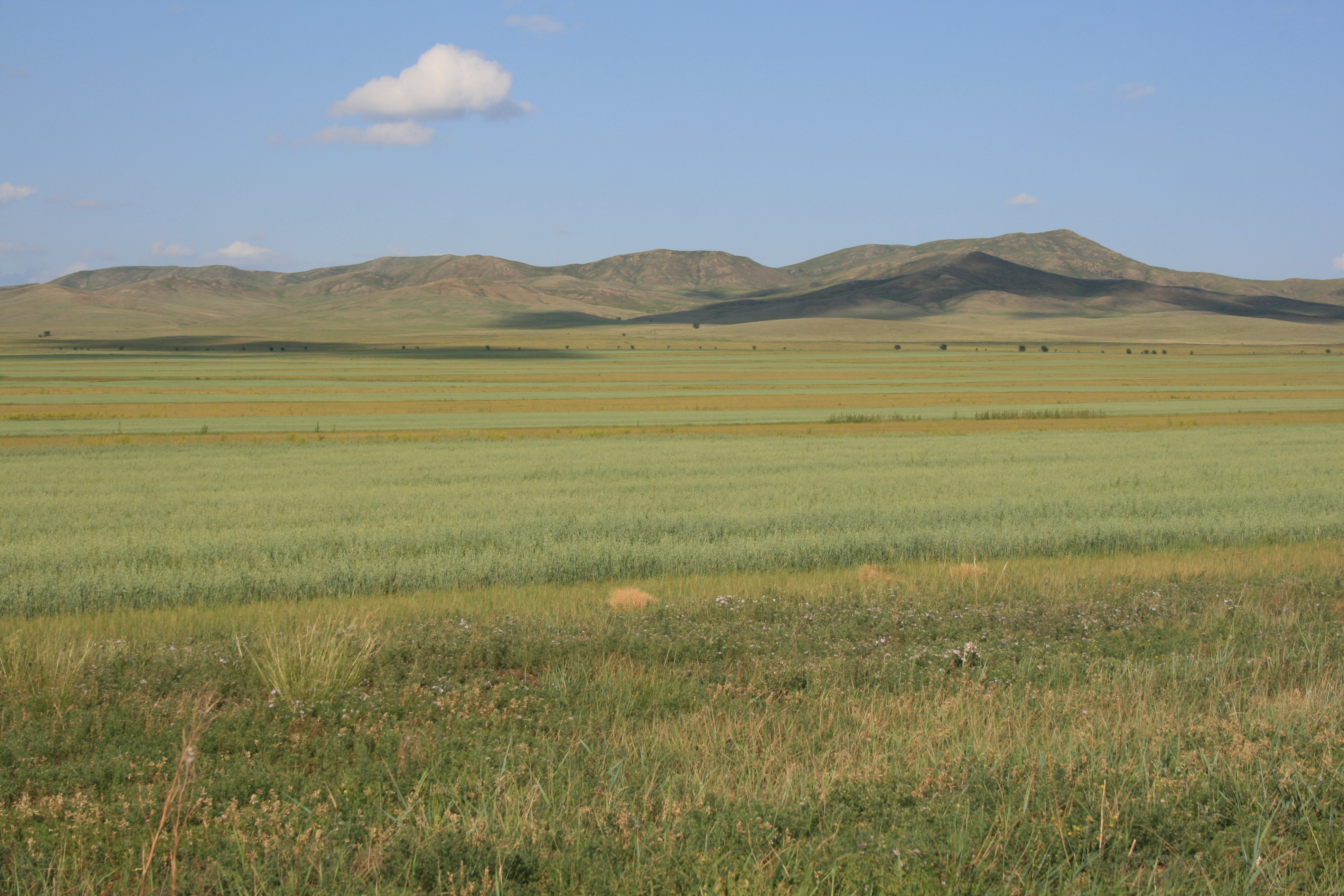
Боргойская степь — регион развитого овцеводства

#### Животноводство
В сельском хозяйстве, по стоимости продукции, преобладает животноводство (65 %). После значительного спада производства в 1992—1998 годах, с 2006 года ситуация кардинально изменилась и сельское хозяйство активно набирает обороты. В частности, развивается промышленное свиноводство. В 2012 году запущен Свинокомплекс «Восточно-Сибирский» на 140 000 голов. Уже на протяжении 10 лет работает Агрохолдинг «Николаевский» — крупнейший производитель свинины в Сибири. В республике работает две птицефабрики. Планируется строительство ещё одной в Заиграевском районе.
Боргойская баранина — мясной бренд Бурятии. Этот деликатес был презентован ещё во время коронации царя Николая II к парадному столу в 1896 году.
На 1.04.2021 поголовье крупного рогатого скота в хозяйствах всех категорий составило 358,1 тысяч голов (+0,7 %), из них 141,9 тысяч коров (+0,9 %), поголовье свиней 138,5 тысяч (+6,7 %), овец и коз 298,1 тысяч (+4,8 %), птицы 460 тысяч голов (-4,6 %). В 1 квартале 2021 года в хозяйствах всех категорий произведено скота и птицы на убой (в живом весе) 9,1 тысяч тонн (+3,7 %), производство молока 11 тысяч тонн (-7,4 %), яиц 23 млн штук (-6,3 %).

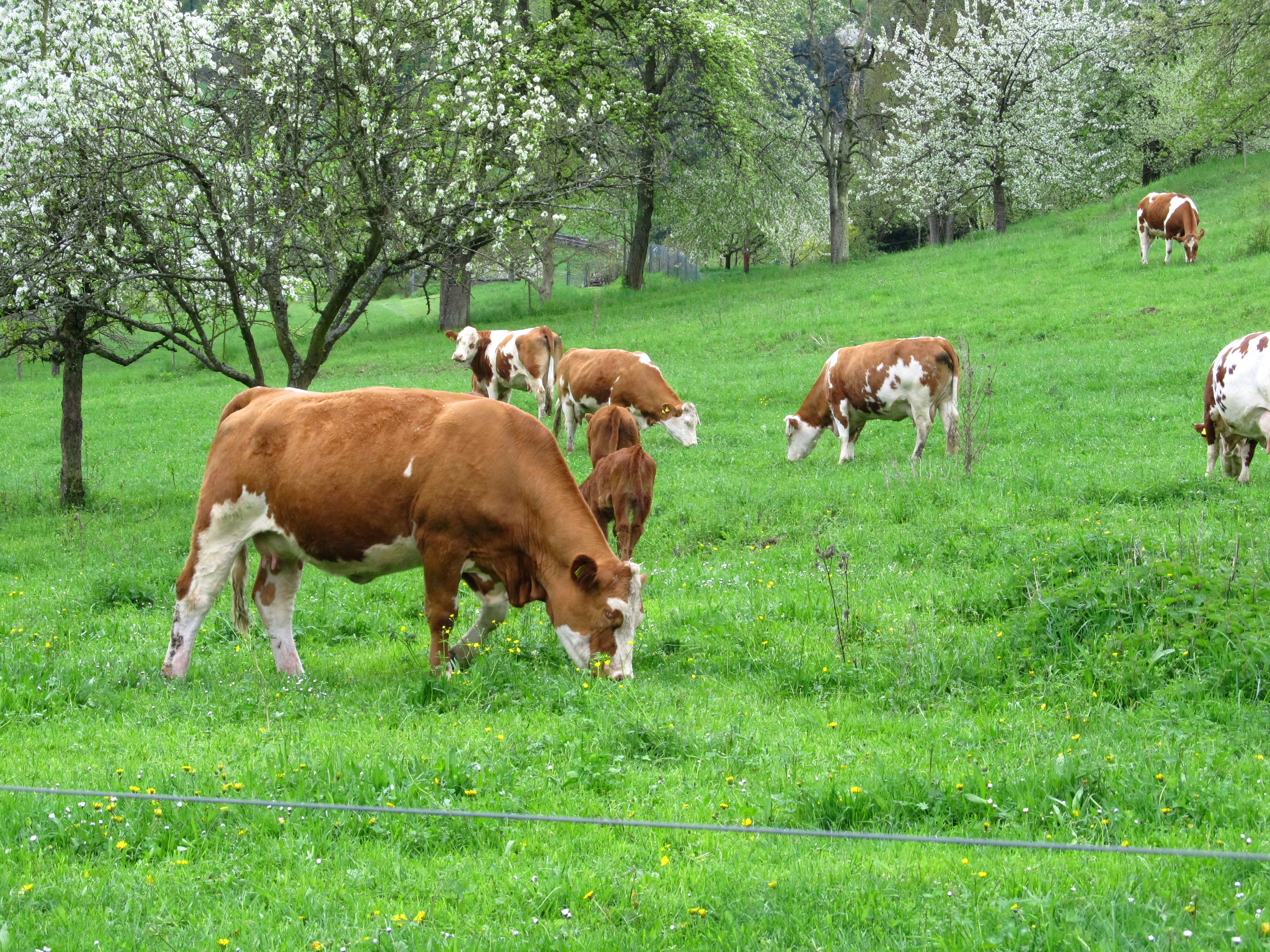

На 1 января 2021 года по поголовью коров Бурятия входит в ТОП-20 регионов России. За 2020 год произведено молока более 109,9 тыс. тонн (-9,6 % к 2019)
В 2020 году средний надой молока на корову 1408 кг (-127 кг к 2019) (средний надой молока на корову в России 4839 кг), из них сельхозорганизации 3810 кг (+608 кг), КФХ 1353 кг (+222 кг), хозяйства населения 1350 кг (-157 кг).
В Бурятии среди молочных пород Крупного рогатого скота на племенных заводах разводят Симментальскую и Чёрно-пёструю породы.

#### Растениеводство
По поручению правительства России самообеспеченность овощной продукцией в регионах ДФО должна достичь среднероссийского уровня, который составляет 70 % от потребности населения к 2024 году, отсюда особая роль Бурятии.
 По итогам 2022 года самообеспеченность республики картофелем составляет 94,4 %, овощами — 58 %.
Выращивают зерновые (яровая пшеница и рожь) — 58,9 %; кормовые (рапс, вика, тимофеевка луговая) — 32,8 %; картофель и овоще-бахчевые; фуражные (овёс, ячмень) и бобовые (горох) культуры.
В 2022 году намолот зерна (после доработки) 117,9 тыс. т с 67 тыс. га, урожайность 17,7 ц/га. Лидерами по валовому сбору зерна стали Бичурский район — 26,9 тыс. т; Мухоршибирский — 22,1 тыс. т; Тарбагатайский — 17,7 тыс. т. В частности, яровая пшеница обмолочена на 37,6 тыс. га, валовой сбор 68,1 тыс. т, средняя урожайность 18 ц/га. Овес обмолочен на площади 18,4 тыс. га, получено 33,3 тыс. т при урожайности 18,1 ц/га. Ячмень убран с 7,9 тыс. га, валовой сбор 12,9 тыс. т, урожайность 16,4 ц/га. Гречиха обмолочена на площади 1,05 тыс. га, получено 0,84 тыс. т, урожайность 8,09 ц/га. Тритикале убрана с 975 га, намолочено 1,65 тыс. т при средней урожайности 16,9 ц/га.
Валовой сбор картофеля достиг 115,1 тыс. т (104,6 %) с площади 8,7 тыс. га (107,4 % к уровню прошлого года), средняя урожайность — 131,5 ц/га (97,0 %). По урожайности картофеля в товарном секторе лидируют следующие районы: Мухоршибирский — 250 ц/га; Прибайкальский — 219,3 ц/га; Кабанский — 212,4 ц/га. Наибольший валовой сбор в товарном секторе в Иволгинском районе — 94,8 тыс. т; Кабанском — 91,7 тыс. т; Мухоршибирском — 35 тыс. т.
Валовой сбор овощей открытого грунта в хозяйствах всех категорий составил 35,1 тыс. т (114,7 %) с площади 1 377 га (125,5 %), средняя урожайность — 255,3 ц/га (90,9 %). Лидерами по валовому сбору овощей в товарном секторе стали: Иволгинский район — 91,6 тыс. т; Кабанский — 41,9 тыс. т; Мухоршибирский — 14,7 тыс. т.
В 2020 году обмолочено 61,6 тыс. га зерновых и зернобобовых культур (на 35,9 % больше, чем в 2019 году). Получено 96,0 тыс. т зерна при средней урожайности 15,6 ц/га. По урожайности зерновых культур республика находится на 4-м месте среди регионов Дальневосточного федерального округа. Посевная площадь под пшеницу составила 32,1 тыс. га. Намолочено 49,9 тыс. т пшеницы (на 16,3 % больше). Средняя урожайность составила 15,7 ц/га. Убрано 5,6 тыс. га ячменя, намолочено 8,6 тыс. т (на 3,3 тыс. т больше). Урожайность культуры в регионе составила 15,4 ц/га. Также собрано 1,2 тыс. т гречихи со средней урожайностью 9,4 ц/га. Эта культура в регионе была посеяна на 1,3 тыс. га.
Посевные площади, тыс. гектар
| тыс. гектар | 846 | 767,8 | 551,1 | 361,6 | 221,8 | 192,8 | 154 | 117,2 |

### Внешняя торговля
| Стоимостной объём внешнеторгового оборота | Стоимостной объём внешнеторгового оборота | Стоимостной объём внешнеторгового оборота | Стоимостной объём внешнеторгового оборота | Стоимостной объём внешнеторгового оборота |
| Год                                       |                                           |                                           |                                           | 2011                                      |
| ----------------------------------------- | ----------------------------------------- | ----------------------------------------- | ----------------------------------------- | ----------------------------------------- |
| Экспорт                                   |                                           |                                           | 724                                       |                                           |
| Импорт                                    |                                           |                                           | 179.3                                     |                                           |
| млн долларов США                          |                                           |                                           |                                           |                                           |

В 2011 году внешнеторговый оборот Бурятии составил 903,3 млн долларов США. Внешнеторговые сделки осуществлялись с 40 странами мира. Основными торговыми партнёрами республики в экспорте являются Китай, Монголия, Узбекистан, Словакия, Объединённые Арабские Эмираты, Вьетнам, Аргентина, Бразилия. Основные экспортные товары: машиностроительная продукция — 79,4 %, древесина и целлюлозно-бумажные изделия — 14,9 %, продовольственные товары и сельскохозяйственное сырьё — 3,4 %. Стоимостной объём экспорта республики в 2011 году составил 724 млн долларов США, импорта — 179,3 млн долларов США. Основные торговые партнёры по импортным поставкам: Китай, Украина, Италия, Монголия, Турция.

## Образование и наука
| Школы                   | Школы | Школы | Школы | Школы |
| Год                     |       |       |       | 2009  |
| ----------------------- | ----- | ----- | ----- | ----- |
| Общеобразовательные     |       |       | 517   |       |
| Начальные               |       |       | 104   |       |
| Основные                |       |       | 43    |       |
| Средние                 |       |       | 370   |       |
| Лицеи                   |       |       | 20    |       |
| С углублённым изучением |       |       | 46    |       |
| Национальные            |       |       | 152   |       |

Центром науки в Бурятии является Бурятский научный центр Сибирского отделения Российской академии наук, в котором находится 5 научных институтов и 1 отдел. Также в научном центре находятся — центр восточных рукописей и ксилографов, музей, научный архив, типография и библиотека.

Президиум БНЦ СО РАН находится по адресу ул. Сахьяновой, 8, а главный корпус БНЦ СО РАН — ул. Сахьяновой, 6. Также в центре есть отдельные здания у Геологического института СО РАН, у Центра восточных рукописей и у типографии БНЦ. Вместе с жилыми домами для сотрудников, производственными и техническими помещениями, детским садом и пр. комплекс образует научный мини-городок.

В научном центре работает 963 сотрудника из которых 2 академика РАН, 1 член-корреспондент РАН, 75 докторов наук и 272 кандидата наук.
В 1914—1915 учебном году на территории Бурятии в общеобразовательных, главным образом в начальных школах обучалось 13,4 тысяч учащихся; средних специальных и высших учебных заведений не было.
В 1969/1970 учебном году в 711 общеобразовательных школах обучалось 203,9 тысяч учащихся, в 33 профессионально-технических училищах — 8,9 тысяч учащихся, в 23 средних специальных учебных заведениях — 20,9 тысяч учащихся. В четырёх вузах учились 19,8 тысяч студентов.
В 2009 году в Бурятии было 517 общеобразовательных школ, из них начальных — 104, основных — 43, средних — 370. А также: 20 лицеев и гимназий, 46 школ с углублённым изучением отдельных предметов, 6 авторских школ, 152 национальных школы и другие школы.

### Высшие учебные заведения

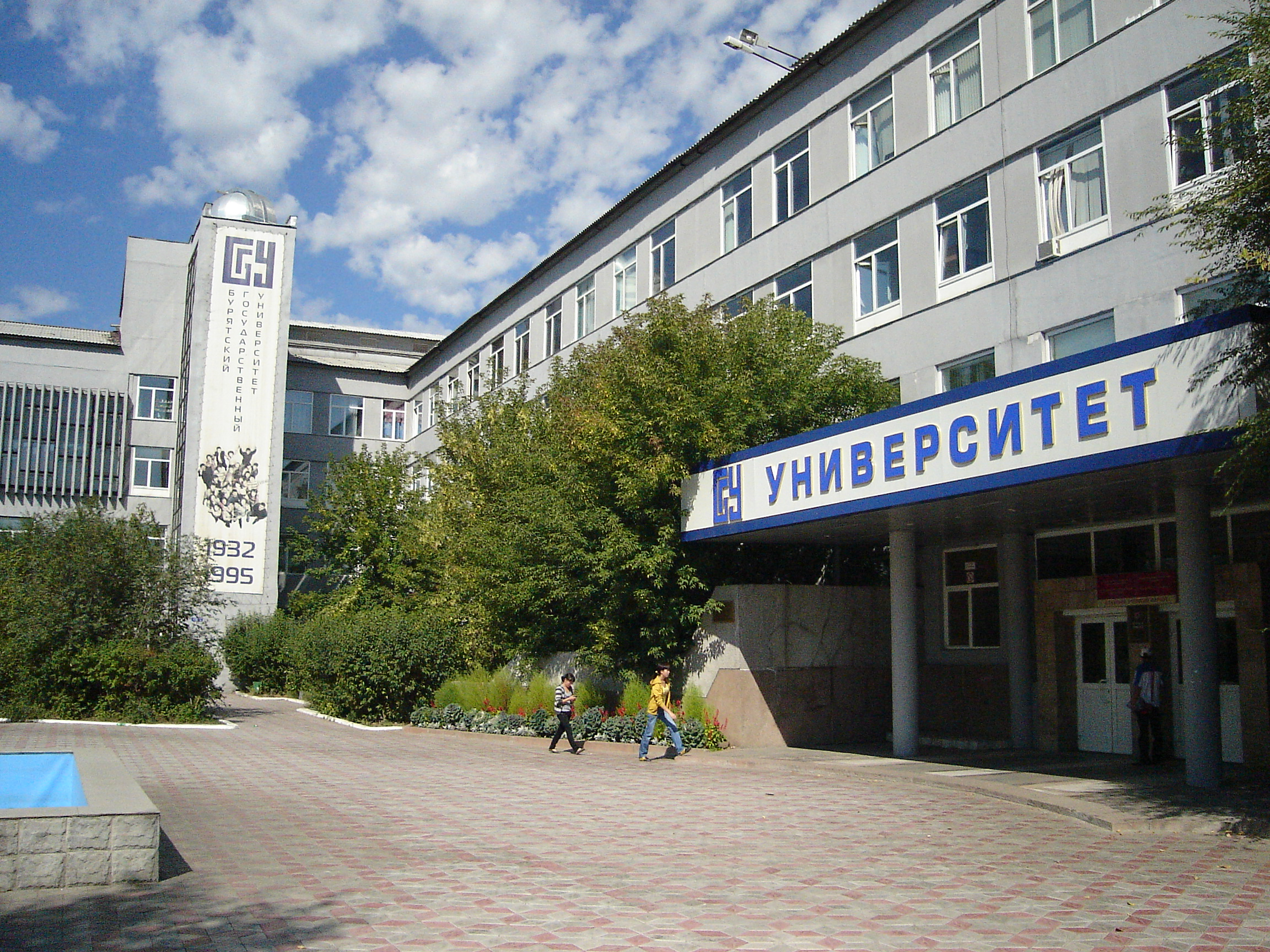
Бурятский государственный университет
Главный учебный корпус

- Байкальский экономико-правовой институт[95],
- Бурятская государственная сельскохозяйственная академия им. В. Р. Филиппова,
- Бурятский государственный университет,
- Восточно-Сибирский государственный институт культуры,
- Восточно-Сибирский государственный университет технологий и управления[96]

и другие.

### Средние специальные учебные заведения
- Байкальский базовый медицинский колледж,
- Байкальский колледж недропользования,
- Байкальский колледж туризма и сервиса,
- Бурятский аграрный колледж им. М. Н. Ербанова,
- Бурятский колледж технологий и лесопользования,
- Бурятский республиканский индустриальный техникум,
- Бурятский республиканский многопрофильный техникум инновационных технологий,
- Бурятский республиканский педагогический колледж,
- Бурятский республиканский техникум строительных и промышленных технологий,
- Бурятский республиканский хореографический колледж им. Л. П. Сахьяновой и П. Т. Абашеева,
- Гусиноозерский энергетический техникум,
- Джидинский многопрофильный техникум,
- Закаменский агропромышленный техникум,
- Колледж искусств им. П. И. Чайковского,
- Колледж традиционных искусств народов Забайкалья,
- Политехнический техникум,
- Республиканский базовый медицинский колледж им. Э. Р. Раднаева,
- Республиканский межотраслевой техникум,
- Республиканский многоуровневый колледж,
- Улан-Удэнский авиационный техникум,
- Улан-Удэнский колледж железнодорожного транспорта,
- Улан-Удэнский торгово-экономический техникум,

и другие.

### Институты и отделы
- Байкальский институт природопользования СО РАН
- Геологический институт СО РАН
- Институт монголоведения, буддологии и тибетологии СО РАН
- Институт общей и экспериментальной биологии СО РАН
- Институт физического материаловедения СО РАН
- Отдел региональных экономических исследований БНЦ СО РАН Архивная копия от 10 ноября 2020 на Wayback Machine

### Другие подразделения
- Центр восточных рукописей и ксилографов
- Музей БНЦ СО РАН Архивная копия от 10 ноября 2020 на Wayback Machine
- Центральная научная библиотека БНЦ СО РАН Архивная копия от 10 ноября 2020 на Wayback Machine
- Центр космического мониторинга
- Научный архив БНЦ СО РАН Архивная копия от 10 ноября 2020 на Wayback Machine

В Тункинском районе действуют Саянская обсерватория ИСЗФ СО РАН напротив горы Мунку-Сардык в районе посёлка Монды, радиоастрофизическая и радиоастрономическая обсерватории в урочище Бадары, геофизическая обсерватория (с. Торы).

## Культура

### Средства массовой информации
В Бурятии было зарегистрировано 315 средств массовой информации, из них печатных — 214 и 101 электронных СМИ (в том числе 9 информационных агентств).
Первая бурятская газета «Шэнэ байдал» («Новая жизнь») вышла в Чите 20 января 1921 года. В 1922 году в Иркутске вышел первый номер газеты «Красный бурят-монгол» на русском языке. После образования в 1923 году автономной республики было создано Бурятское книжное издательство, начали издаваться газеты: «Бурят-Монгольская правда» (на русском языке), «Бурят-Монголой үнэн» (на бурятском языке). В 1925 году начала издаваться молодёжная газета «Бурятский комсомолец» (позднее «Молодёжь Бурятии»). В 1955 году начал издаваться на русском и бурятском языке литературно-художественный журнал «Байкал». В 1969 году издавались 3 республиканские газеты, 17 аймачных (районных) газет, общим тиражом более 40 млн экземпляров; издавались 15 журналов общим тиражом 220 тыс. экземпляров.
В настоящее время наиболее тиражными газетами являются следующие:
- Буряад үнэн,
- Информ-Полис,
- Молодёжь Бурятии,
- Московский комсомолец в Бурятии,
- Новая Бурятия,
- Правда Бурятии,
- Пятница,
- Центральная газета.

Телевидение и радио
Радиовещание на бурятском языке ведётся с 1934 года. В 1961 году начал работать телецентр в Улан-Удэ. С 1967 года ретранслируются московские телепрограммы через наземную приёмную станцию «Орбита».
Телеканалы:
- Ариг Ус,
- АТВ,
- Буряад ТВ,
- Бурятская государственная телерадиокомпания,
- Мир Бурятия,
- СТС-Байкал,
- Тивиком.

### Музеи
В 2007 году в Бурятии действовало 5 государственных, 19 муниципальных, более ста поселенческих и школьных музеев. Их коллекции насчитывают более 250 тысяч единиц хранения.
Старейший музей Бурятии — Кяхтинский краеведческий музей — был создан 1 января 1890 года.
Наиболее посещаемыми и широко известными музеями республики являются:
- Кяхтинский краеведческий музей,
- Музей декабристов в Новоселенгинске,
- Музей истории Бурятии,
- Музей истории города Улан-Удэ,
- Музей природы Бурятии,
- Художественный музей им. Сампилова,
- Этнографический музей народов Забайкалья.

Музеи
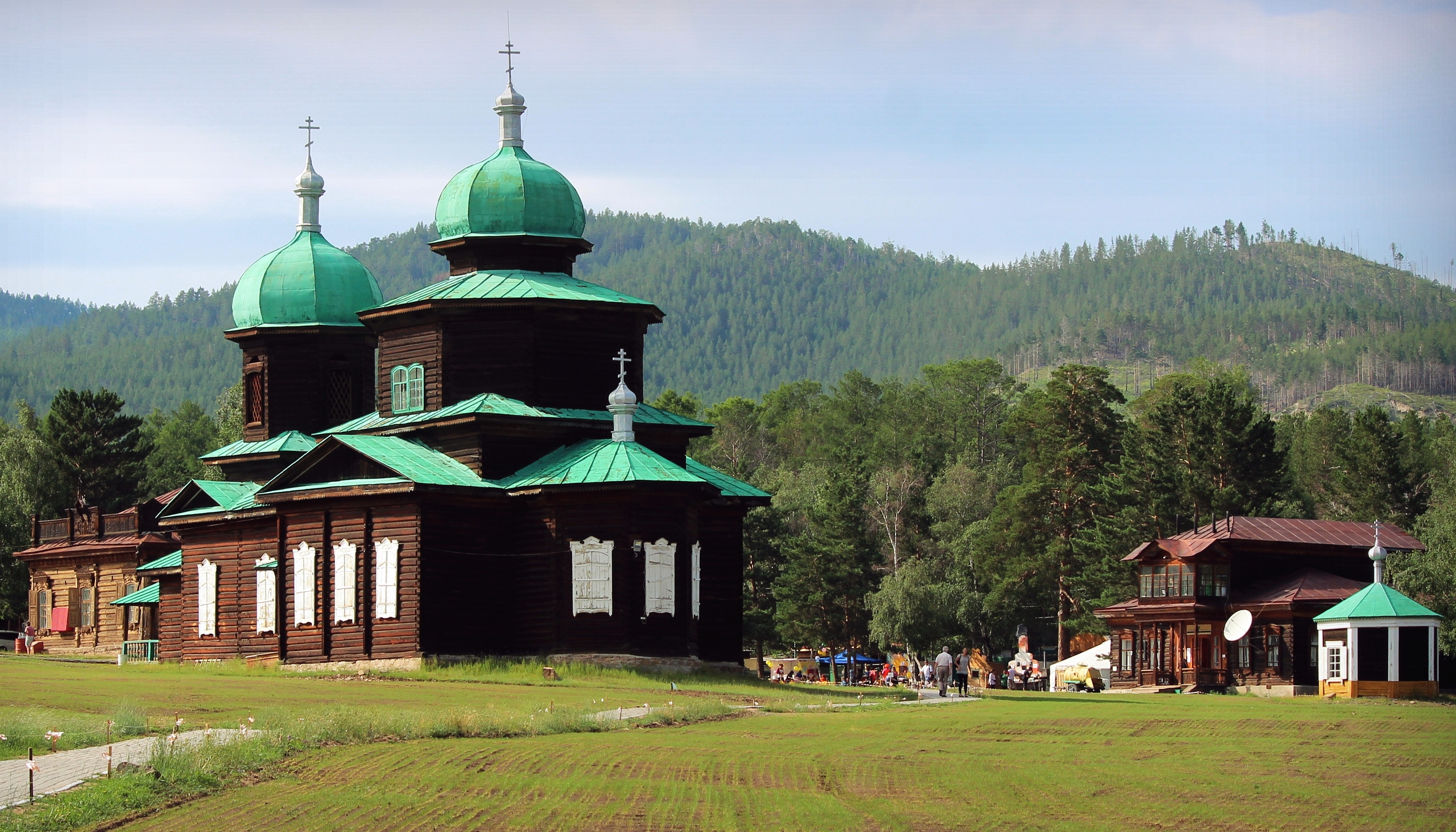
Этнографический музей народов Забайкалья
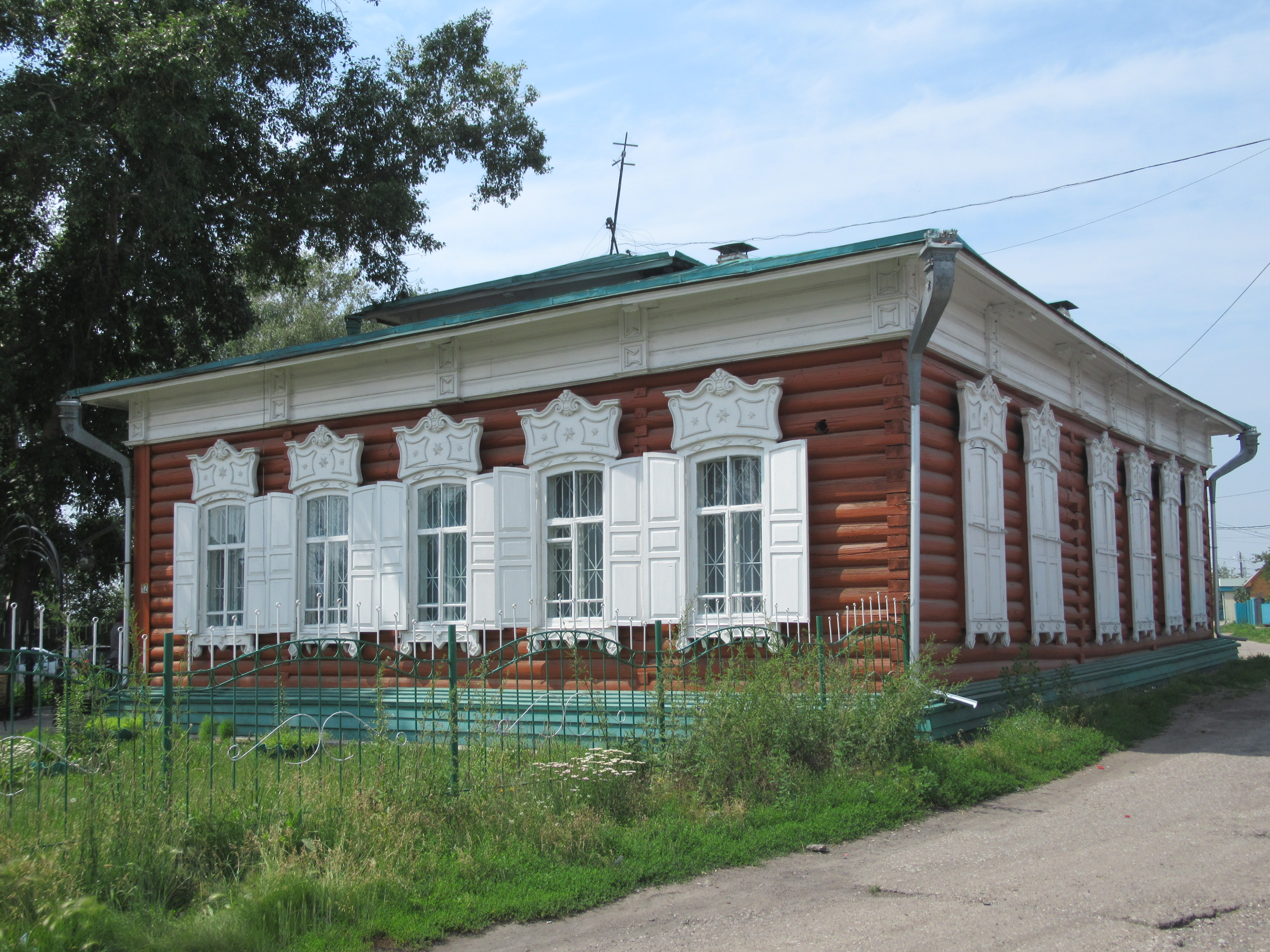
Кабанский краеведческий музей
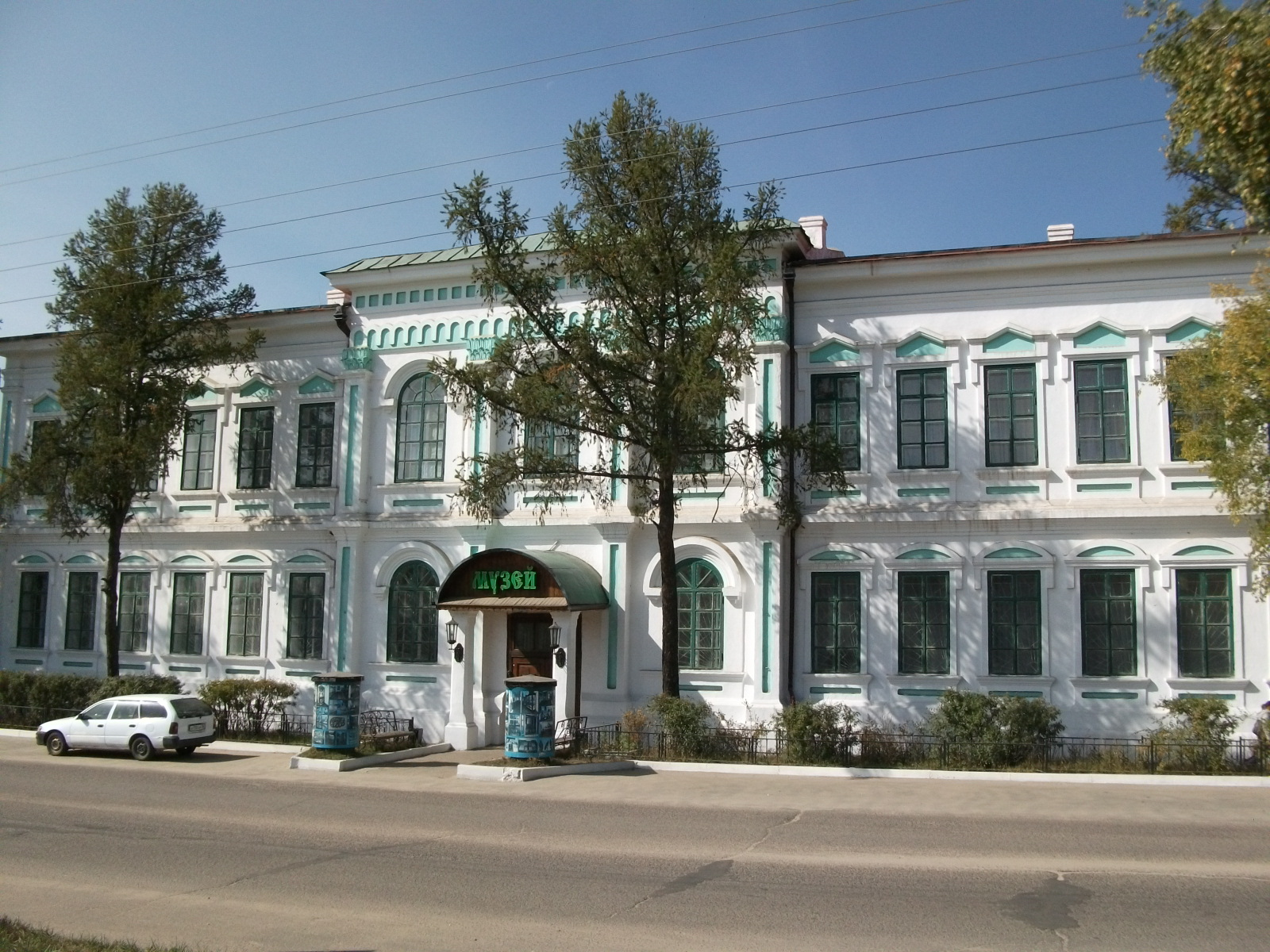
Кяхтинский краеведческий музей
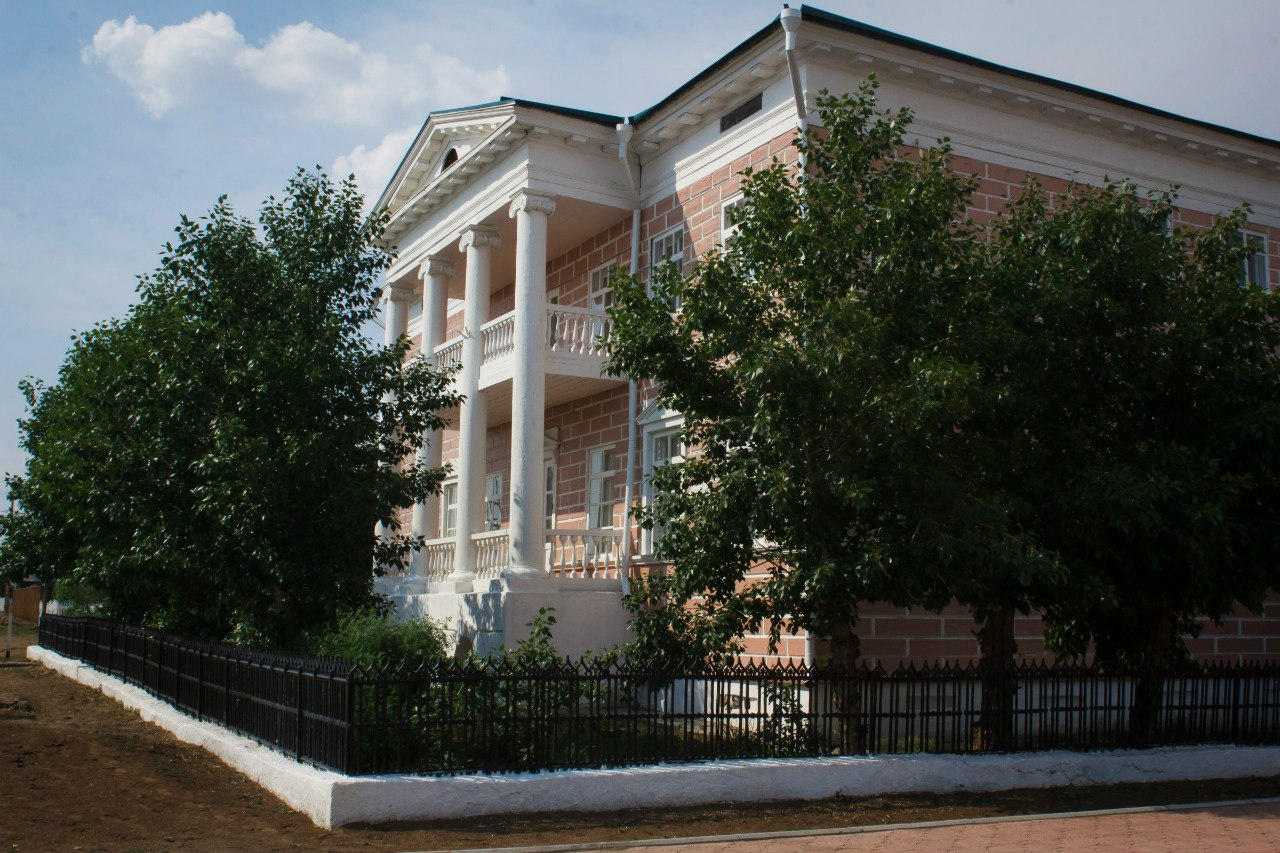
Музей декабристов в Новоселенгинске

### Театры
Первые любительские спектакли начали ставиться в Верхнеудинске в 1870-е годы. В 1880-е штатный смотритель уездного училища Н. С. Нелюбов создал любительский театр. Театр ставил пьесы А. Островского «Доходное место» и «Лес», водевили русских и французских авторов.
В начале 1920-х годов преподаватель Прибайкальского народного университета Виктор Николаевич Добронравов пытался создать Художественный пролетарский театр.
21 августа 1924 года при Бурполитпросвете было создано организационное бюро по театральным делам. Цель бюро — создание национального театра.
22 декабря 1928 года Московский передвижной Оргтеатр дал спектакль в Улан-Удэ «Человек с портфелем» А. Файко, что можно считать началом профессиональной театральной деятельности в Бурятии.
В 1928 году в Улан-Удэ была создана театральная студия, а в 1930 году на её основе — техникум искусств. Среди авторов первых бурятских пьес — С. П. Балдаев, И. Д. Дадуев, Х. Н. Намсараев, А. И. Шадаев. В 1932 году на сцене национального драматического театра поставлена первая пьеса Н. Г. Балдано «Прорыв».
- Бурятский государственный академический театр драмы имени Хоца Намсараева — старейший театр Бурятии.
- Государственный русский драматический театр имени Н. А. Бестужева — первый профессиональный театр в Бурятии.
- Бурятский государственный академический театр оперы и балета — старейший театр оперы и балета в Сибири и на Дальнем Востоке.
- Бурятский государственный национальный театр песни и танца «Байкал».
- Театр кукол «Ульгэр».
- Молодёжный художественный театр.

Театры
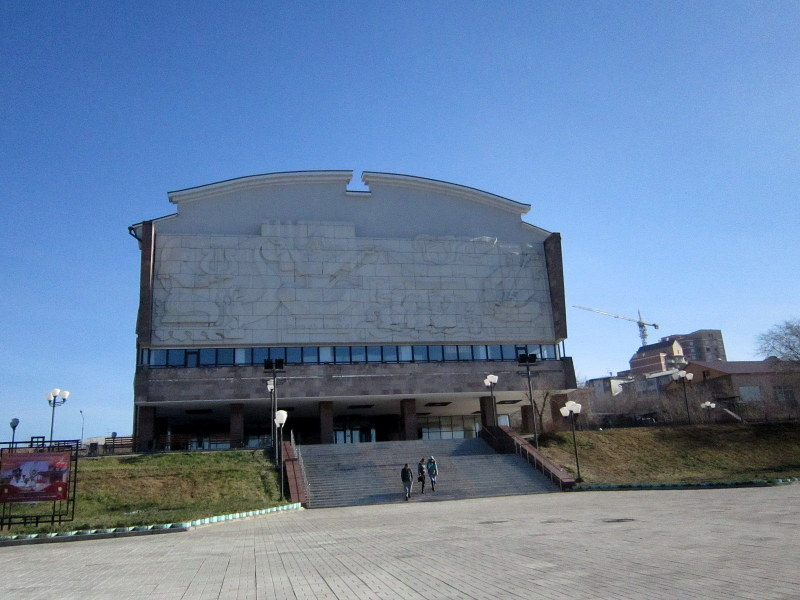
Бурятский драматический театр
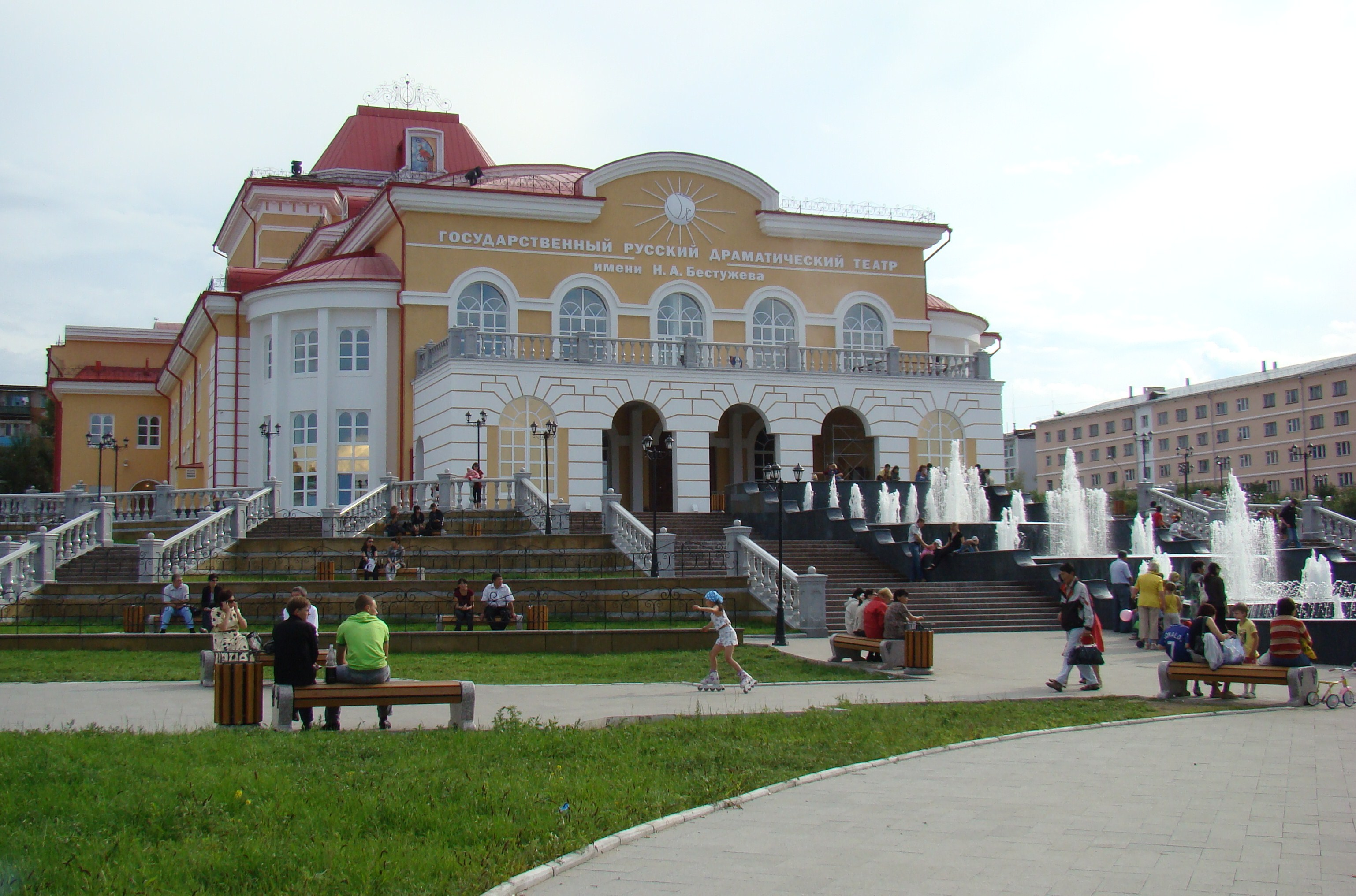
Русский драматический театр
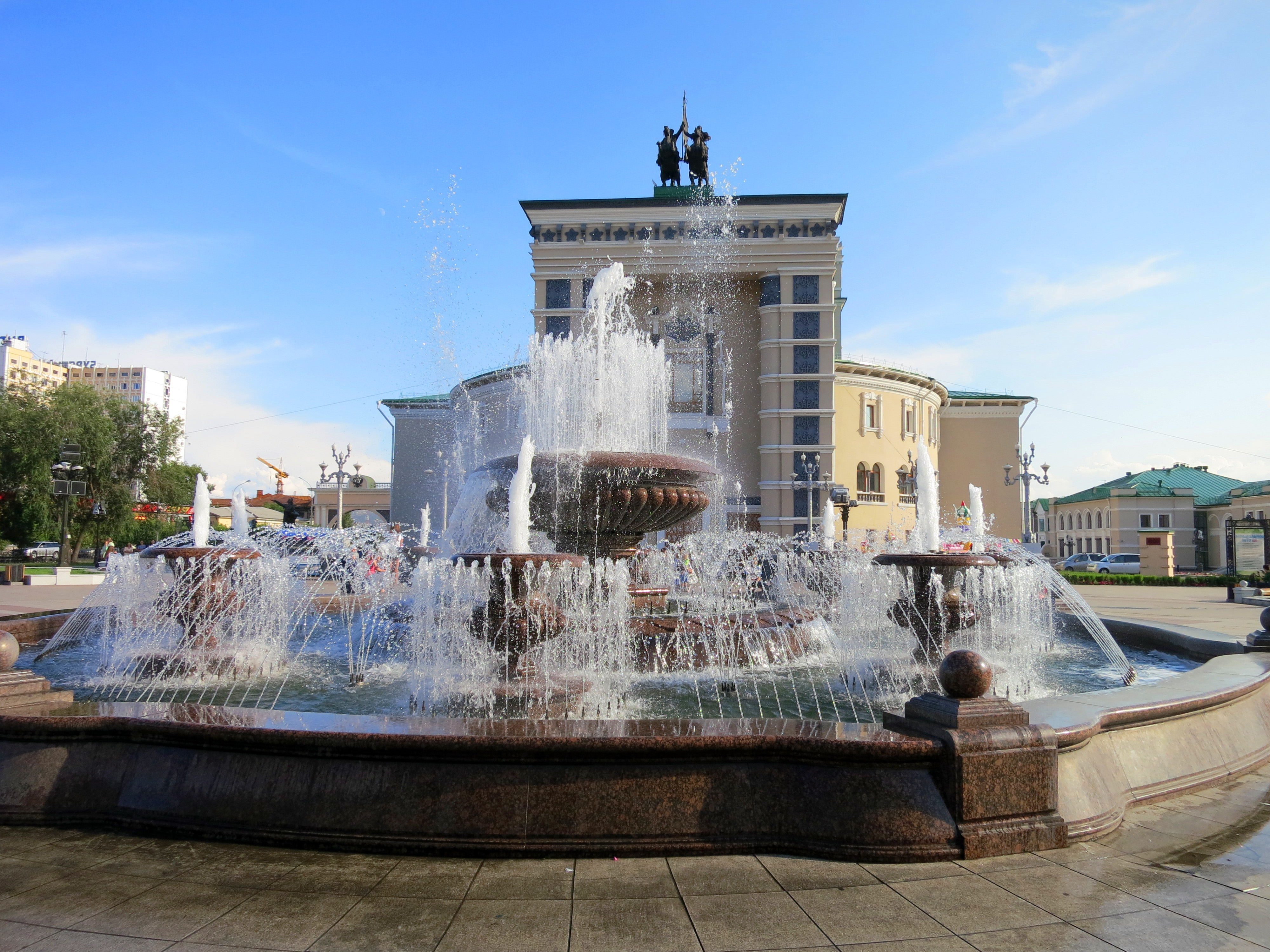
Театр оперы и балета
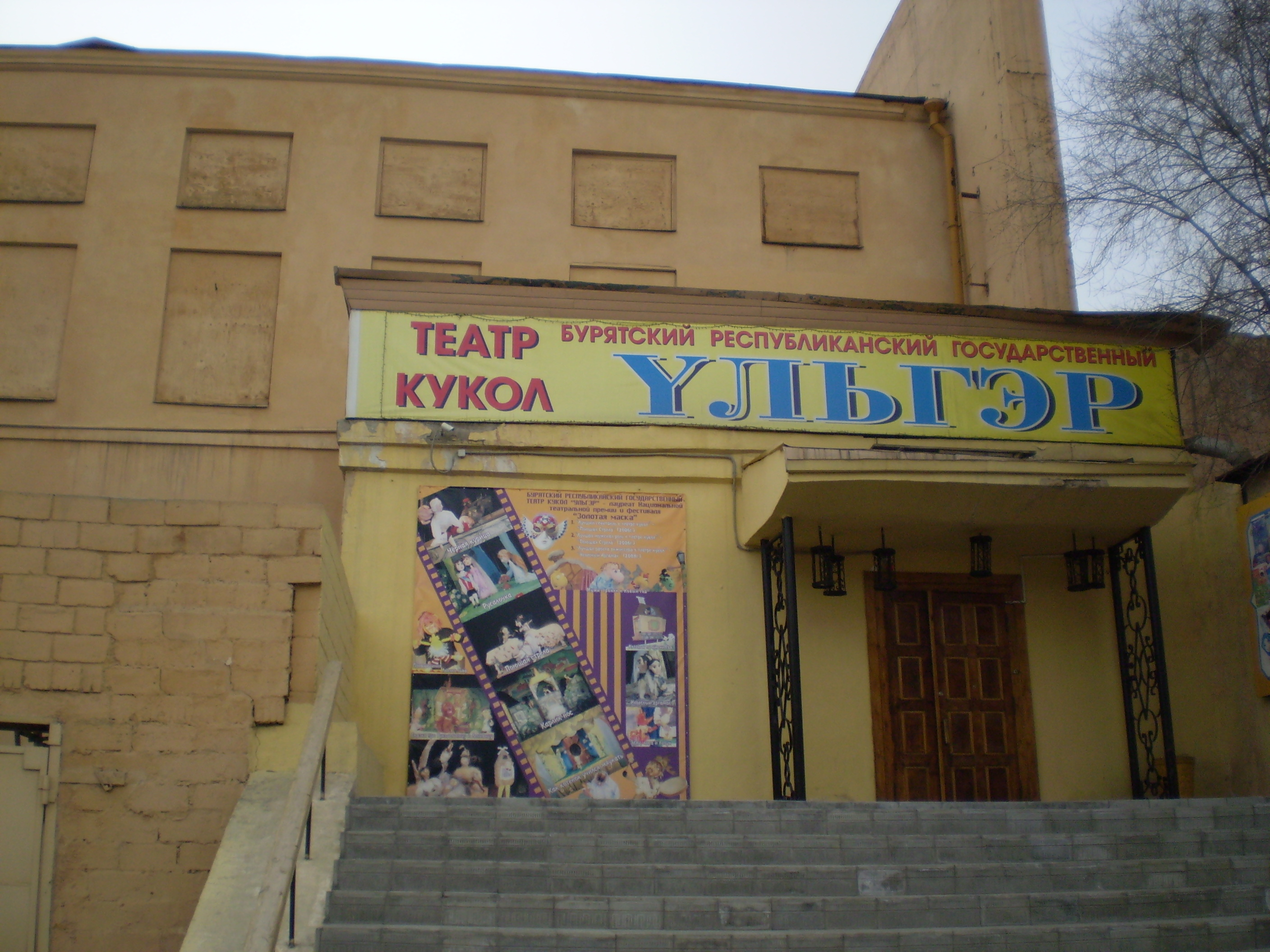
Театр кукол «Ульгэр»

### Музыка и балет
В 1938 году в Бурятском драматическом театре была поставлена первая национальная музыкальная драма «Баир» П. Берлинского на текст Г. Ц. Цыдынжапова и А. Шадаева. В 1940 году драма была поставлена во второй редакции совместно Б. Б. Ямпиловым. Во многих национальных театрах СССР в то время музыкальная драма была переходным жанром к опере.
20 октября 1940 года в Москве началась I Декада бурят-монгольского искусства в Москве. Театр показал музыкальные драмы «Баир» П. М. Берлинского и «Эржен» В. Морошкина и первую бурятскую оперу «Энхэ-Булат батор» по мотивам национального эпоса.
Первый бурятский балет «Свет над долиной» Ряузова был поставлен в 1956 году Бурятским театром оперы и балета.
Балет-поэма «Красавица Ангара» — один из основных спектаклей Бурятского Государственного Академического Театра Оперы и Балета. Балет впервые поставлен в 1959 году, в его постановке в качестве консультанта принимал участие Игорь Моисеев. Балетмейстер М. Заславский, либретто Н. Балдано. «Красавица Ангара» — единственный национальный балет, удостоенный премии им. М. Глинки.

### Библиотеки

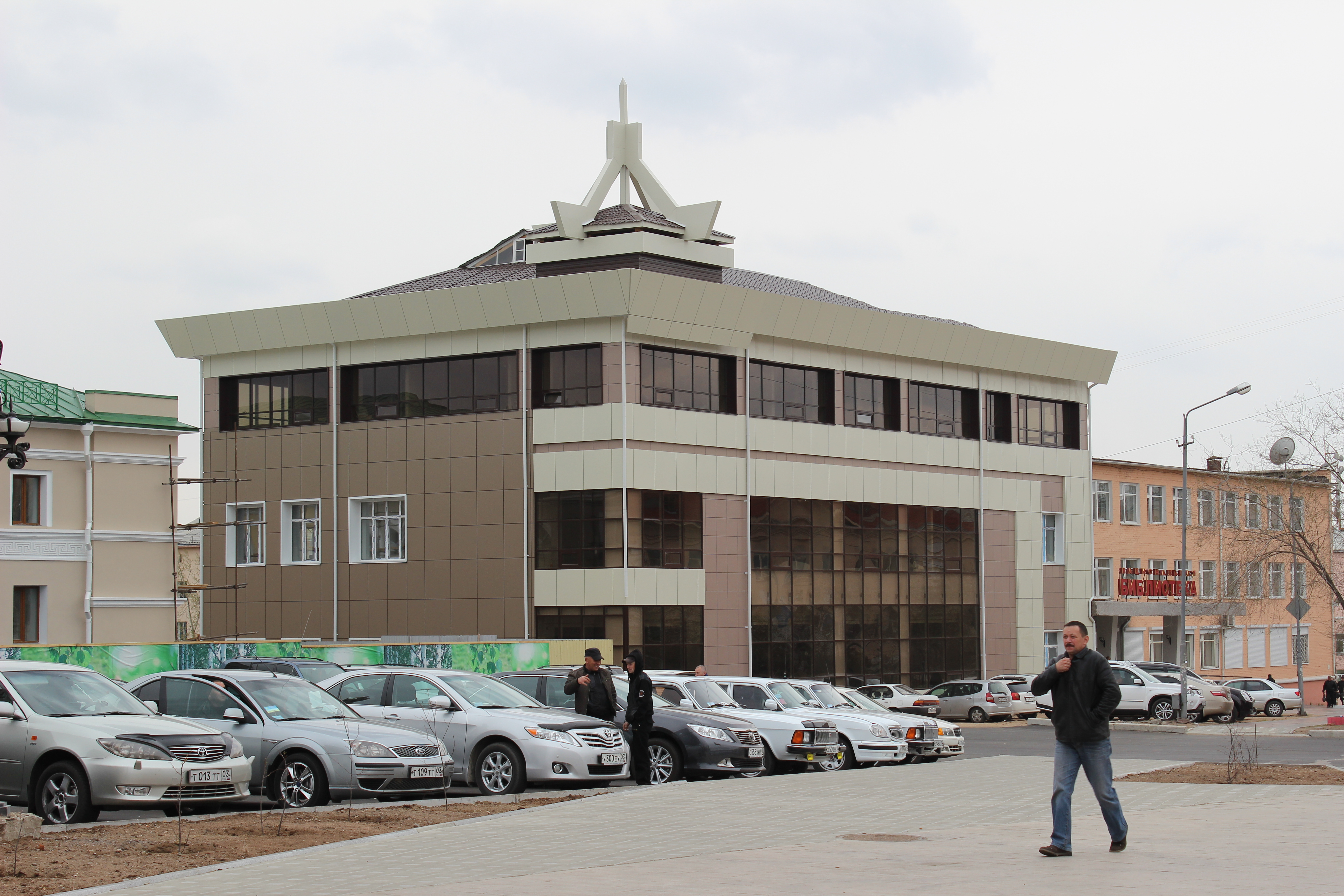
Национальная библиотека

1 ноября 1881 года по инициативе Н. С. Нелюбова в Верхнеудинске начала работать первая в городе публичная библиотека (в настоящее время Национальная библиотека Республики Бурятия). В первые годы библиотека располагалась в здании уездного училища. В 1885 году у библиотеки было 78 подписчиков.
В 1924 году в Бурятии было 10 библиотек и 49 изб-читален.
На 1 января 1970 года в республике работало 518 массовых библиотек. Их общий фонд составлял 3 703 тысячи экземпляров книг и журналов.
В 2009 году работали 443 школьных библиотеки.
Крупнейшие библиотеки:
- Национальная библиотека Республики Бурятия;
- Государственная республиканская юношеская библиотека им. Д-О. Батожабая;
- Государственная республиканская детская библиотека им. Б. Абидуева;
- Центральная городская библиотека города Улан-Удэ им. И. К. Калашникова.

### Цирк
Государственный цирк Республики Бурятия был образован 10 ноября 2000 г. Постановлением Правительства Республики Бурятия на базе выпускников Бурятской национальной цирковой школы-студии под руководством народного артиста России Майдари Жапхандаева.
28 июля 2010 года состоялось долгожданное открытие цирка-шапито в парке им. С. Н. Орешкова.
За 17 лет своей деятельности Бурятский цирк значительно расширил свой репертуар: созданы цирковые спектакли «Зов джунглей», «Питер Пэн», «Джуманджи», «Путешествие Деда Мороза и Снегурочки», «Легенды Белого месяца», «Маугли», «Сказочный круиз Всезнайки и Незнайки», «Легенды Байкала».

### Спорт
Спортсмены Республики Бурятия в 2007 году приняли участие в крупных соревнованиях как российского, так и международного уровней и завоевали 380 медалей, из них 133 золотых, 117 серебряных, 130 бронзовых. Республиканским Агентством по физической культуре и спорту совместно с федерациями по видам спорта проведено более 600 физкультурно-оздоровительных и спортивных мероприятий, в том числе массовые и общереспубликанские.

### Религия
По данным Управления Министерства юстиции Российской Федерации по Республике Бурятия на 1 января 2017 года в Бурятии зарегистрировано 234 религиозных организаций: Русская православная церковь — 79, Буддизм — 70; Христиане веры евангельской — 26; Шаманизм — 12; Старообрядчество — 10 (в том числе: Русская православная старообрядческая церковь — 4, Древлеправославная церковь — 6); Евангельские христиане-баптисты — 5; Евангельские христиане — 4; Ислам — 2; Христиане веры евангельской-пятидесятники — 2; Адвентисты седьмого дня — 2; Лютеране — 2 (в том числе: Церковь Ингрии — 1, Новоапостольская церковь — 1); Пресвитерианская церковь — 7; Свидетели Иеговы — 2; Римско-католическая церковь — 1; Иудаизм — 1 (в том числе: Ортодоксальный — 1); Церковь Иисуса Христа святых последних дней (мормоны) — 1; Сознание Кришны (вайшнавы) — 1; Вера Бахаи — 1; иные верования — 5.

Известные религиозные деятели
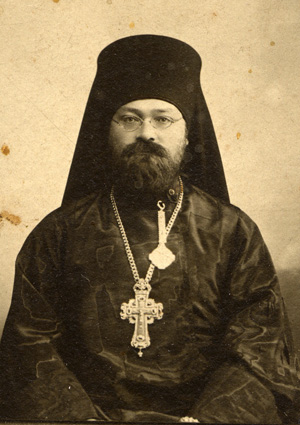
Епископ Ефрем Селенгинский, причислен к лику святых РПЦ.
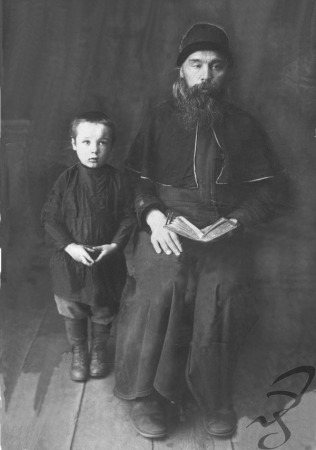
Епископ Афанасий, причислен к лику святых РПСЦ.
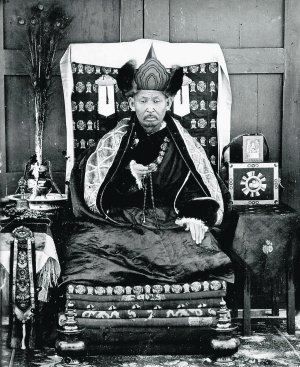
Пандито Хамбо-лама  XII Даши-Доржо Итигэлов.

### Объекты культурного наследия
В Бурятии по состоянию на 1 января 2010 года на государственной охране находились 1632 объекта культурного наследия.

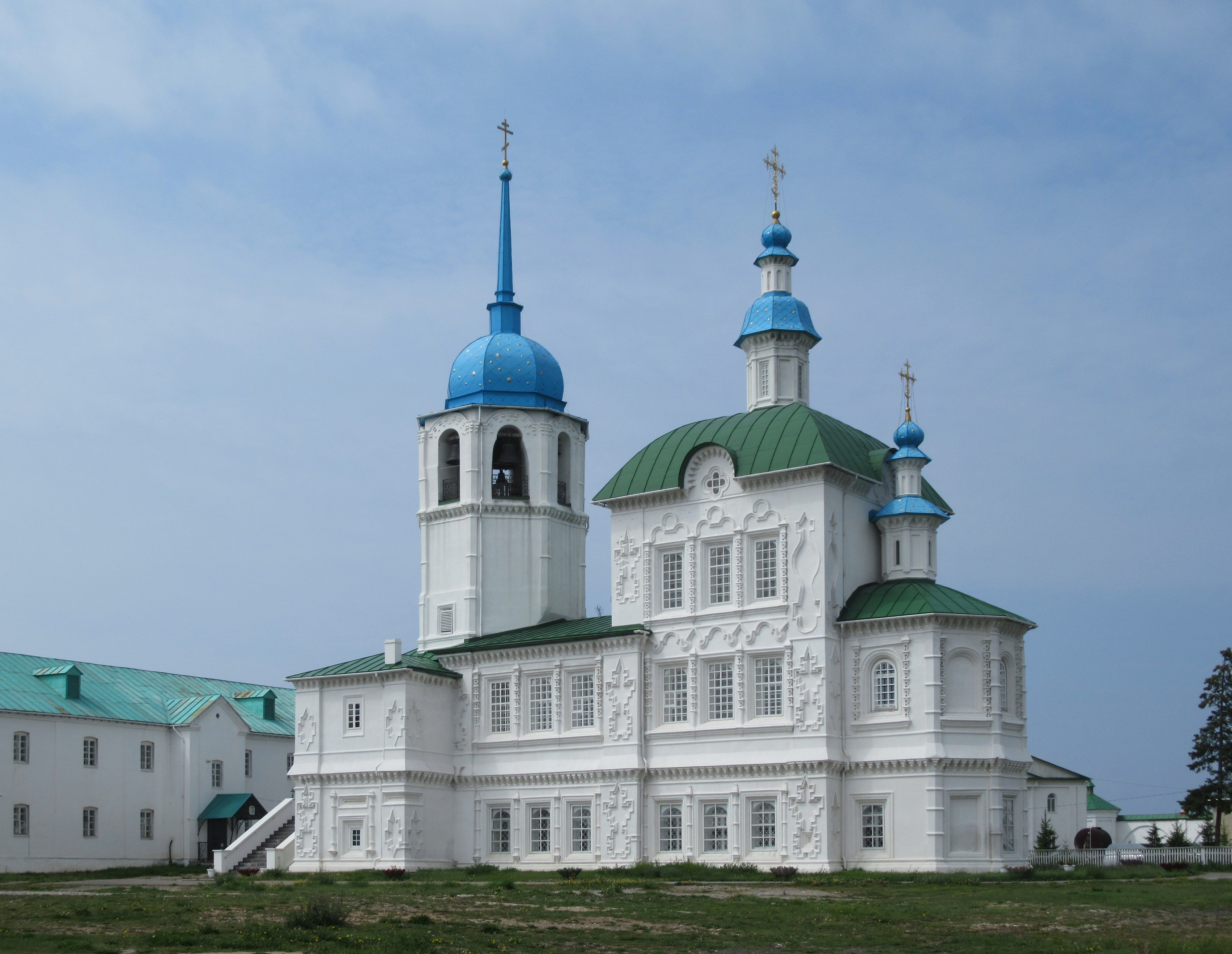
Посольский Спасо-Преображенский монастырь (1682 год)
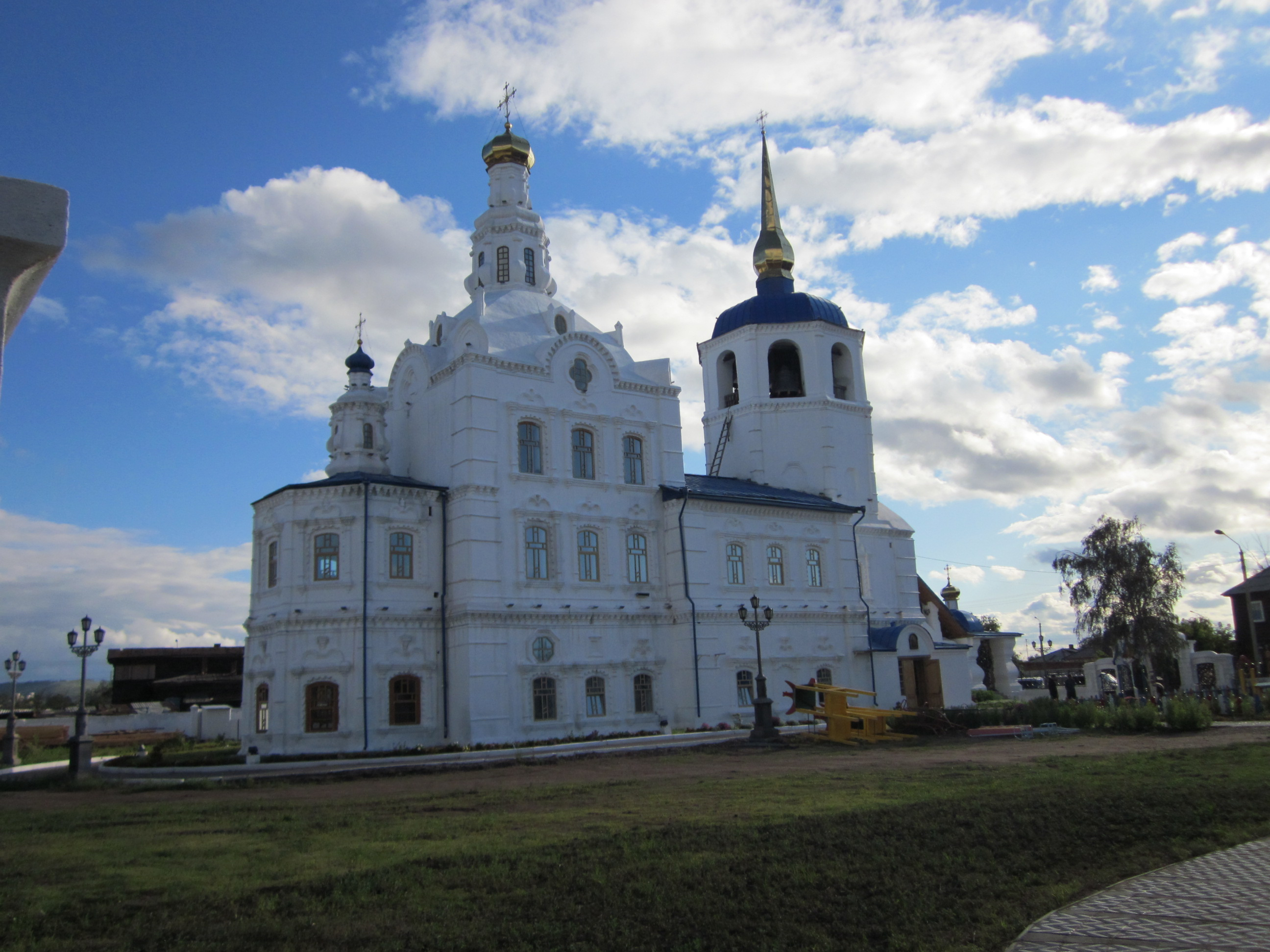
Одигитриевский собор (Улан-Удэ) (1741-1785 г.)
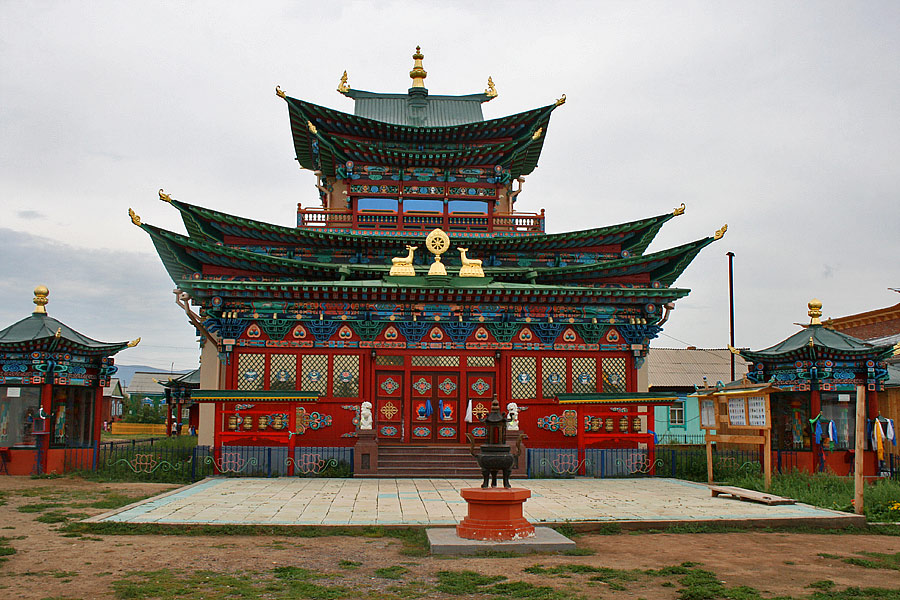
Иволгинский дацан
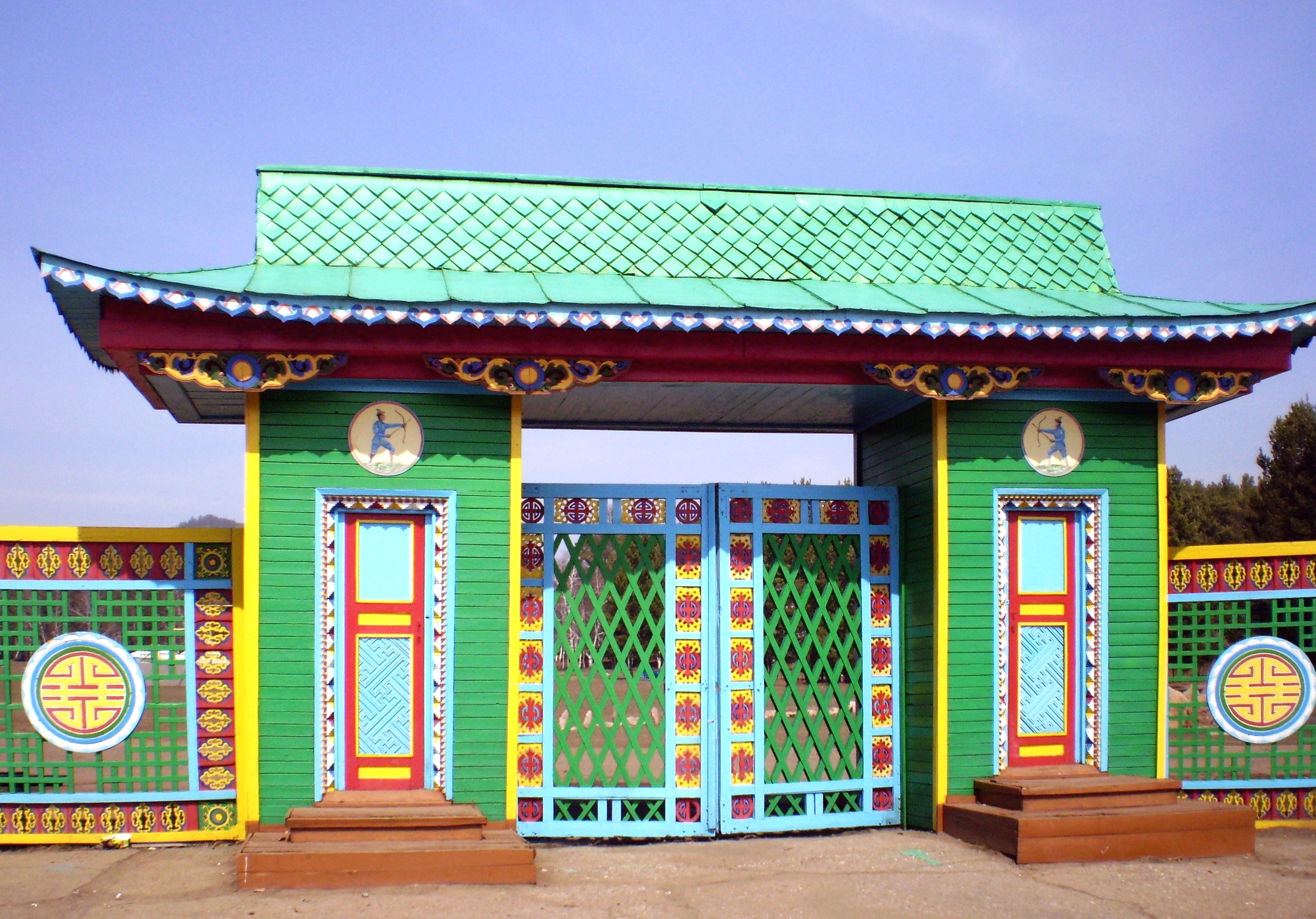
Этнографический музей народов Забайкалья

## Бурятия в искусстве

### Мемуары
В своих мемуарах Бурятию описали:
- Тимофей Петрович Калашников — отец писателя И. Т. Калашникова — автор записок «Жизнь незнаменитого Тимофея Петровича Калашникова, простым слогом писанная с 1762 по 1794 год». «Русский архив». Москва, 1904 год;
- Декабрист барон А. Е. Розен. «Записки декабриста» были опубликованы в «Отечественных Записках» за 1876 год.

### Художественная литература
В 1922 году был издан первый сборник стихов Солбонэ Туя (П. Н. Дамбинов, 1882—1937) «Цветостепь». Первые бурятские повести написал Ц. Дон (Ц. Д. Дондубон, 1905—1938): «Луна в затмении» (1932 год), «Отравление от брынзы» (1935 год).
В конце 1930-х бурятские писатели начинают писать книги для детей. В 1938 году издаются детские литературные сказки Б. Д. Абидуева: «Сказка о козленке Бабане», «Оседлавший тигра», «Шалай и Шанай», в 1939 году сказки «Котий Батор», «Летучая мышь», «Храбрый козленок Бабана». Сказки написаны на основе народных сказок.
В 1949 году в Улан-Удэ публикуется первый бурятский роман «Степь проснулась» Ж. Т. Тумунова. За ним последовали романы: X. Намсараева «На утренней заре» (1950 год), Ч. Цыдендамбаева «Доржи, сын Банзара» (1952 год), «Вдали от родных степей» (1956 год). Ж. Т. Тумунов в 1954 году написал свой второй роман «Золотой дождь».
И. К. Калашников был удостоен Республиканской премии Бурятской АССР в области литературы и искусства за 1968—1969 годы за роман «Разрыв-трава».

### Кино
В 1928 году В. И. Пудовкин снимал в Бурят-Монгольской АССР художественный фильм «Потомок Чингисхана».
В 1951 году Я. Б. Фрид был удостоен звания Заслуженный деятель искусств Бурят-Монгольской АССР за документальный фильм «Советская Бурят-Монголия» (Ленфильм, 1951 год).
В 1990 году режиссёром Сергеем Пинигиным (Восточно-Сибирская студия кинохроники, сценарий Марка Давыдовича Сергеева и Баяра Тумуровича Жигмытова) был снят полнометражный документальный фильм «Круг Сансары» о Бурятии XX века.
Художественные фильмы:
- Песня табунщика — 1957 год, по повести Д. О. Батожабая;
- Золотой дом — 1960 год, по сценарию В. И. Ежова, Д. Батожабая и Г. Цыдынжапова;
- Пора таёжного подснежника — режиссёр Ярополк Лапшин;
- Крик тишины — по сценарию И. К. Калашникова;
- Утро обречённого прииска — 1985 год;
- Горький можжевельник — режиссёр Б. Халзанов.
- Чайник — режиссёр Ж. Бадмацыренов.

### Символ Бурятии

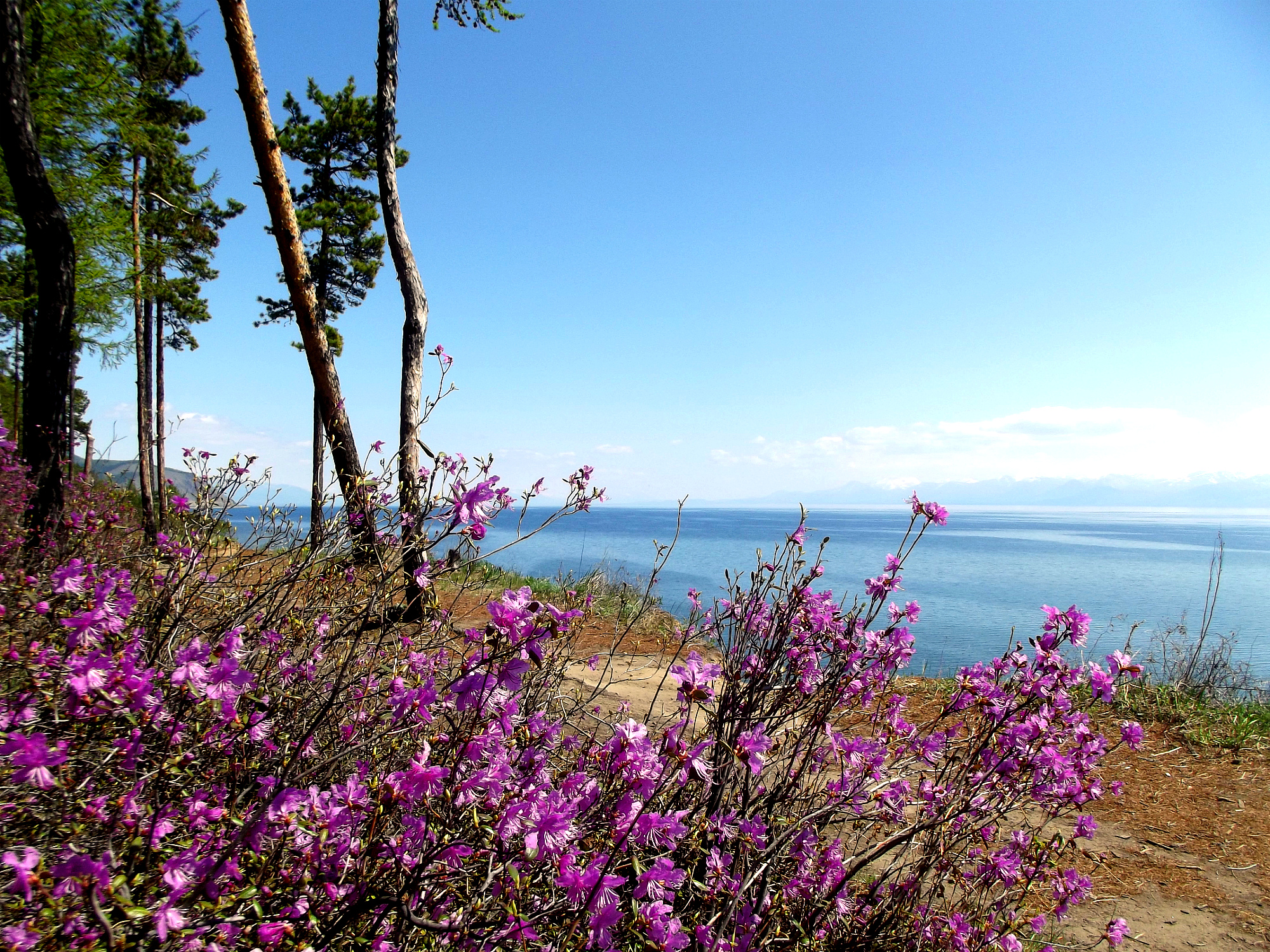
Цветущий багульник у Байкала

В рамках всероссийской акции «Аллея России», все субъекты России открытым голосованием должны выбрать растения, символизирующие свой регион. Символом Бурятии по итогам опроса, проведённого на официальном портале Бурятии, стал рододендрон даурский, более известный как багульник.

### Филателия
К 50-летию Бурятской АССР в 1973 году выпущена в печать почтовая марка СССР.

Почтовые марки
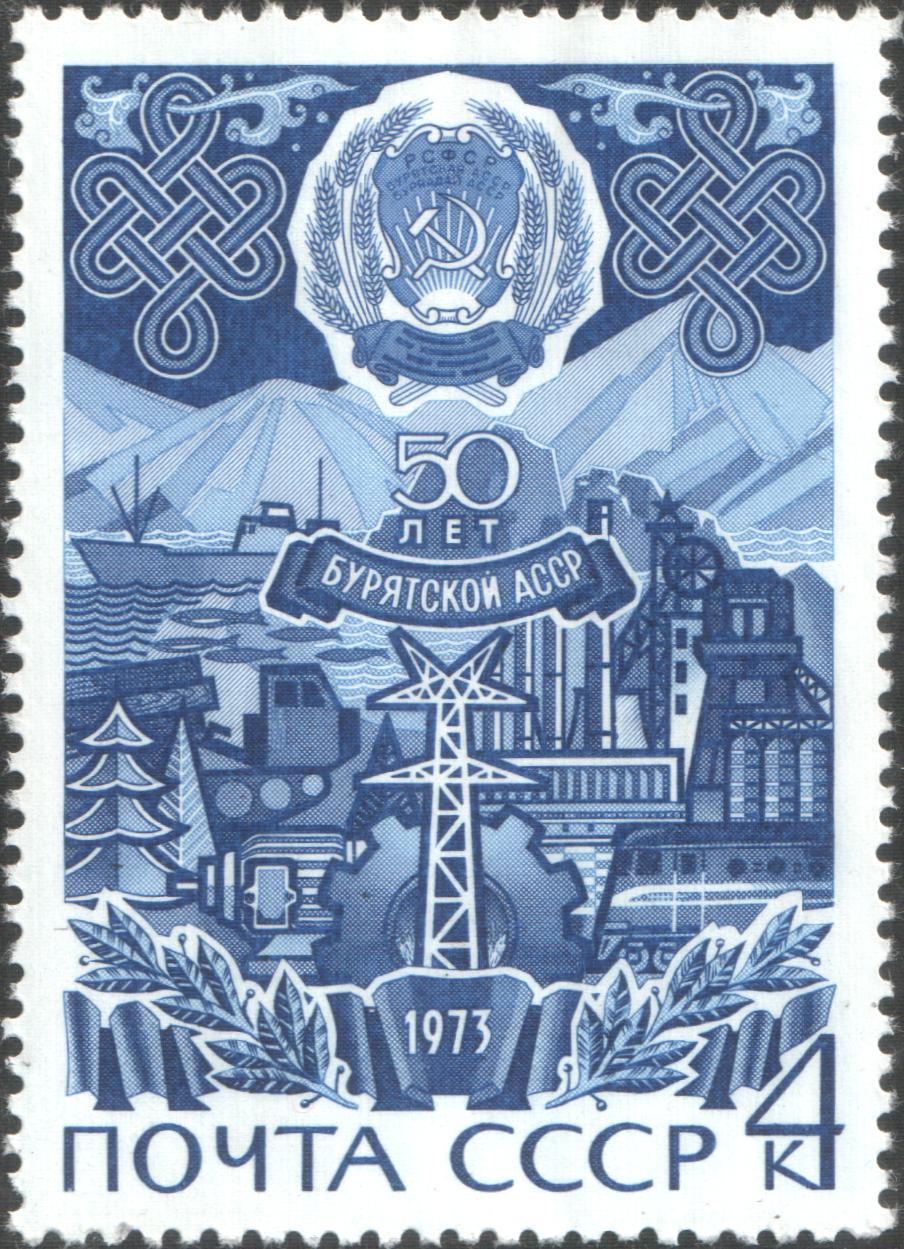
50-лет Бурятской АССР
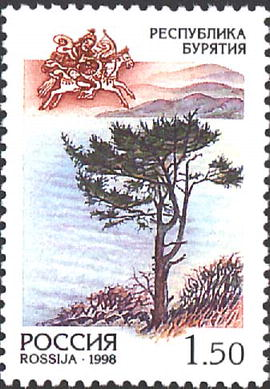
Республика Бурятия, 1998 г.
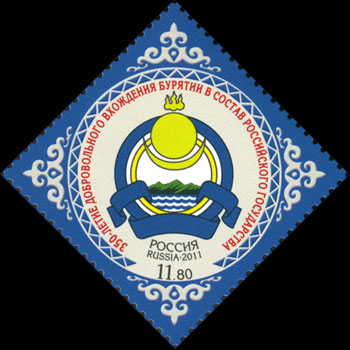
350-летие добровольного вхождения Бурятии
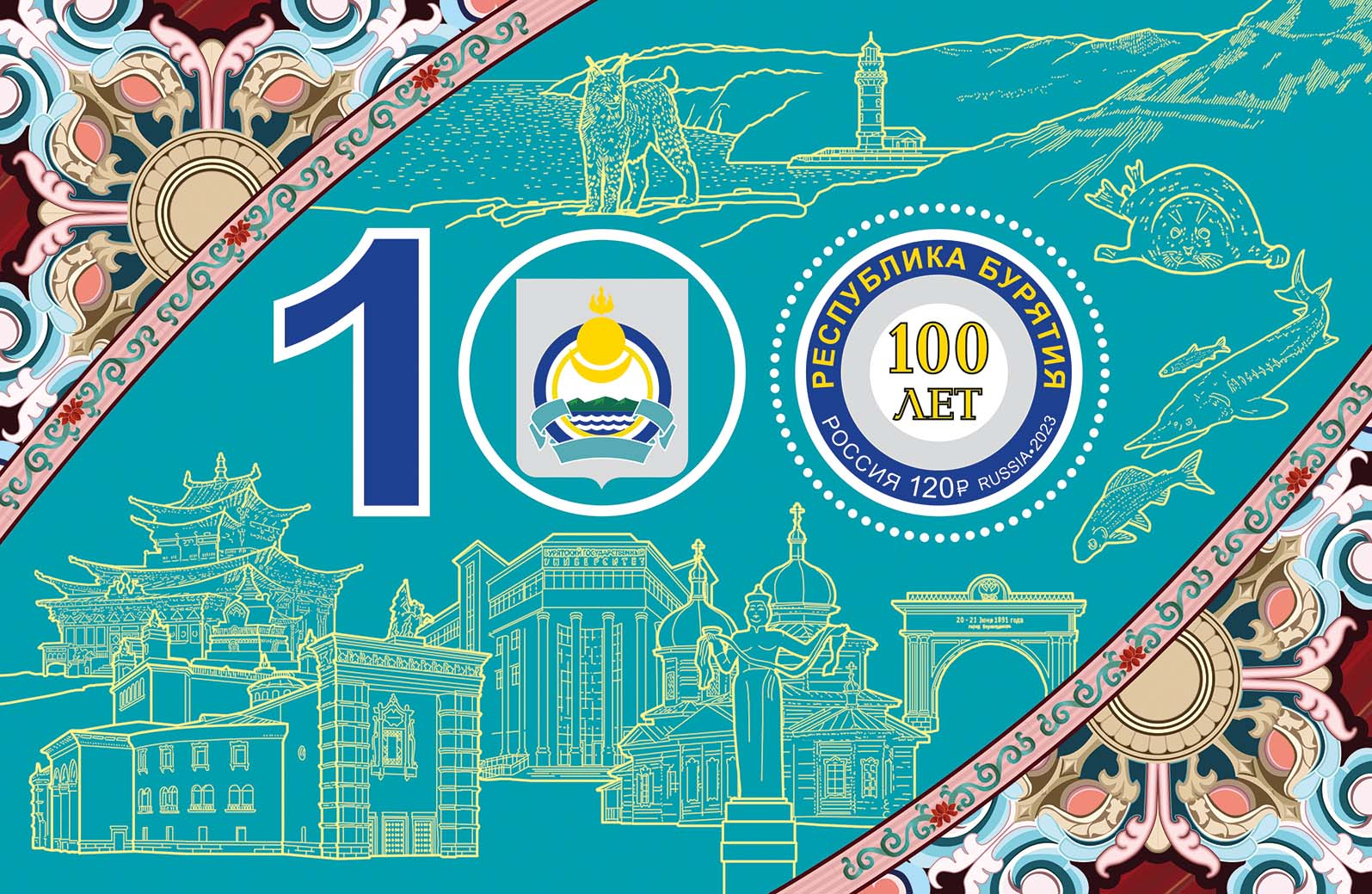
Почтовый блок. 100 лет Республике Бурятия

### Нумизматика
В честь 350-летия добровольного вхождения Бурятии в состав Российского государства Банк России 1 апреля 2011 выпустил следующие памятные монеты (приведены только реверсы):

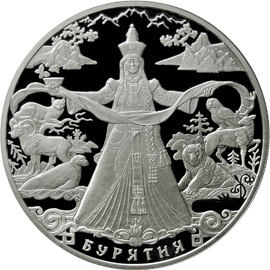
3 серебряных рубля с изображением женщины в национальном костюме
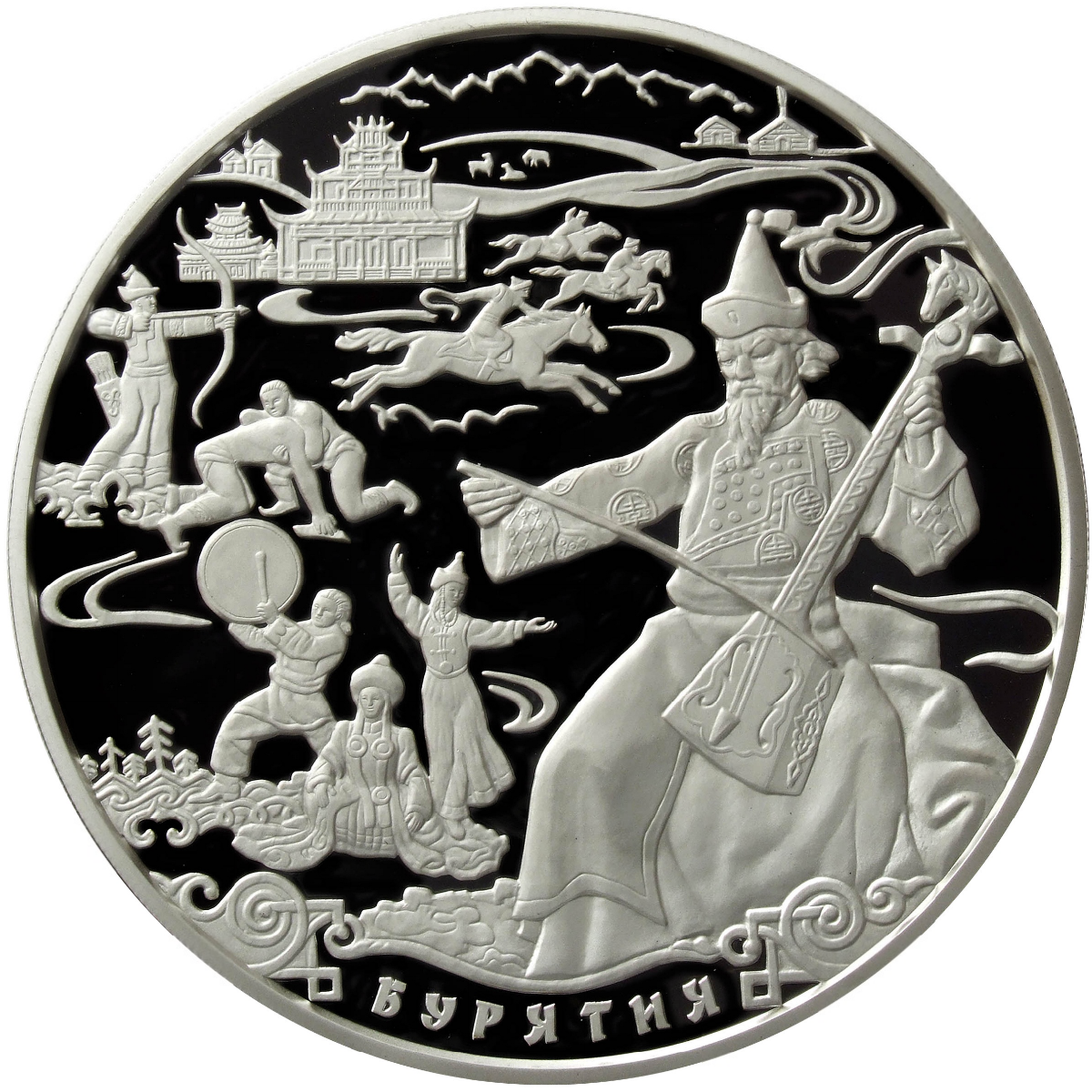
100 серебряных рублей с изображением жителей Бурятии в сценах бытия на фоне храмов
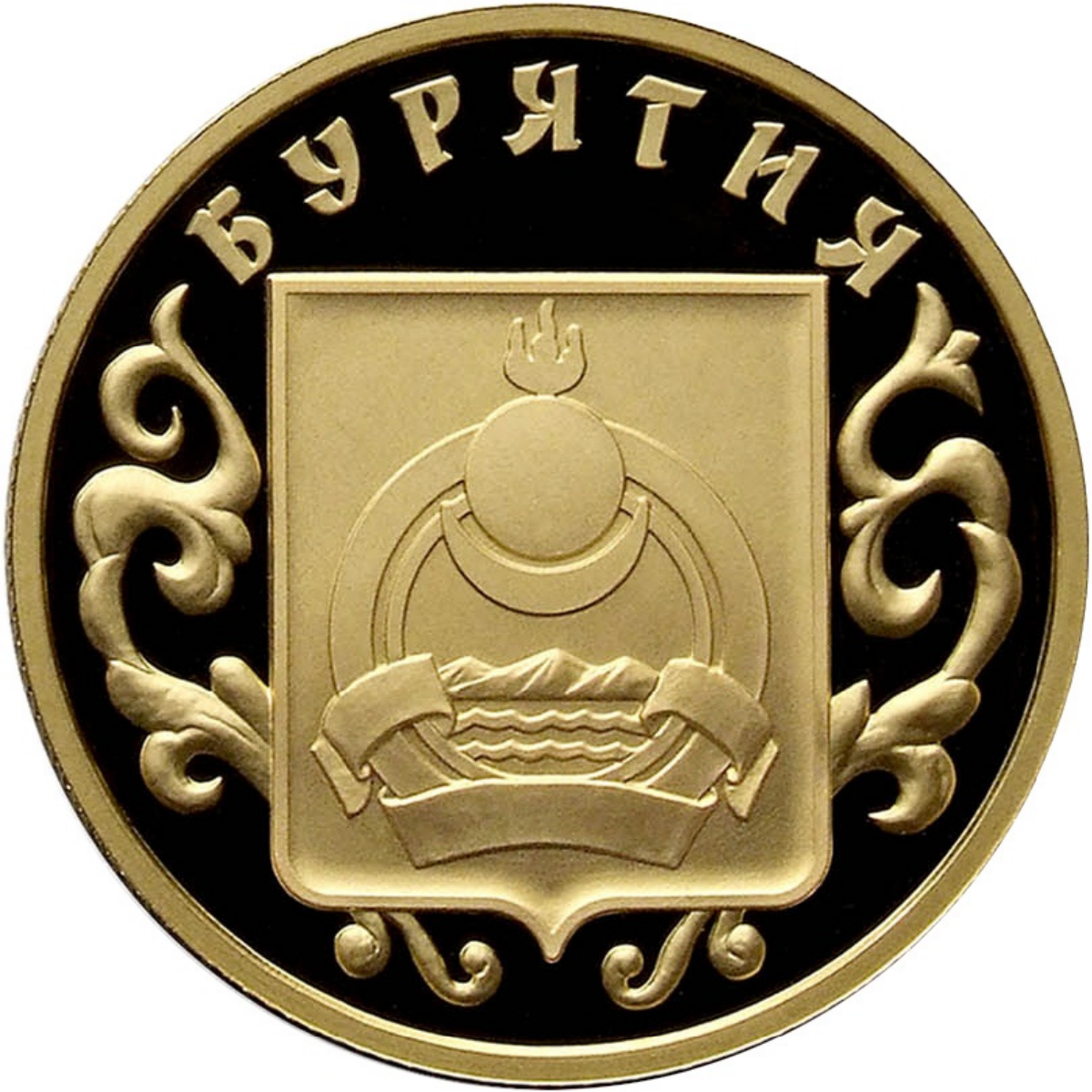
50 золотых рублей с гербом Республики Бурятия
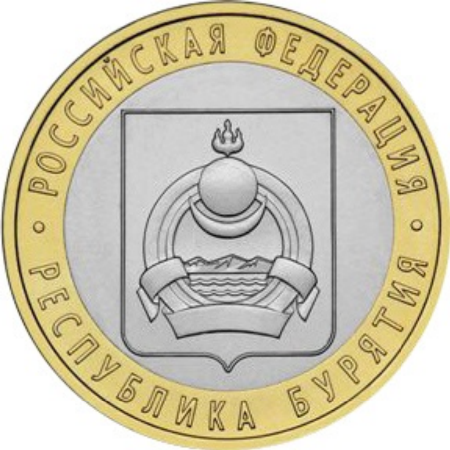
10 латунно-мельхиоровых рублей с гербом Республики Бурятия
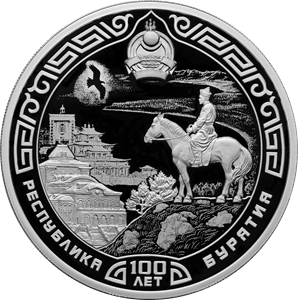
Монета 3 рубля. 100-летие образования Республики Бурятия